# Wrestling Observer Newsletter Hall of Fame
Wrestling Observer Newsletter Hall of Fame – galeria sławy dla osobistości związanych z profesjonalnym wrestlingiem prowadzona przez magazyn Wrestling Observer Newsletter. Została założona w 1996 roku.

## Zasady
Aby zostać wprowadzonym do galerii, osoba musi spełnić pewne wymagania dotyczące długości kariery, znaczenia historycznego, atrakcyjności dla widzów i umiejętności wrestlerskich. Wprowadzani muszą mieć przynajmniej 15 lat doświadczenia związanego z pro wrestlingiem lub mieć ponad 35 lat i 10 lat doświadczenia. Pierwszych 122 członków wybrał redaktor Wrestling Observer Newsletter Dave Meltzer w 1996 roku. W kolejnych latach członkowie wybierani byli w wyniku głosowania, w którym udział brali wrestlerzy, osoby związane z wrestlingiem, dziennikarze i historycy.
Cztery osoby zostały wprowadzone do galerii dwa razy: Villano III indywidualnie w 1998 roku i jako część Los Villanos w 2022 roku, Antonino Rocca indywidualnie w 1996 roku i w parze z Miguelem Perezem w 2023 roku, Jack Brisco indywidualnie w 1998 roku i jako część Brisco Brothers w 2023 roku, a także Jackie Sato indywidualnie w 1998 roku i jako część Beauty Pair w 2023 roku.

## Wprowadzeni

### 1996

Wprowadzeni indywidualnie w 1997 roku<ref name=":3" />
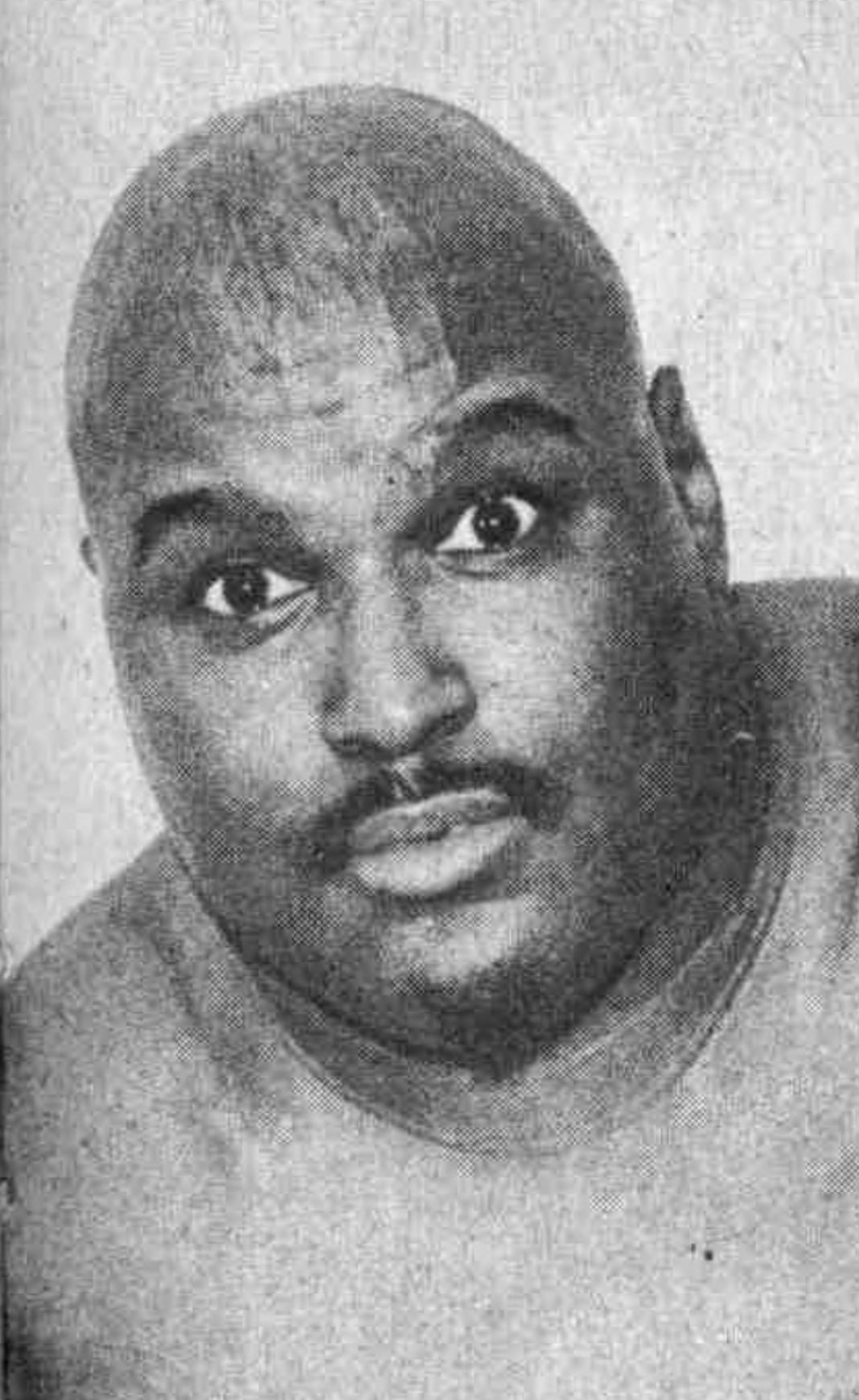
Abdullah the Butcher
Perro Aguayo
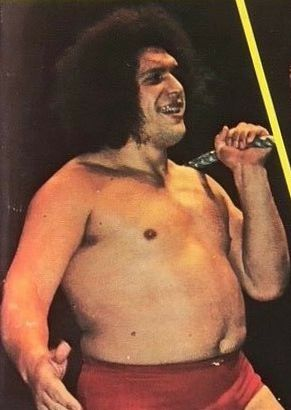
André the Giant
Bert Assirati
Jim Barnett
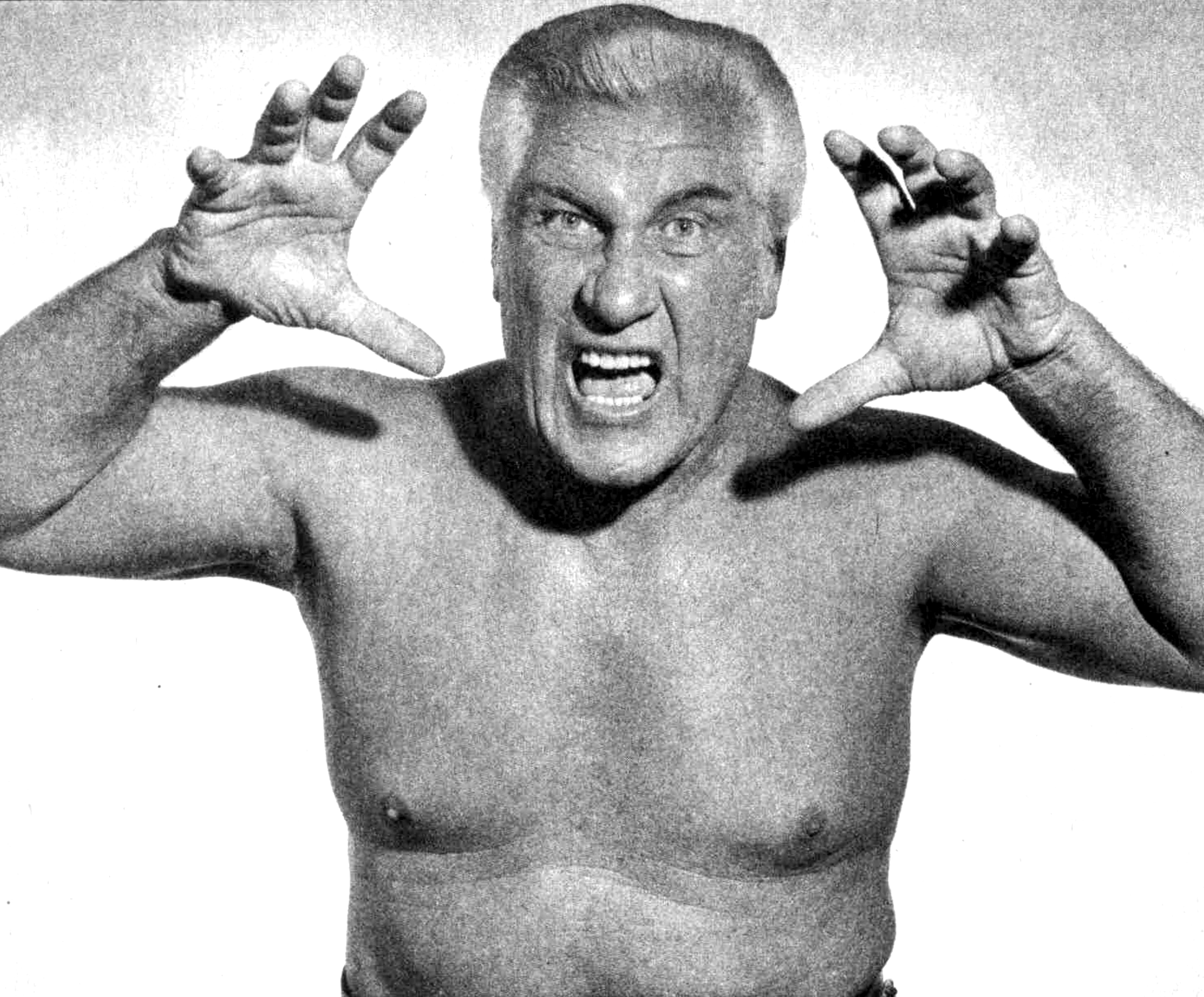
Freddie Blassie
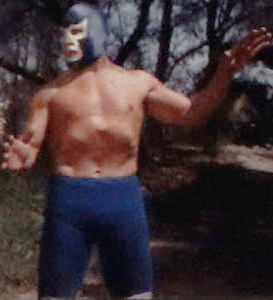
Blue Demon
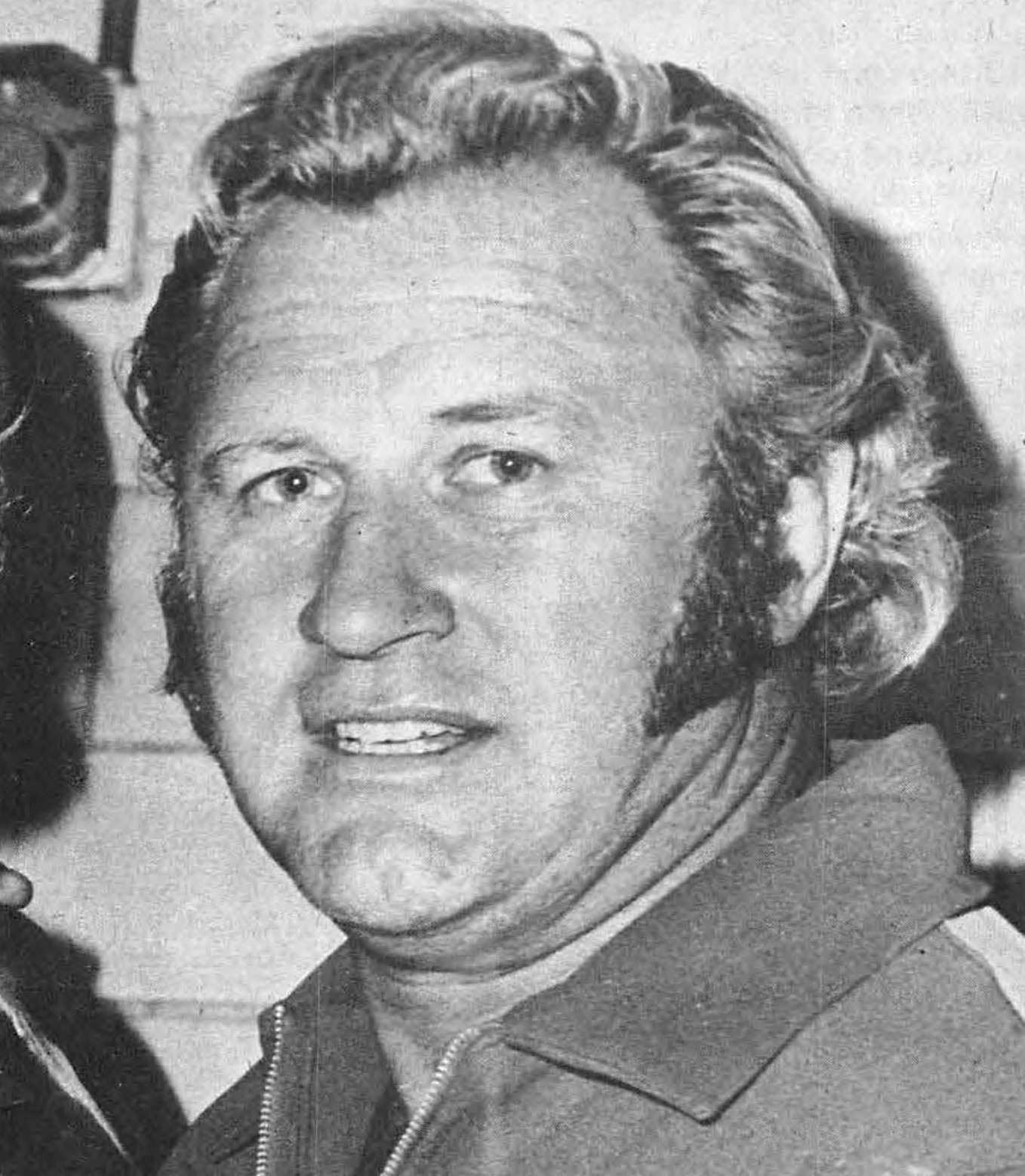
Nick Bockwinkel
Paul Boesch
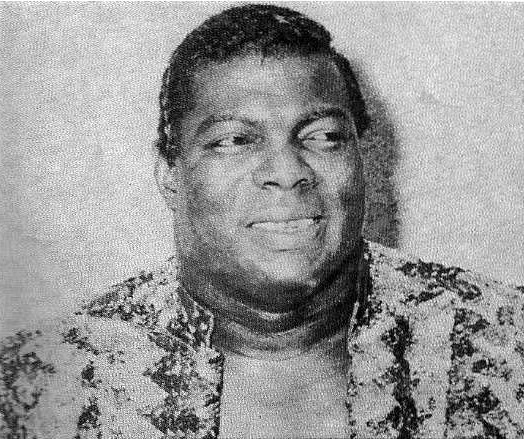
Bobo Brazil
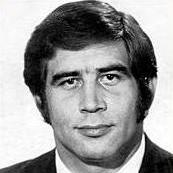
Jack Brisco
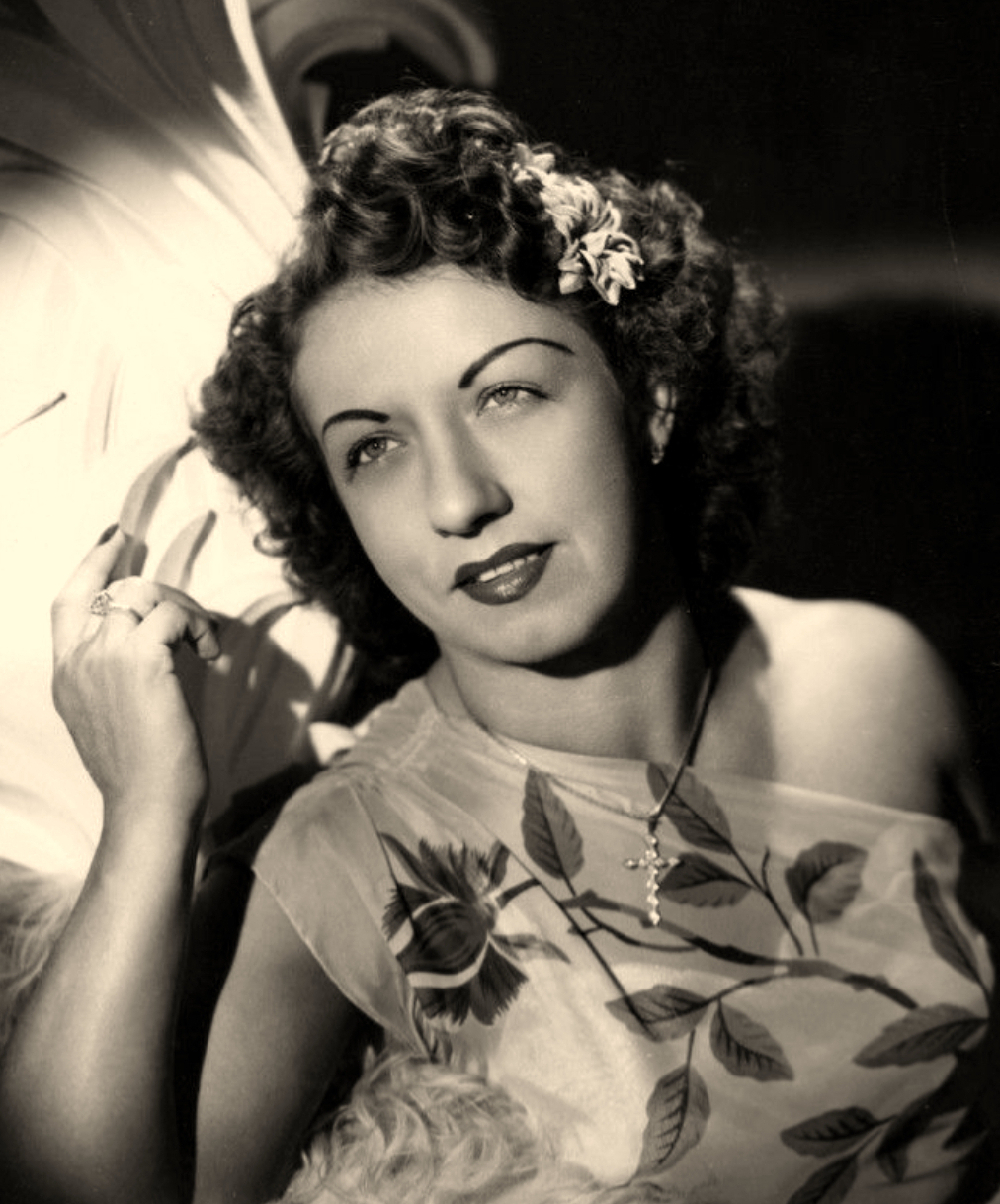
Mildred Burke
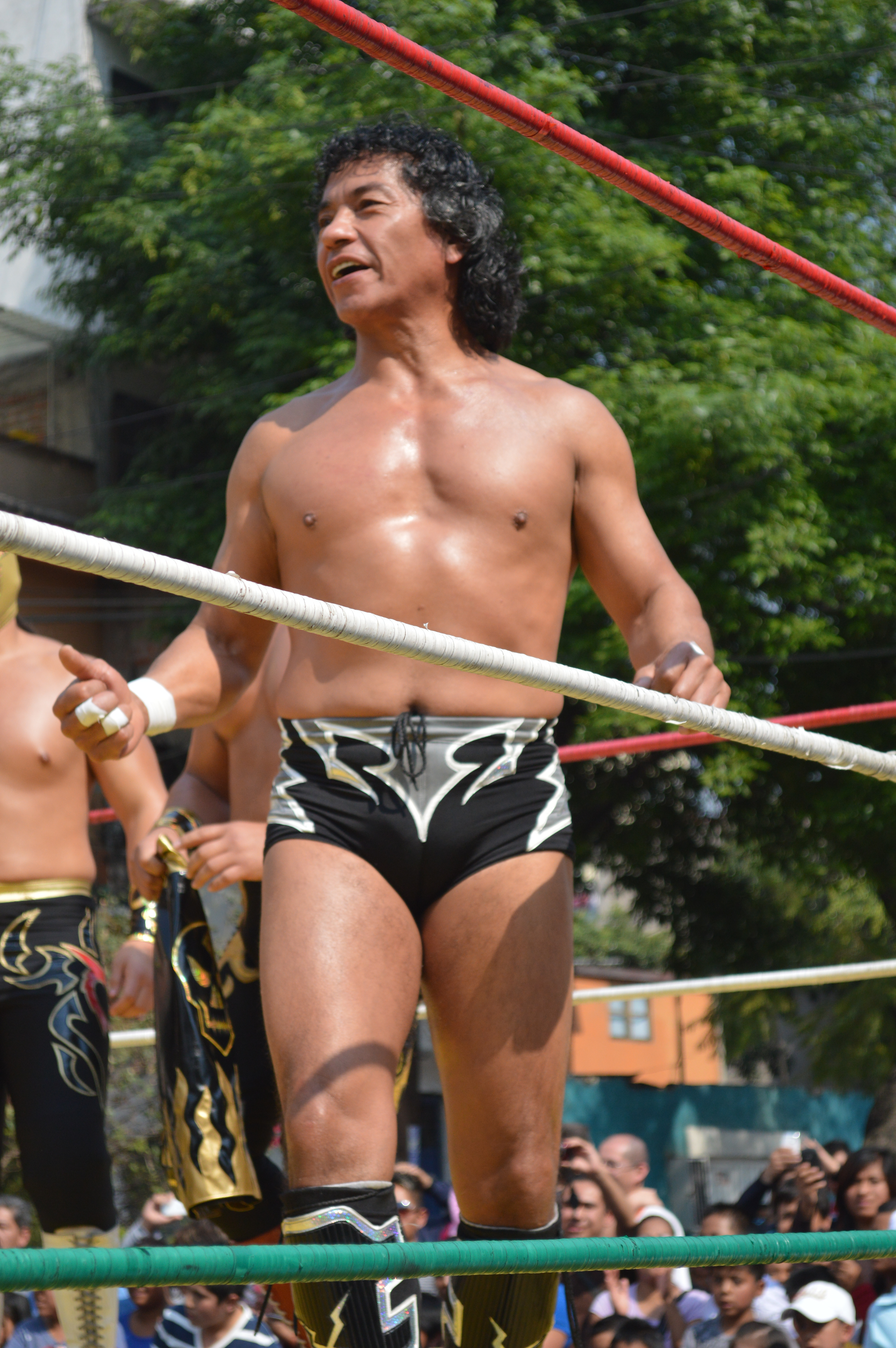
Negro Casas
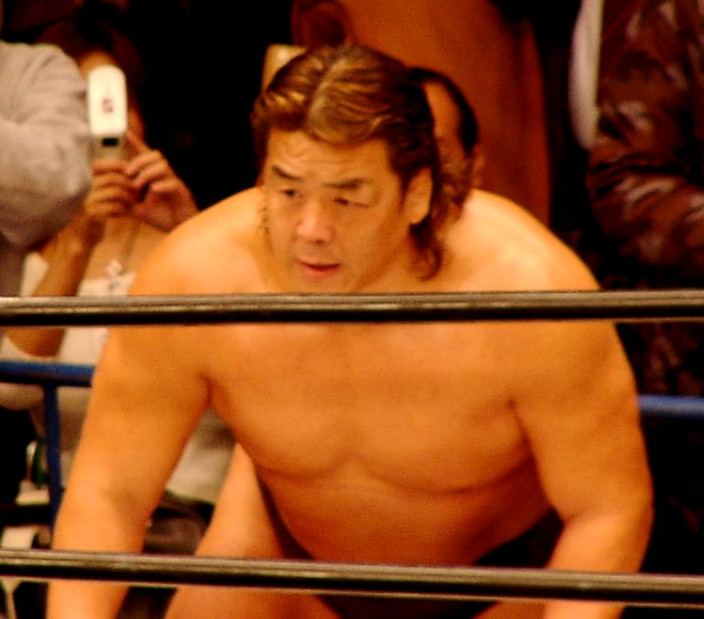
Riki Choshu
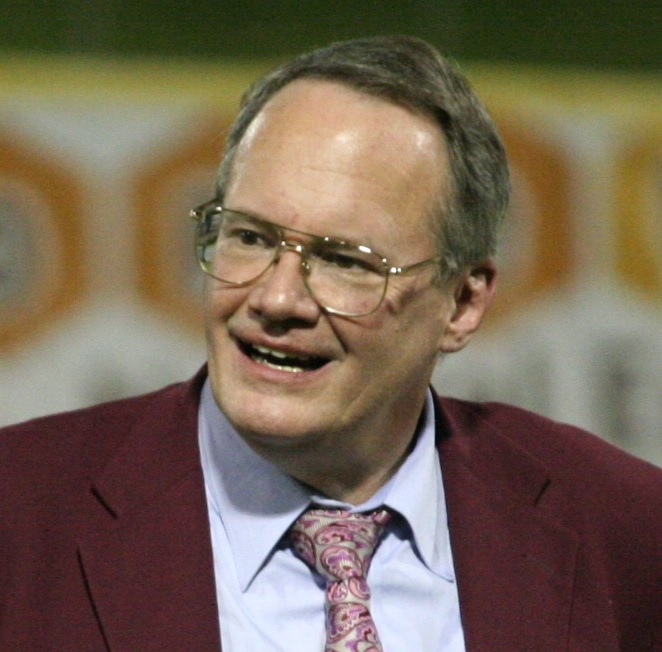
Jim Cornette
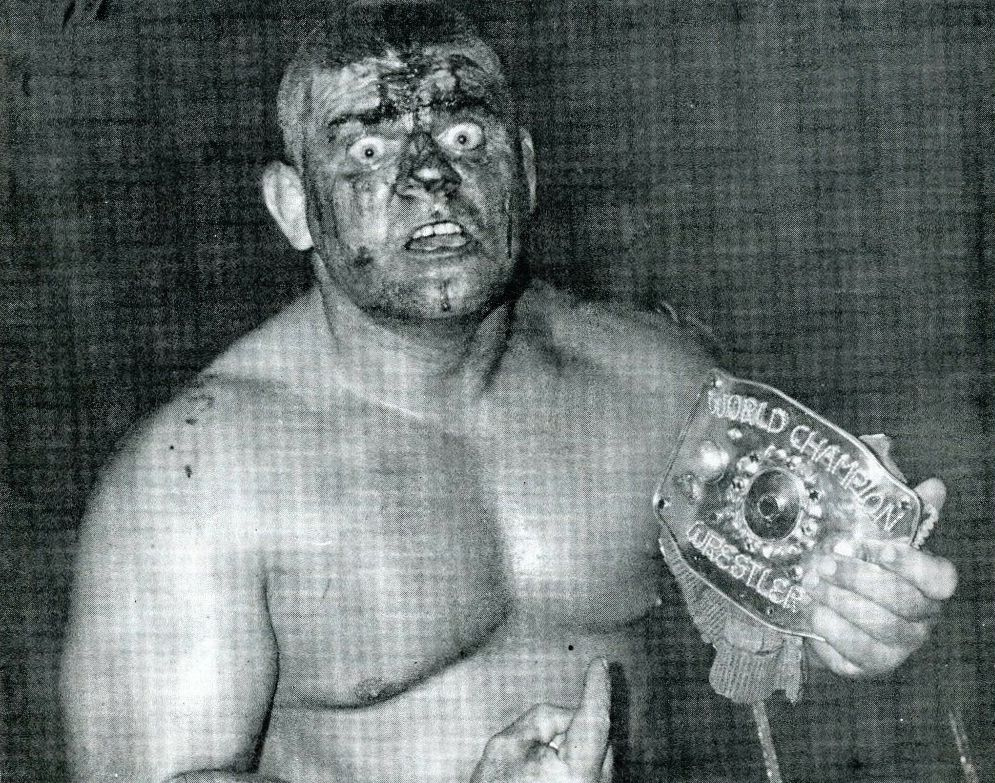
The Crusher
Alfonso Dantes
Rayo De Jalisco, Sr.
Devil Masami
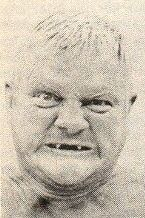
Dick The Bruiser
Emil Dusek
Ernie Dusek
Joe Dusek
Rudy Dusek
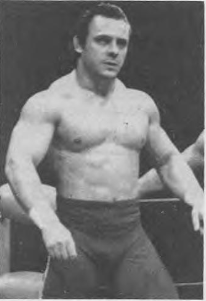
Dynamite Kid
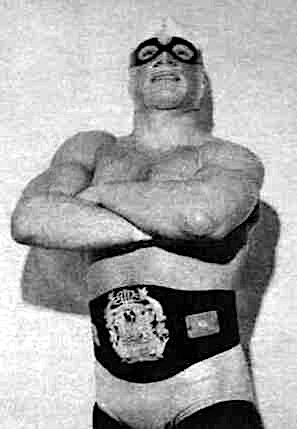
El Solitario
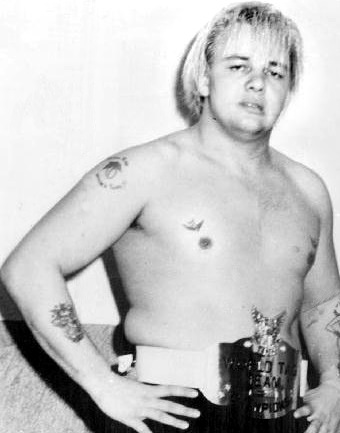
Jackie Fargo
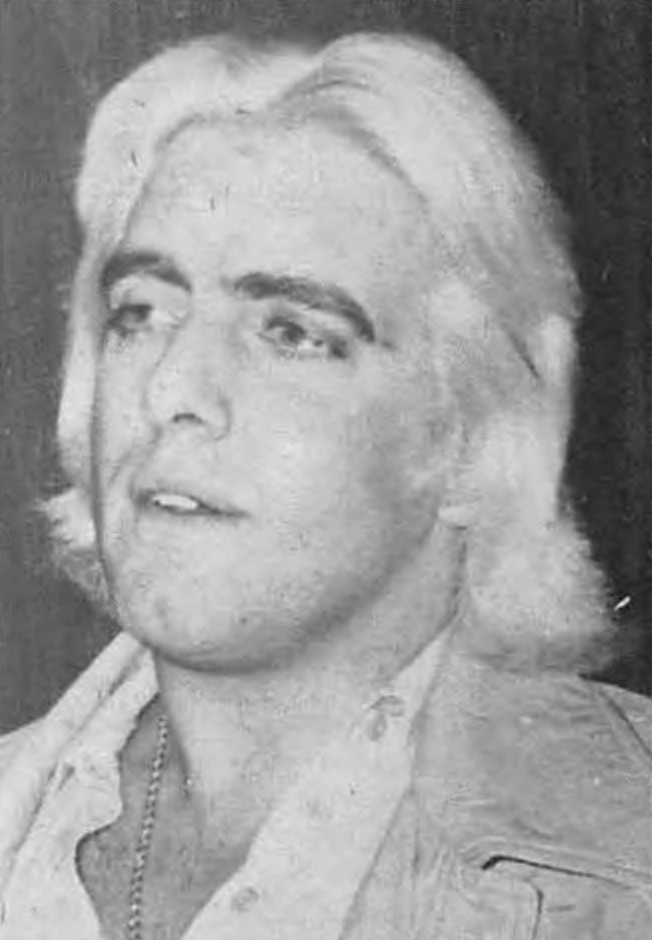
Ric Flair
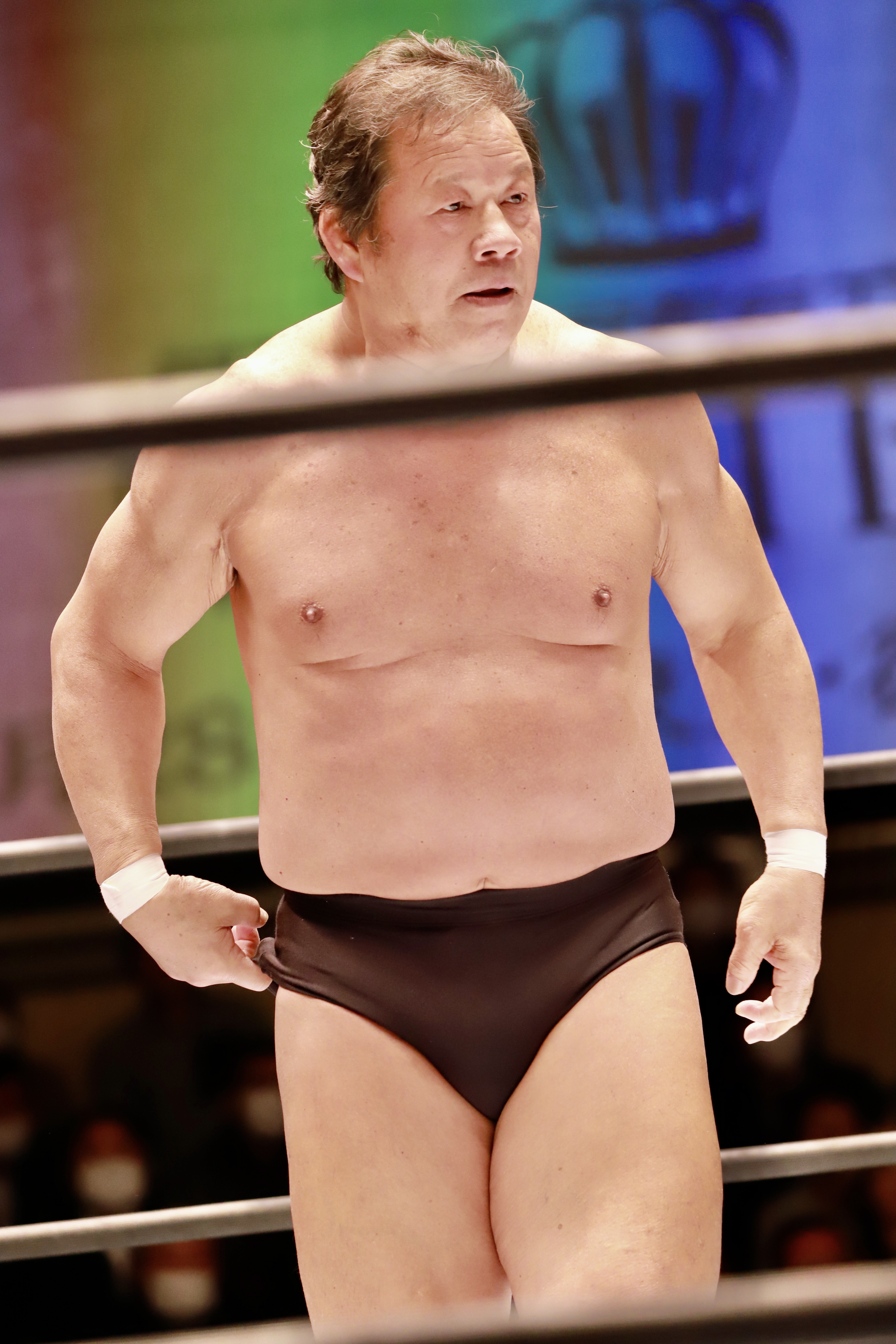
Tatsumi Fujinami
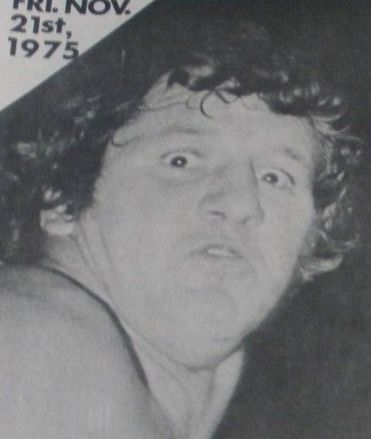
Terry Funk
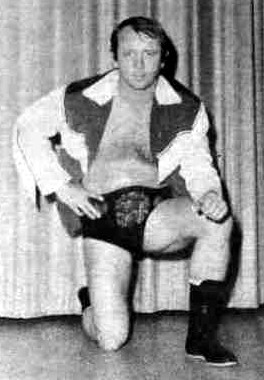
Dory Funk Jr.
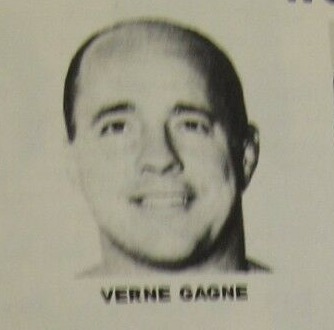
Verne Gagne
Cavernario Galindo
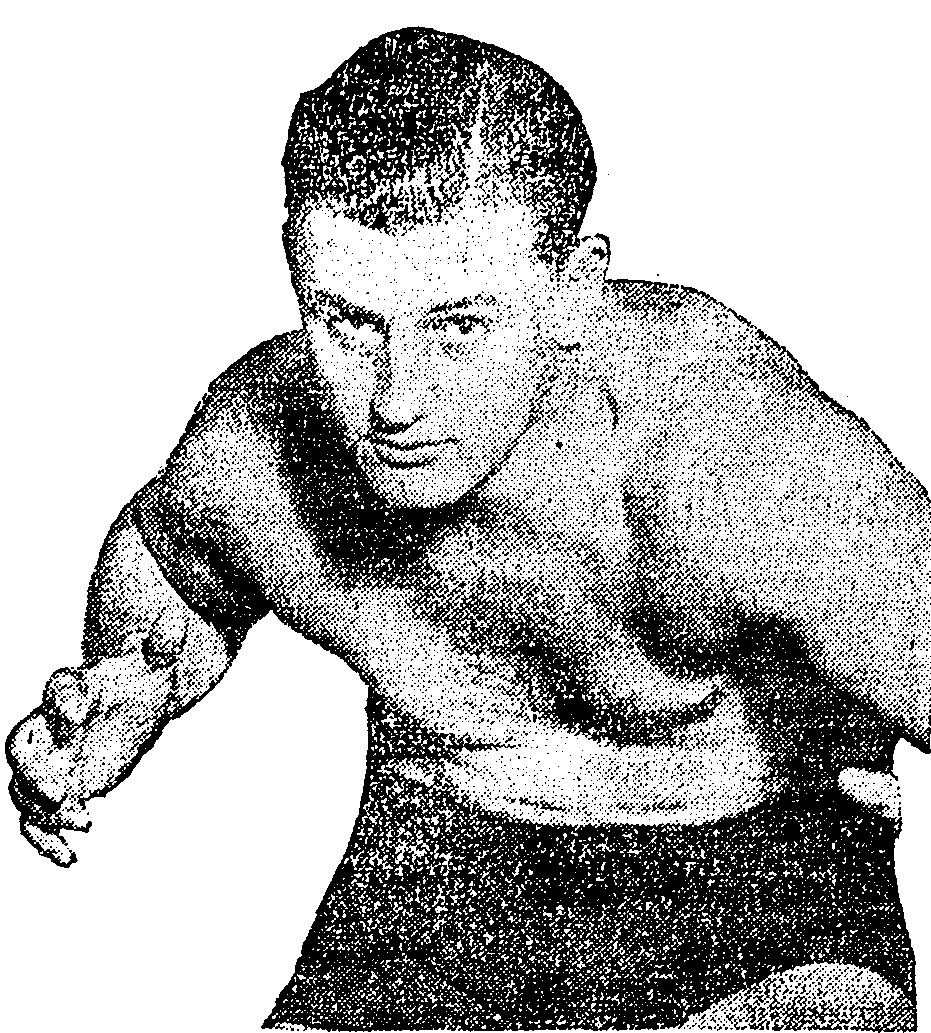
Ed Don George
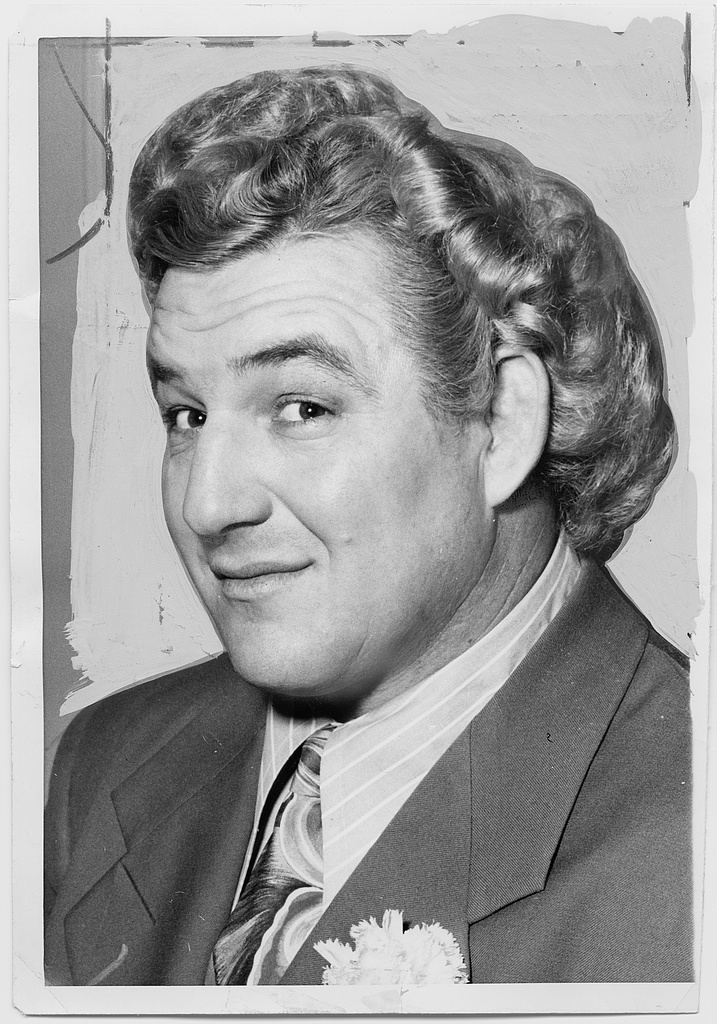
Gorgeous George
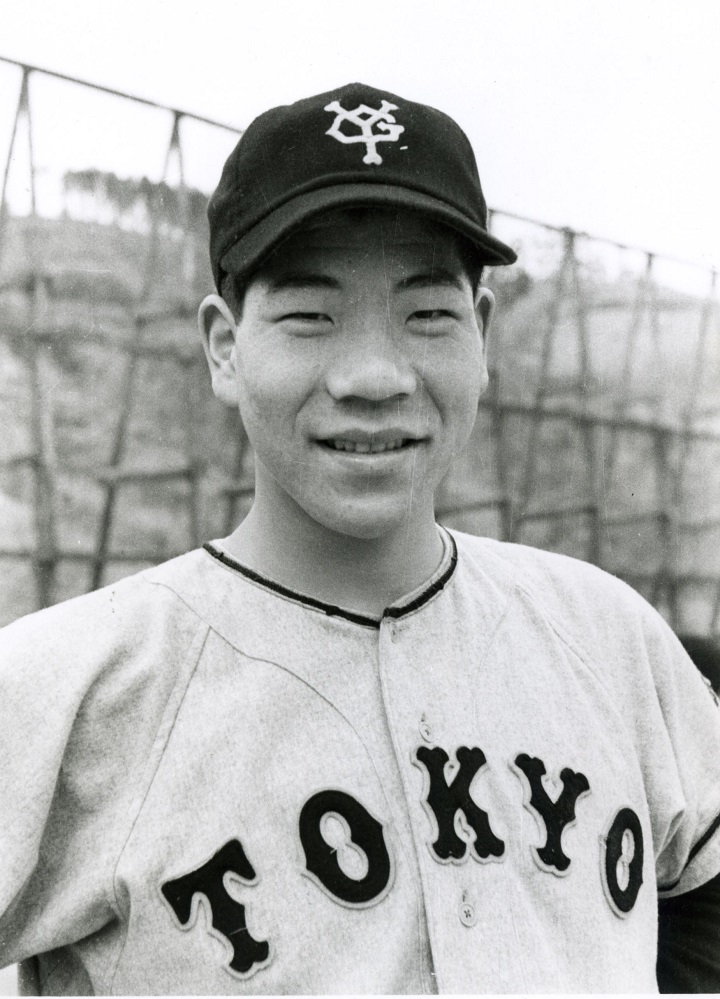
Giant Baba
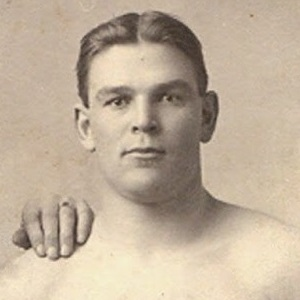
Frank Gotch
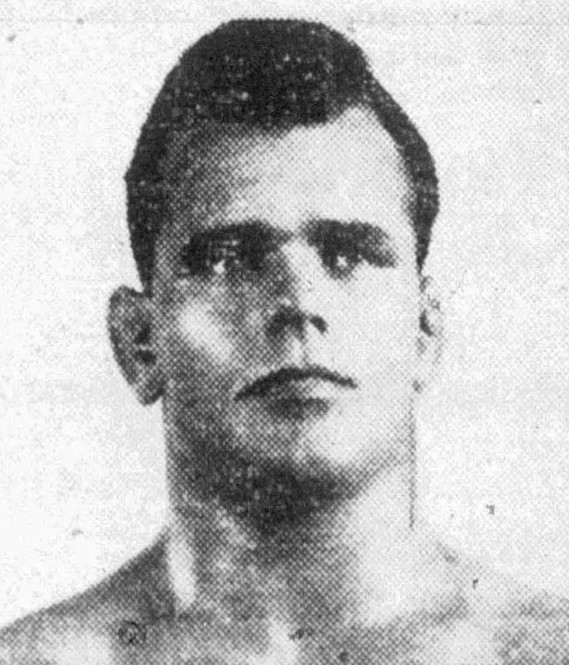
Karl Gotch
Eddie Graham
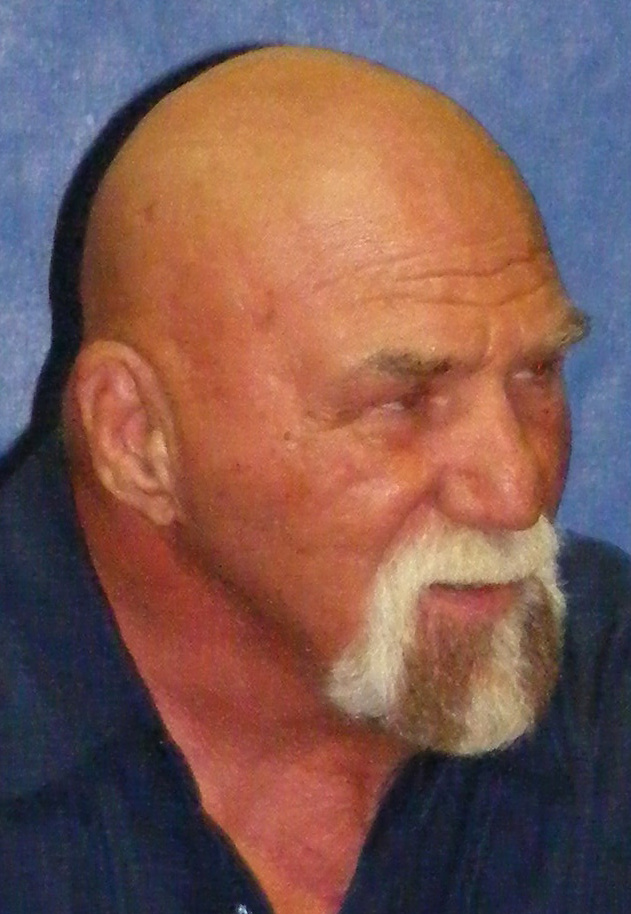
Superstar Billy Graham
Rene Guajardo
Gory Guerrero
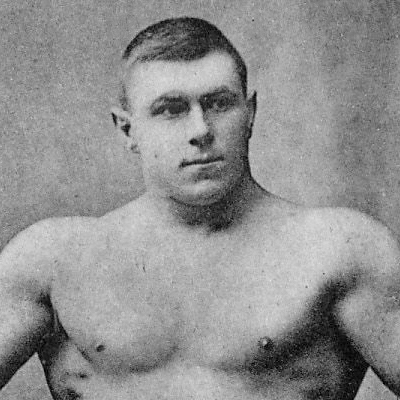
George Hackenschmidt
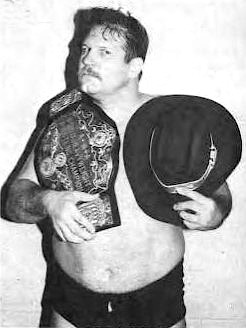
Stan Hansen
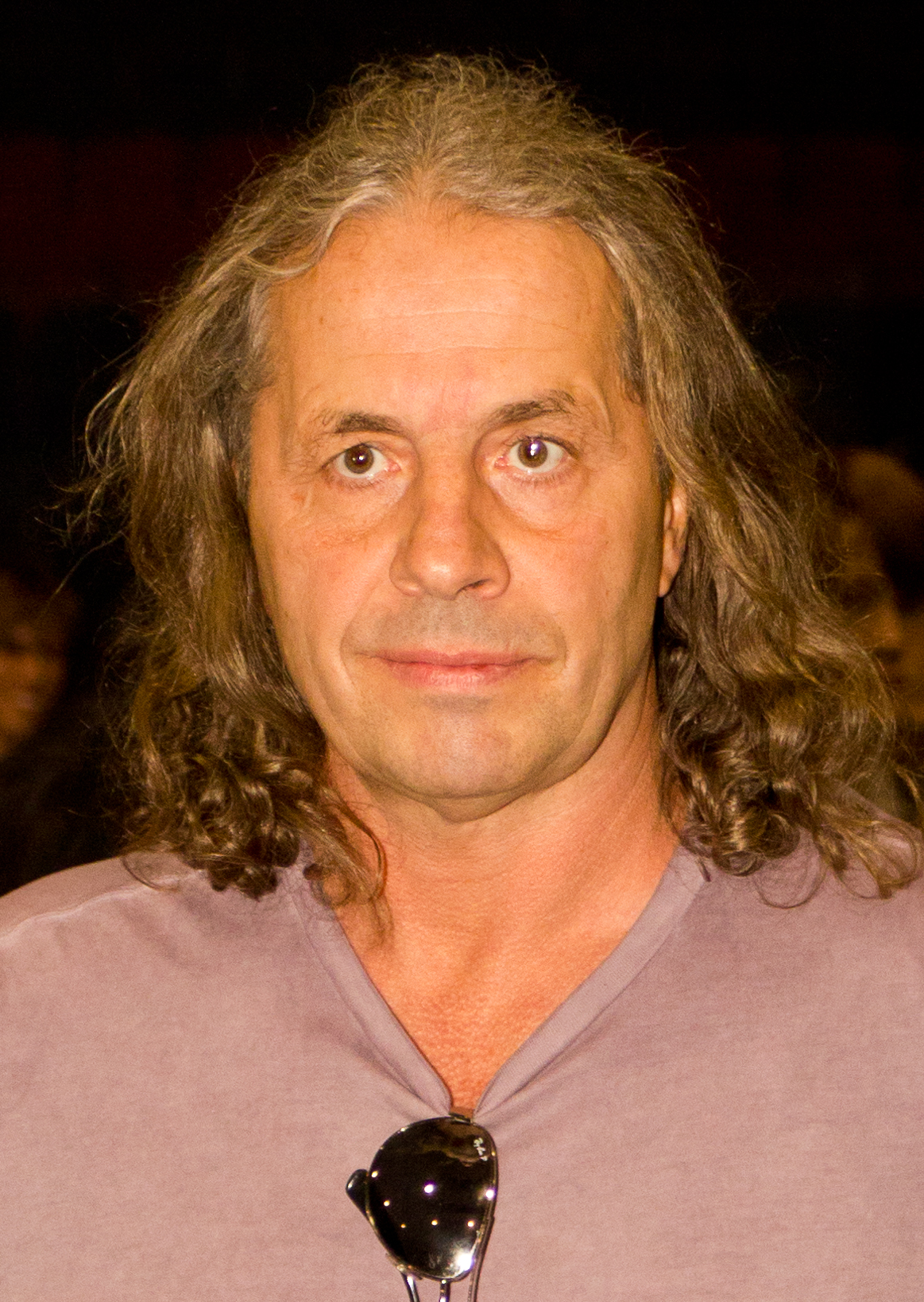
Bret Hart
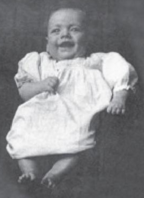
Stu Hart
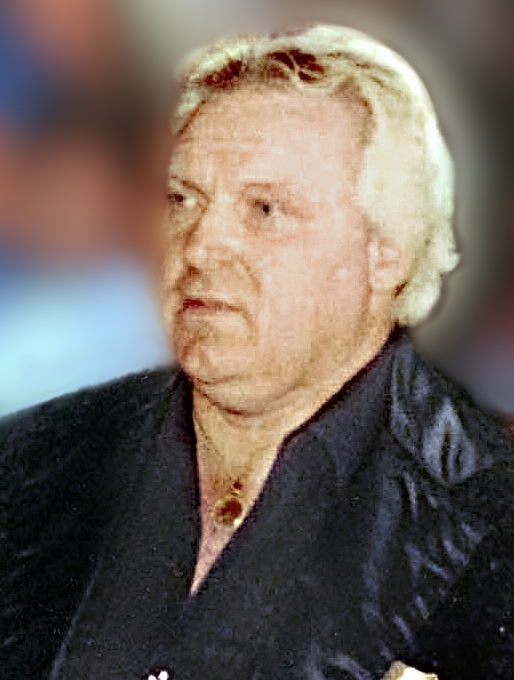
Bobby Heenan
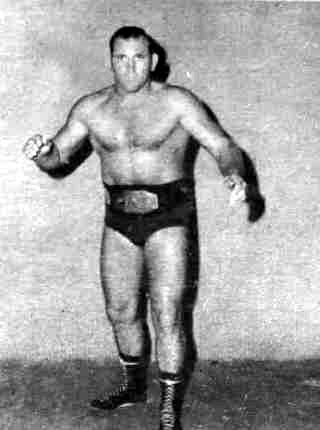
Danny Hodge
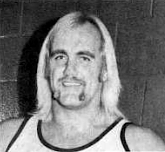
Hulk Hogan
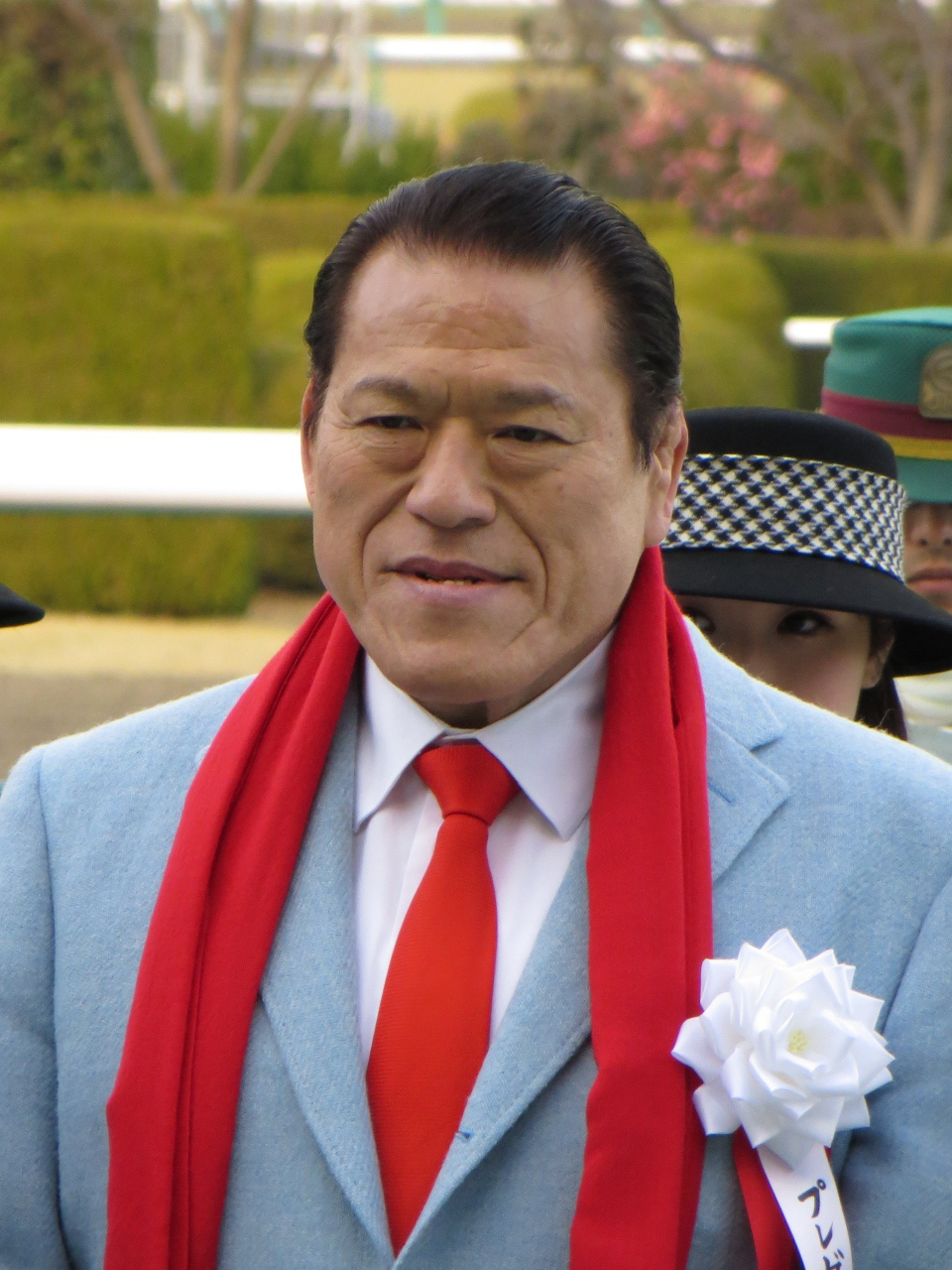
Antonio Inoki
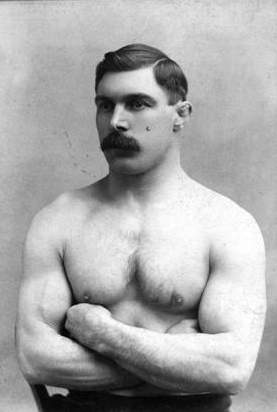
Tom Jenkins
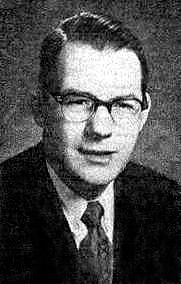
Fred Kohler
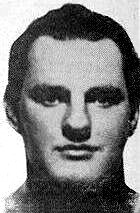
Killer Kowalski
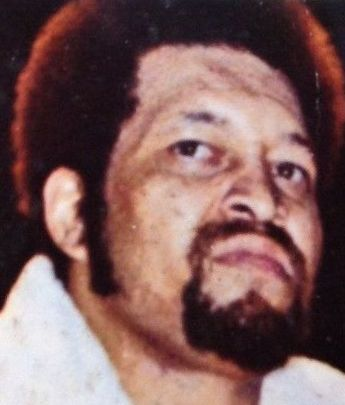
Ernie Ladd
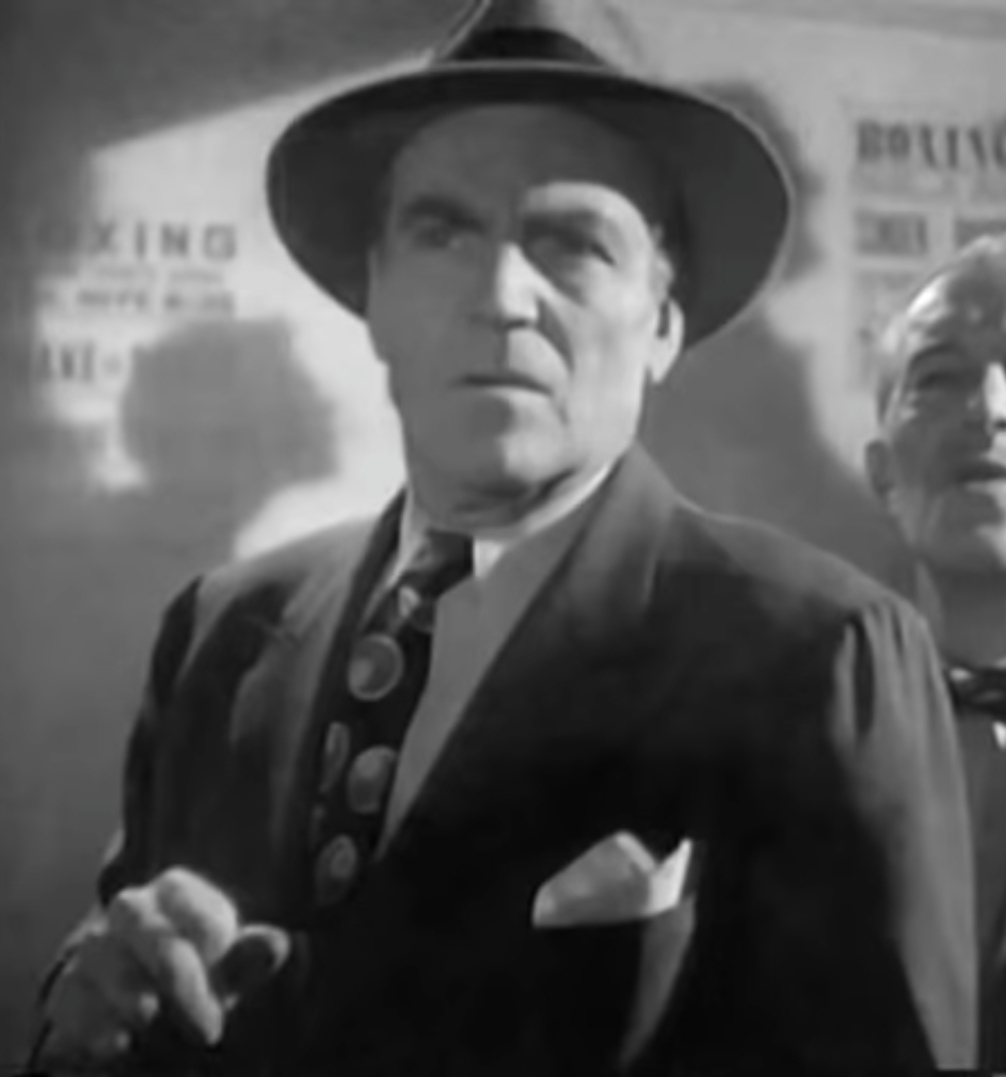
Dick Lane
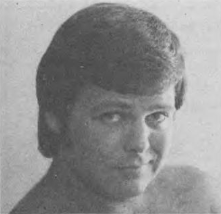
Jerry Lawler
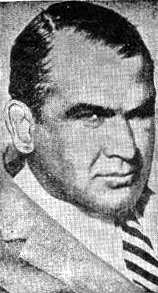
Ed Lewis
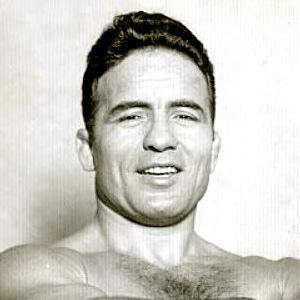
Jim Londos
Salvador Lutteroth
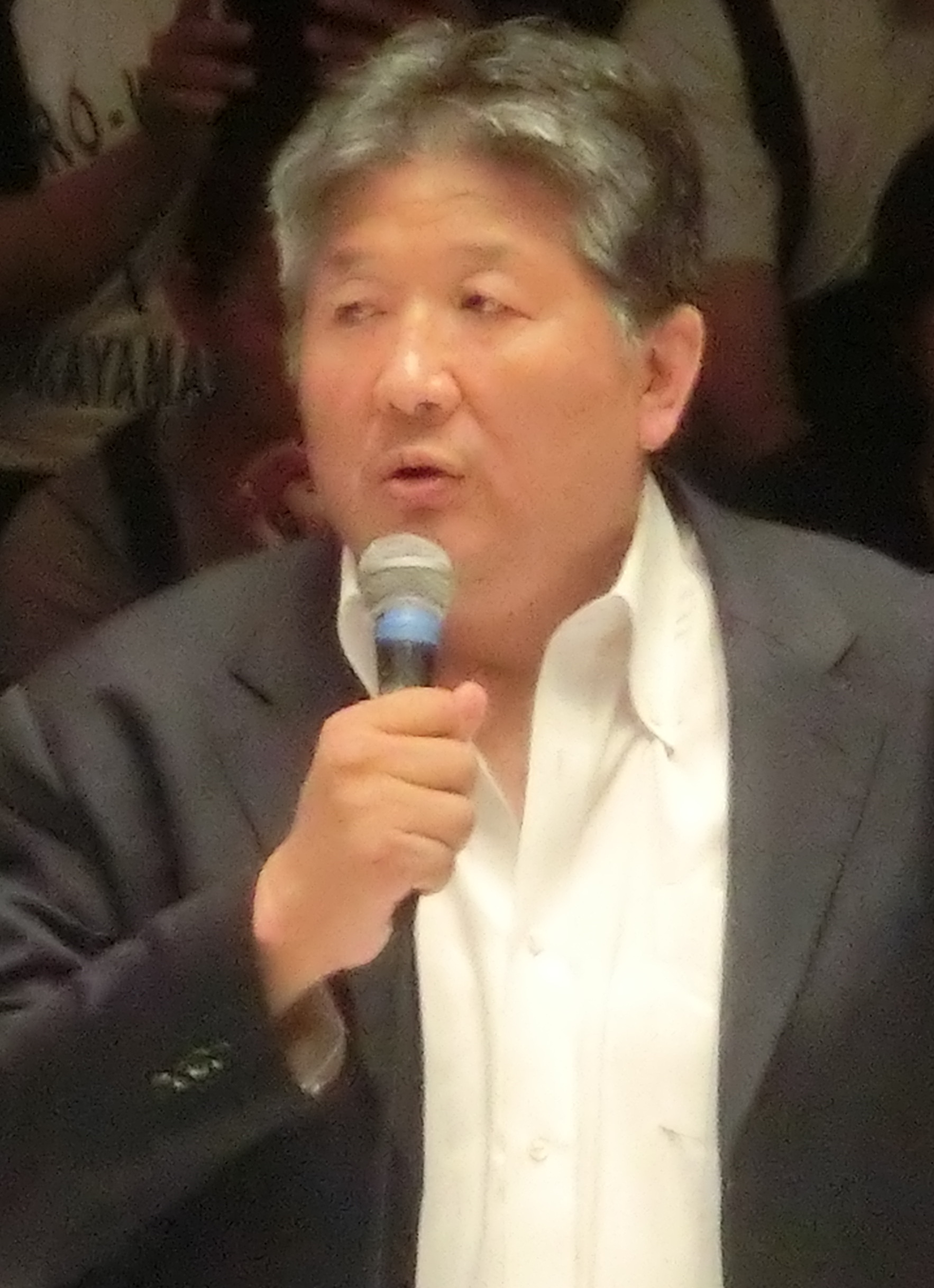
Akira Maeda
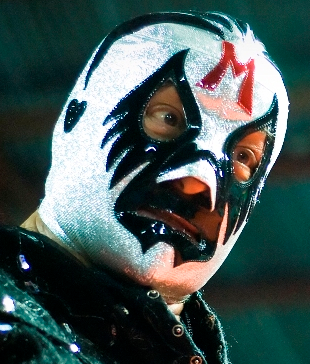
Mil Mascaras
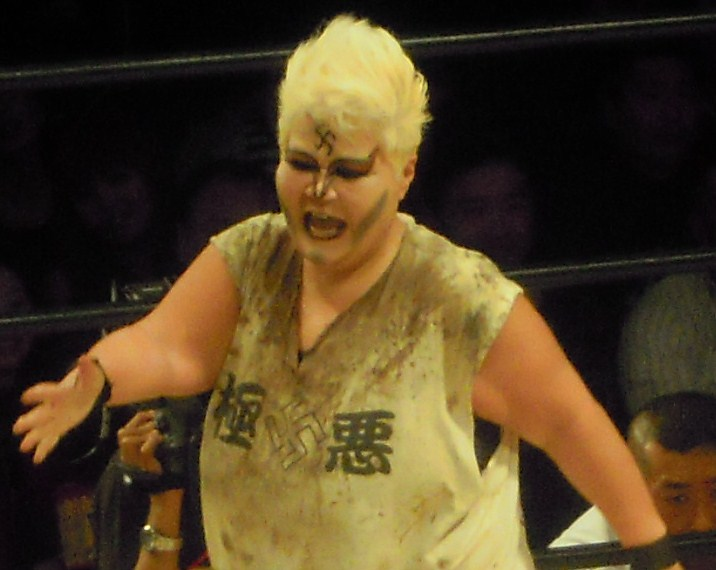
Dump Matsumoto
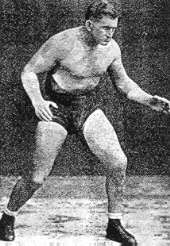
Earl McCready
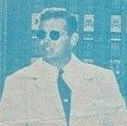
Leroy McGuirk
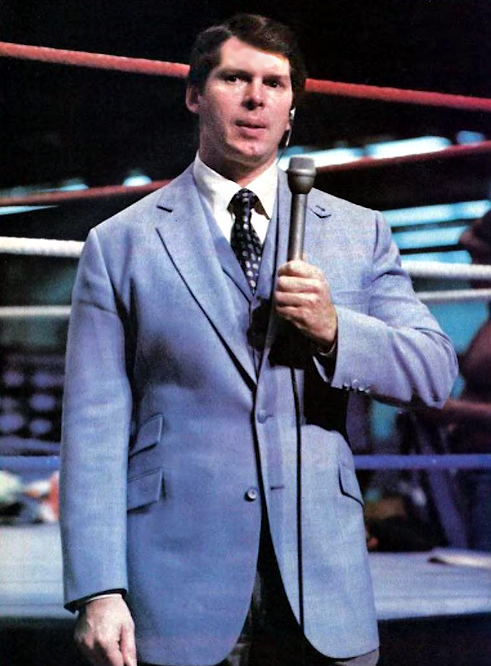
Vince McMahon
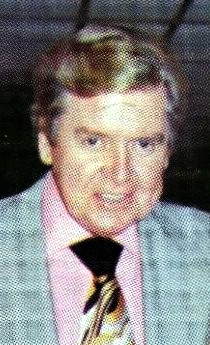
Vincent J. McMahon
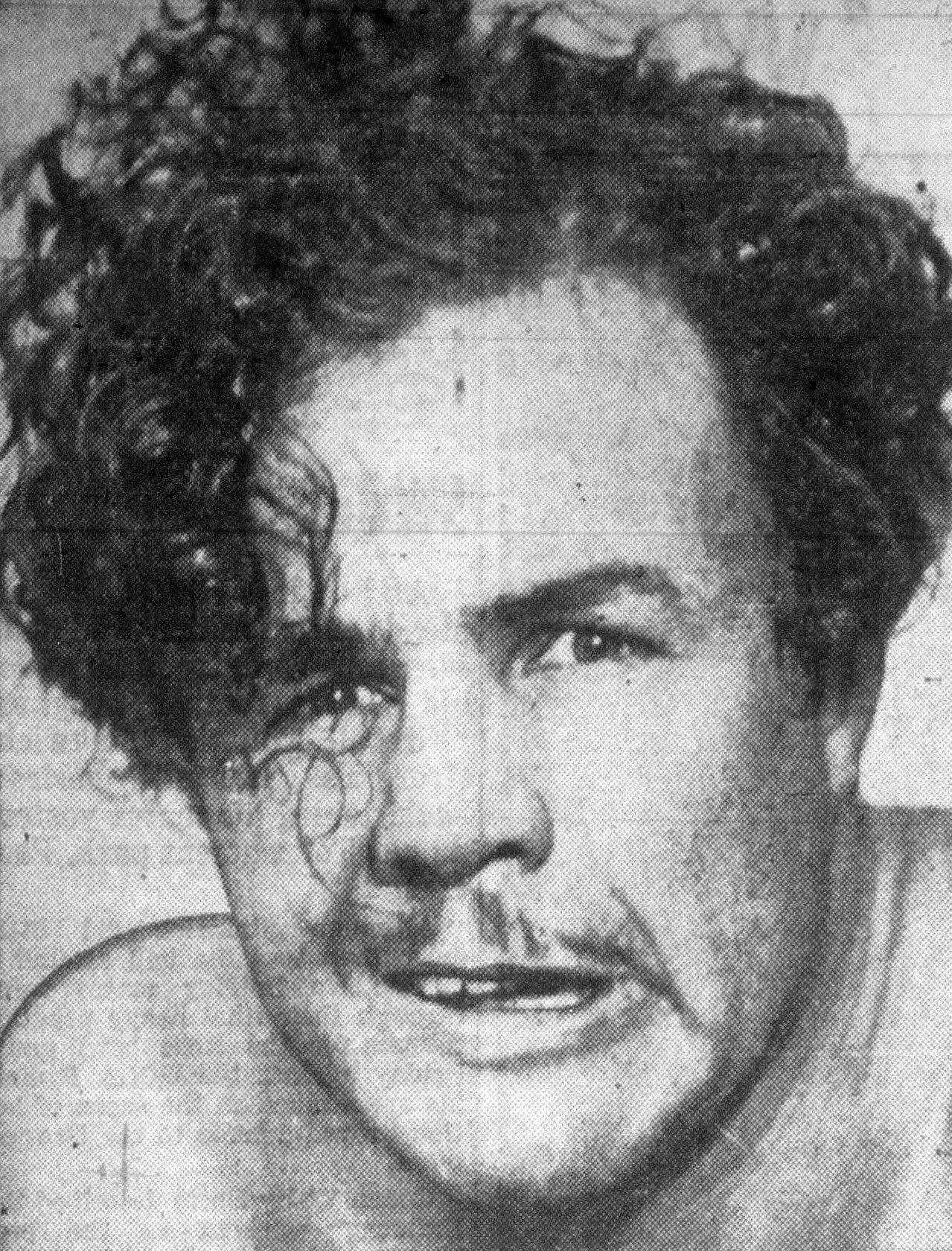
Danny McShain
Ray Mendoza
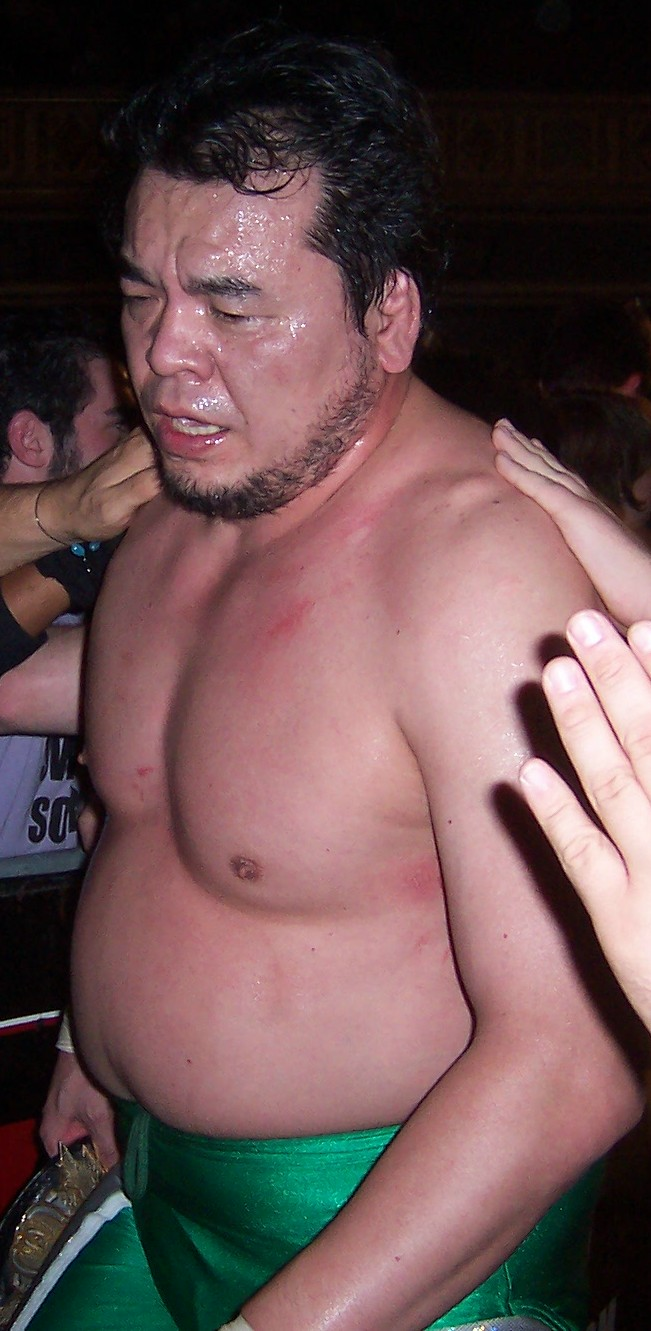
Mitsuharu Misawa
Toots Mondt
Sam Muchnick
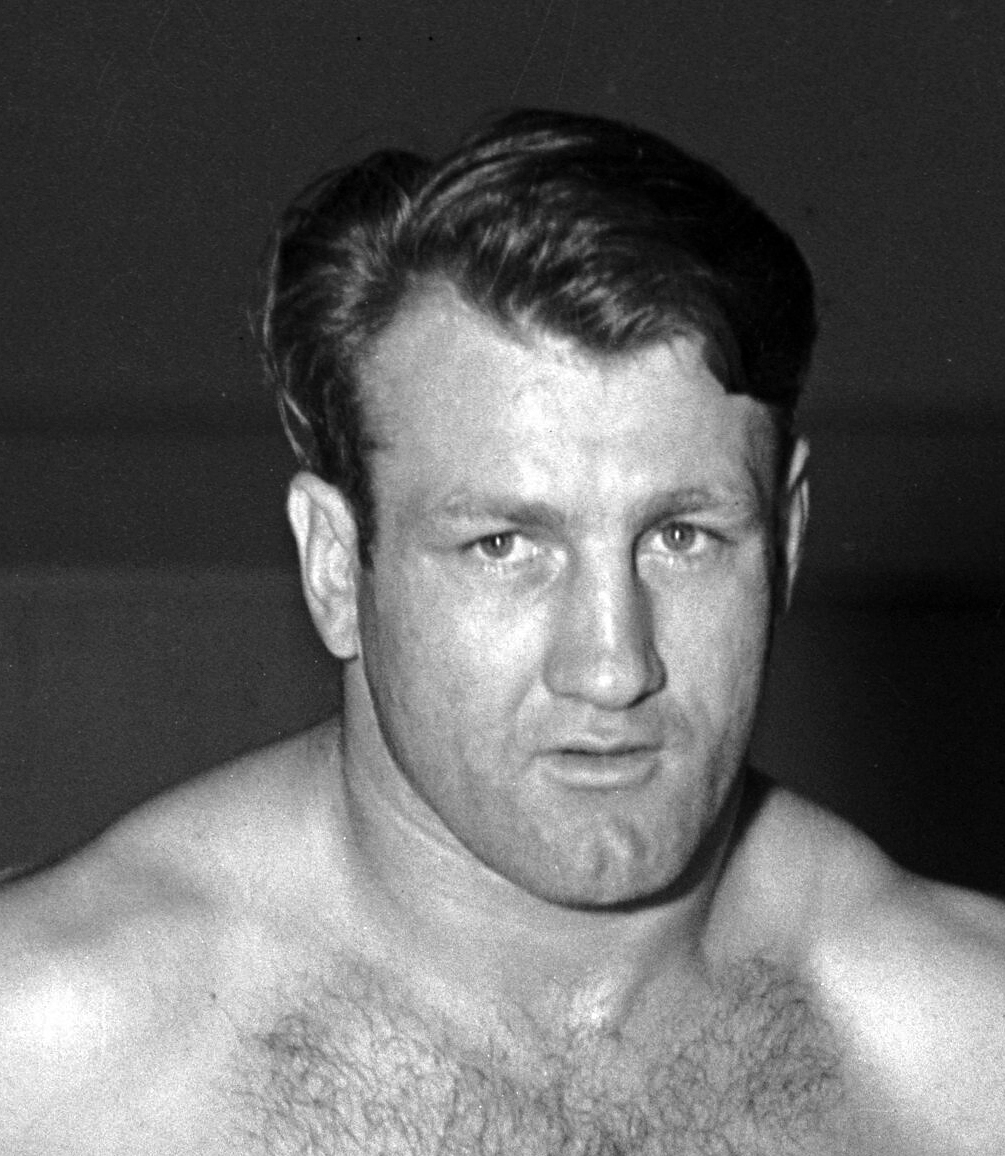
Bronko Nagurski
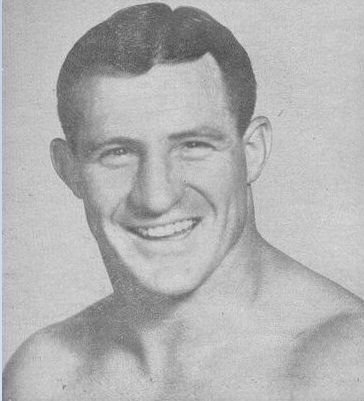
Pat O’Connor
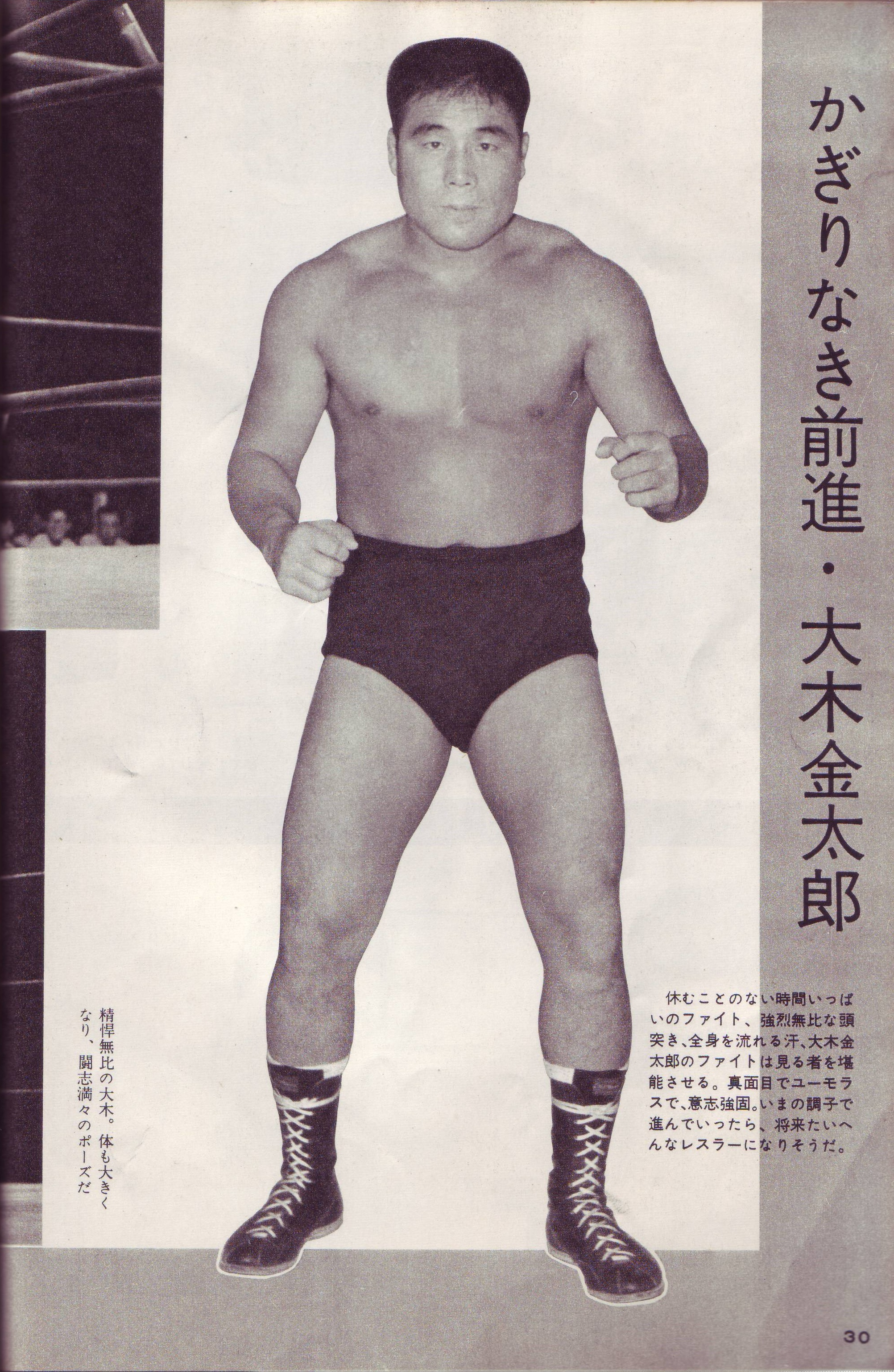
Kintarō Ōki
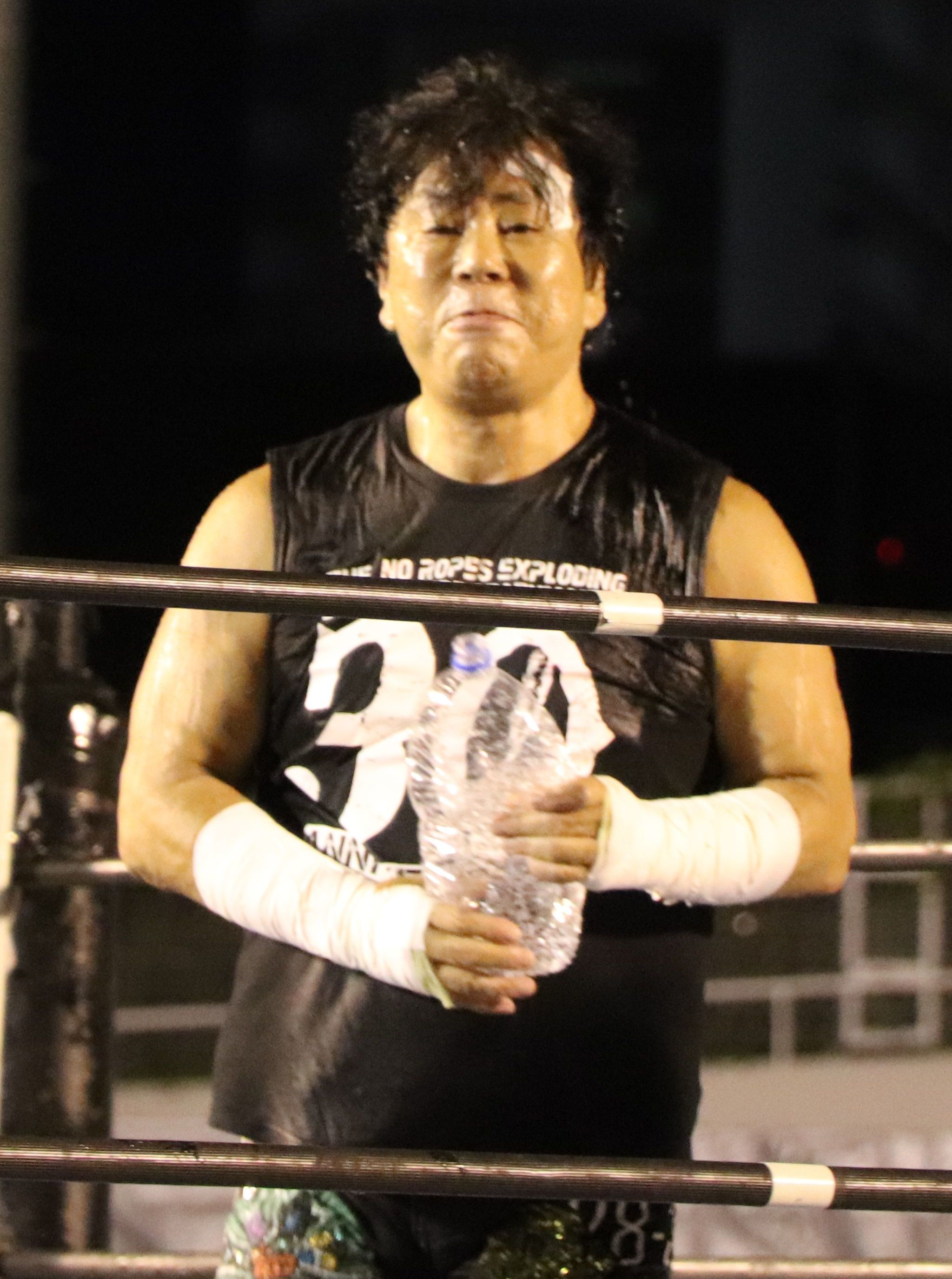
Atsushi Onita
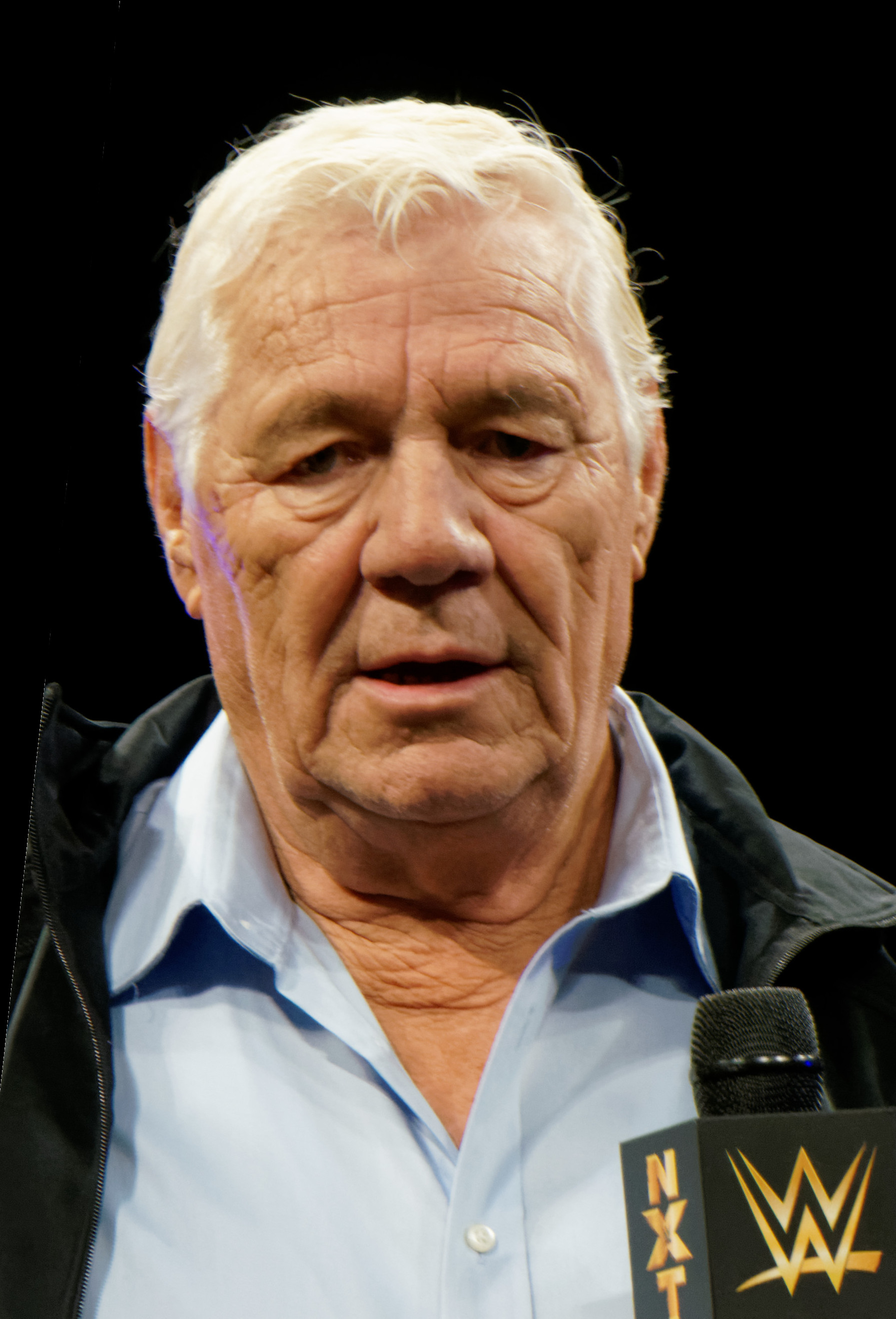
Pat Patterson
Antonio Peña
John Pesek
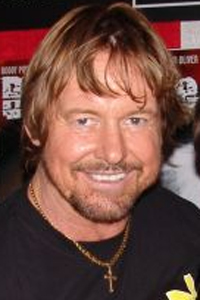
Roddy Piper
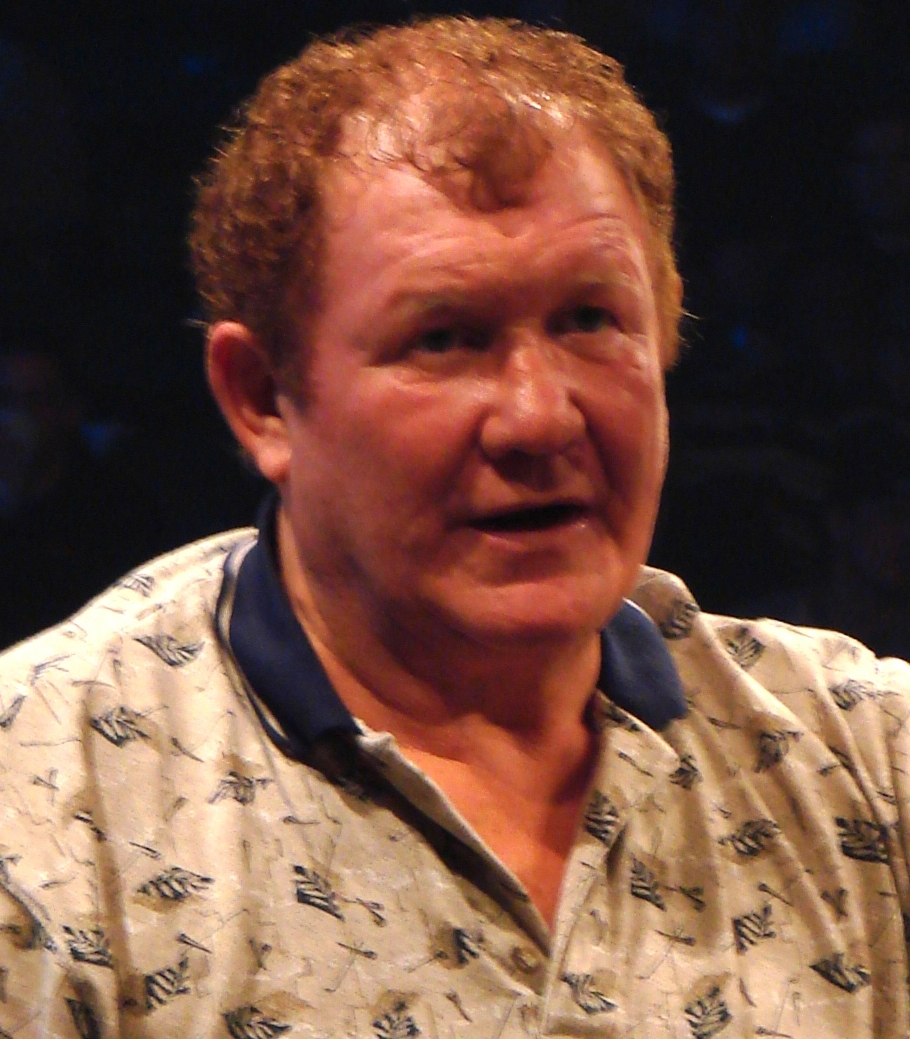
Harley Race
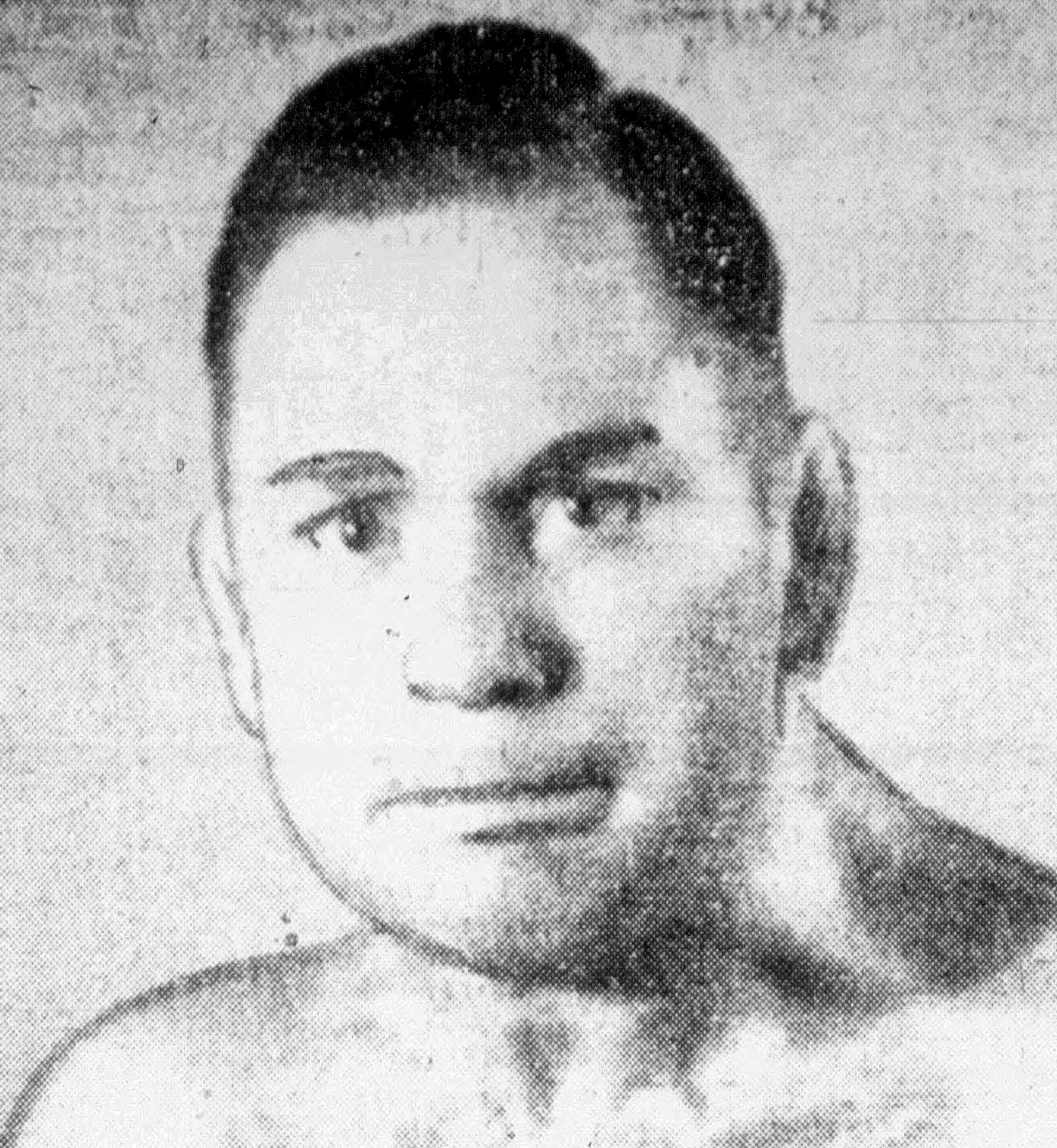
Wild Red Berry
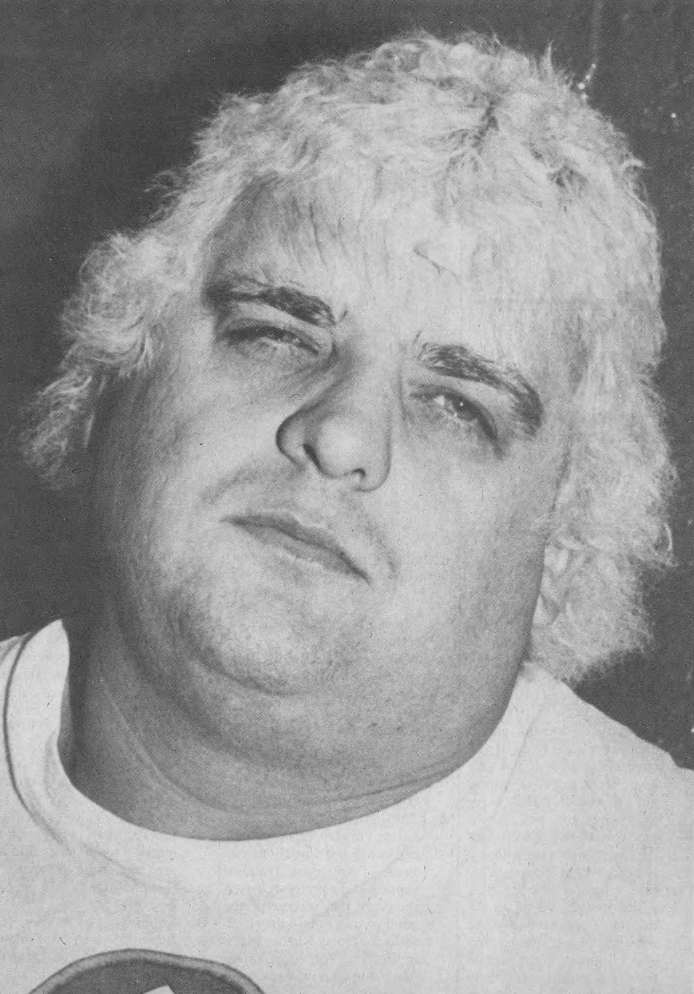
Dusty Rhodes
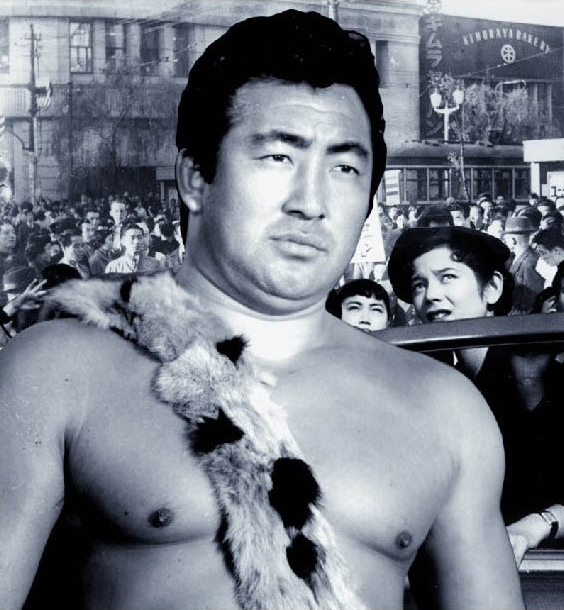
Rikidōzan
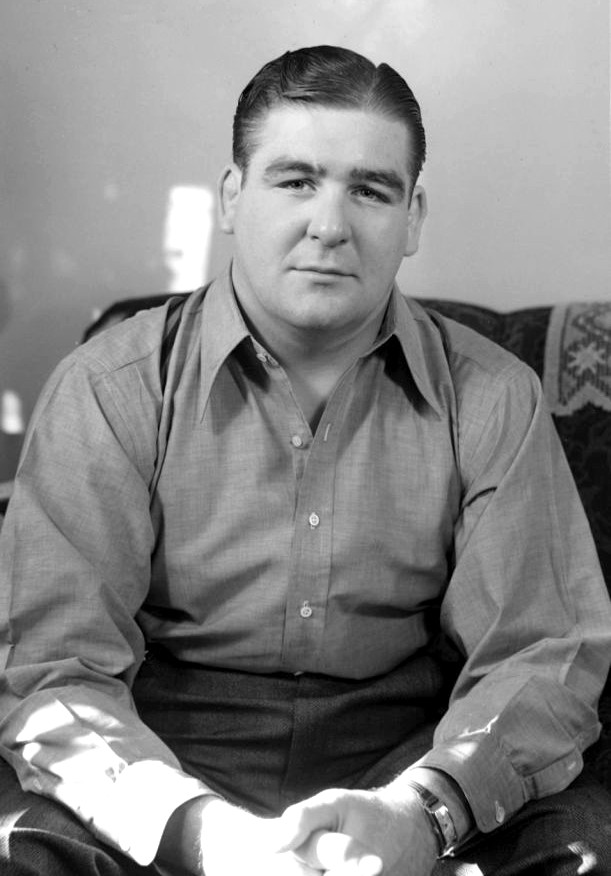
Yvon Robert
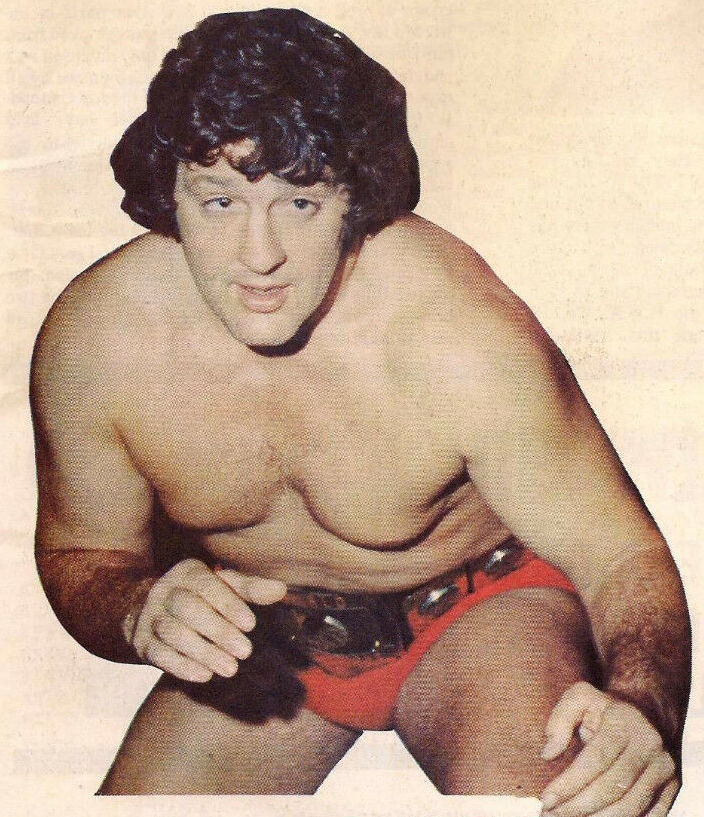
Billy Robinson
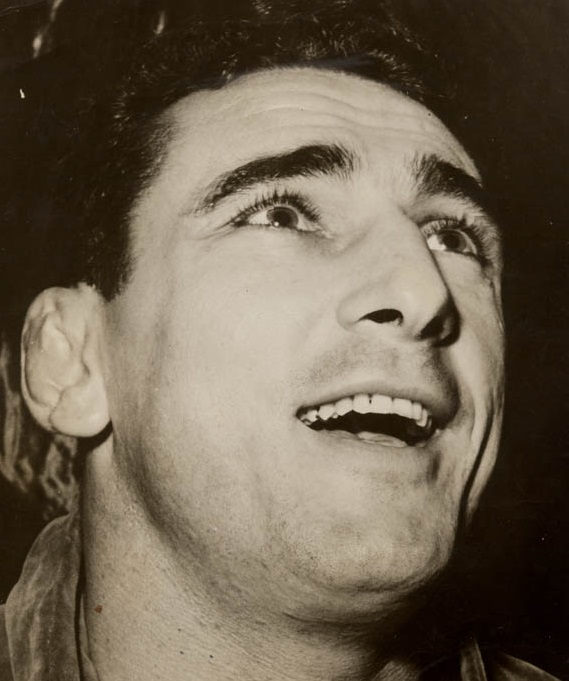
Antonino Rocca
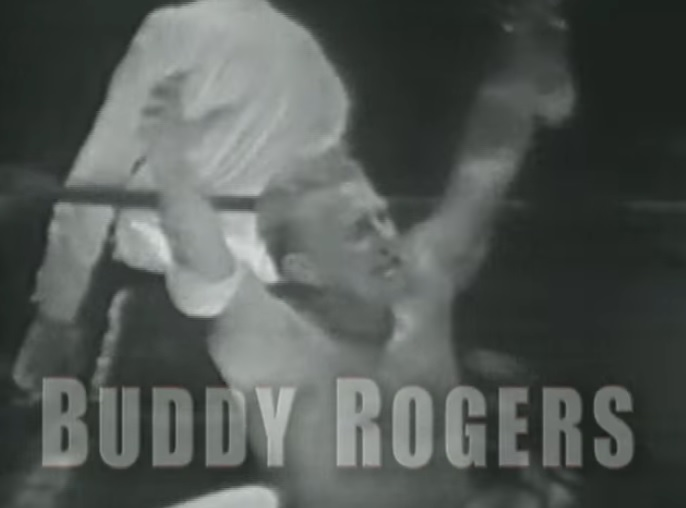
Buddy Rogers
Lance Russell
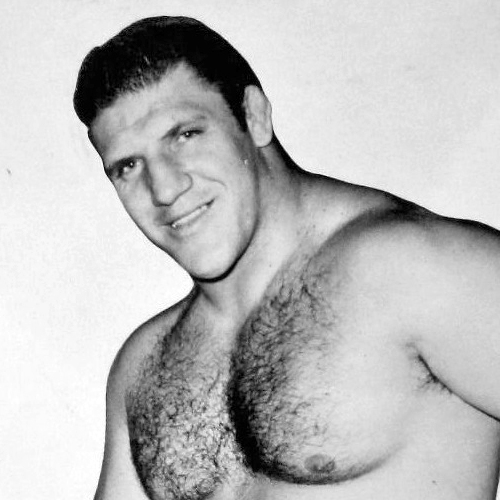
Bruno Sammartino
Billy Sandow
Jackie Sato
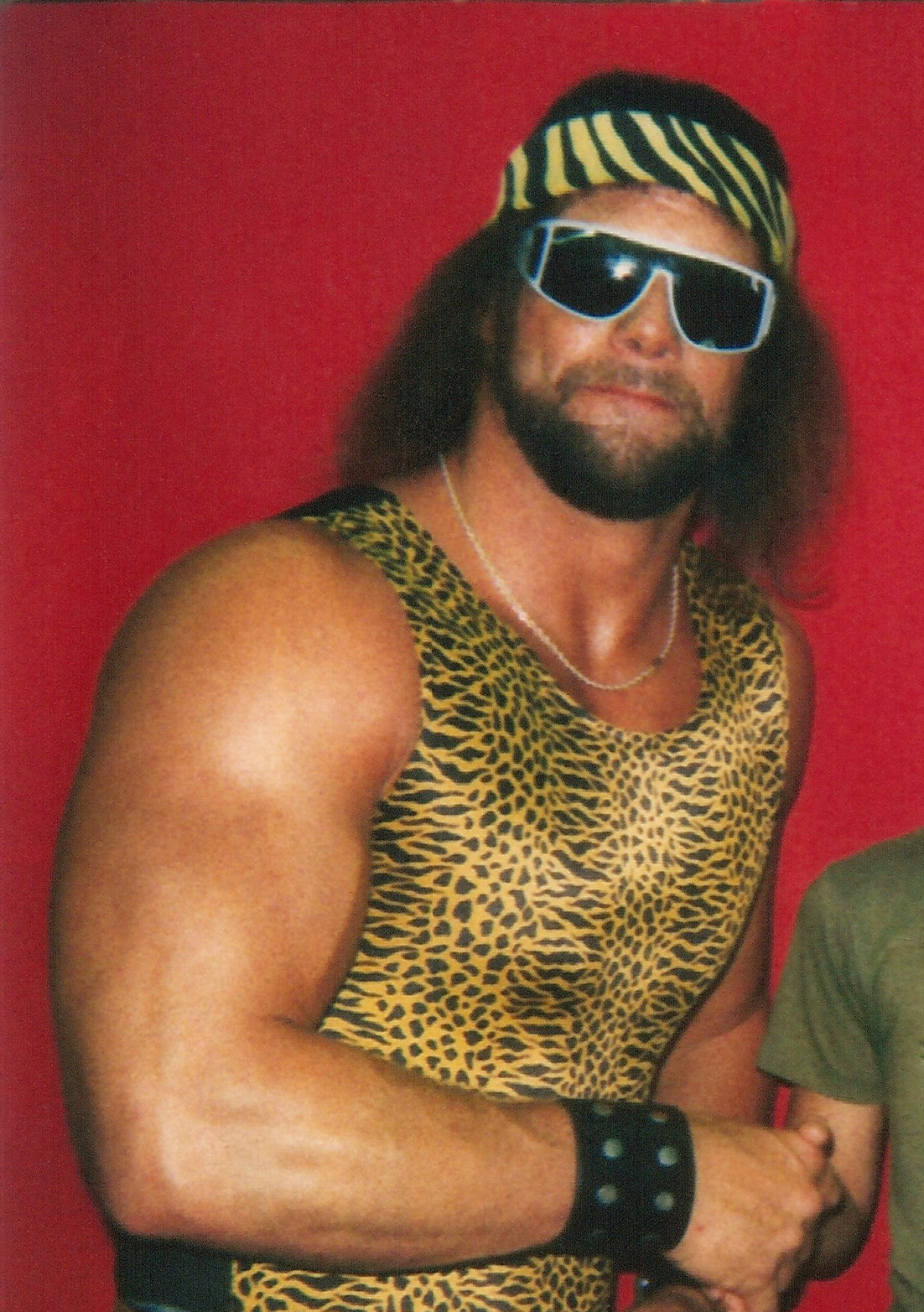
Randy Savage
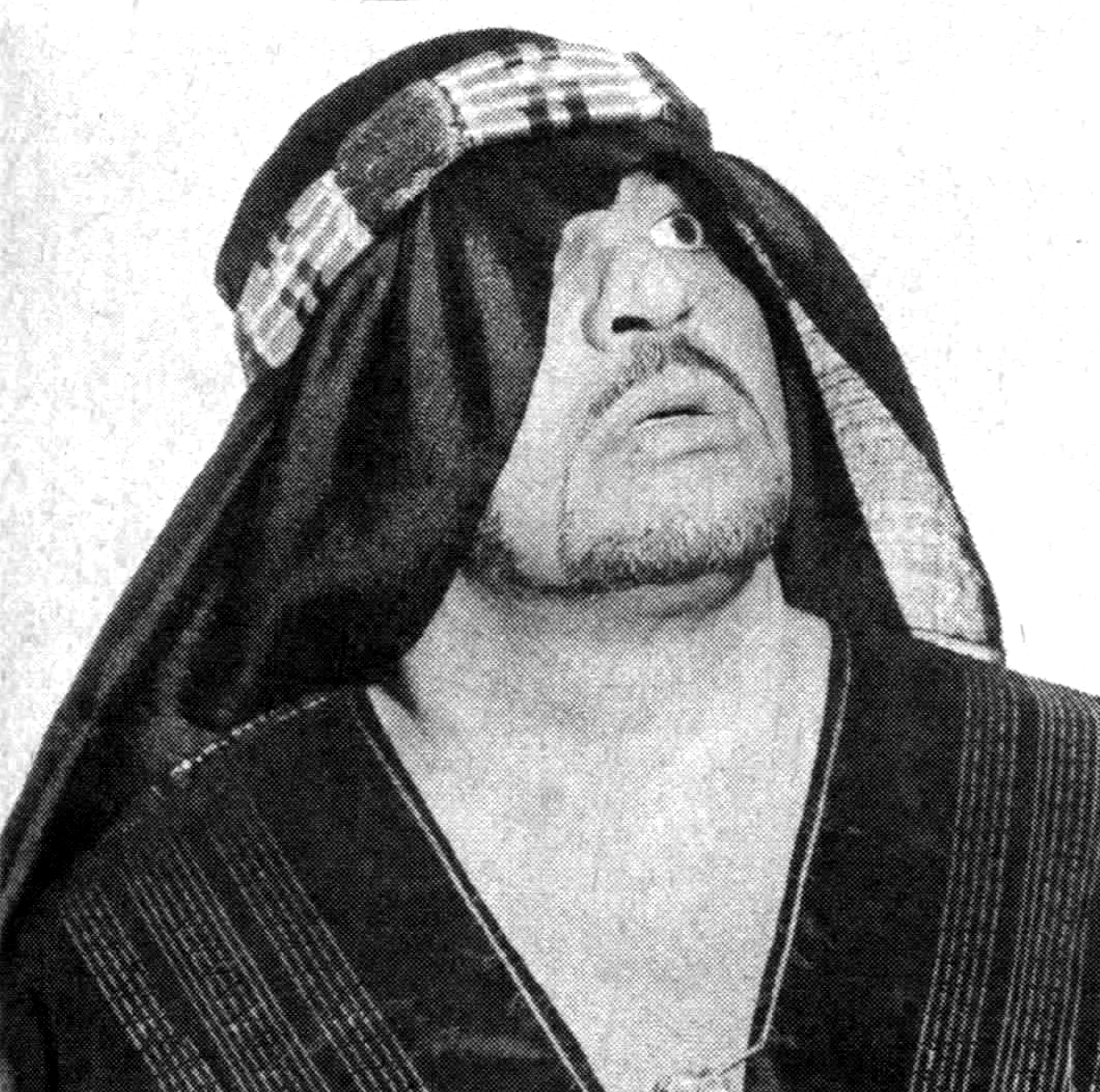
The Sheik
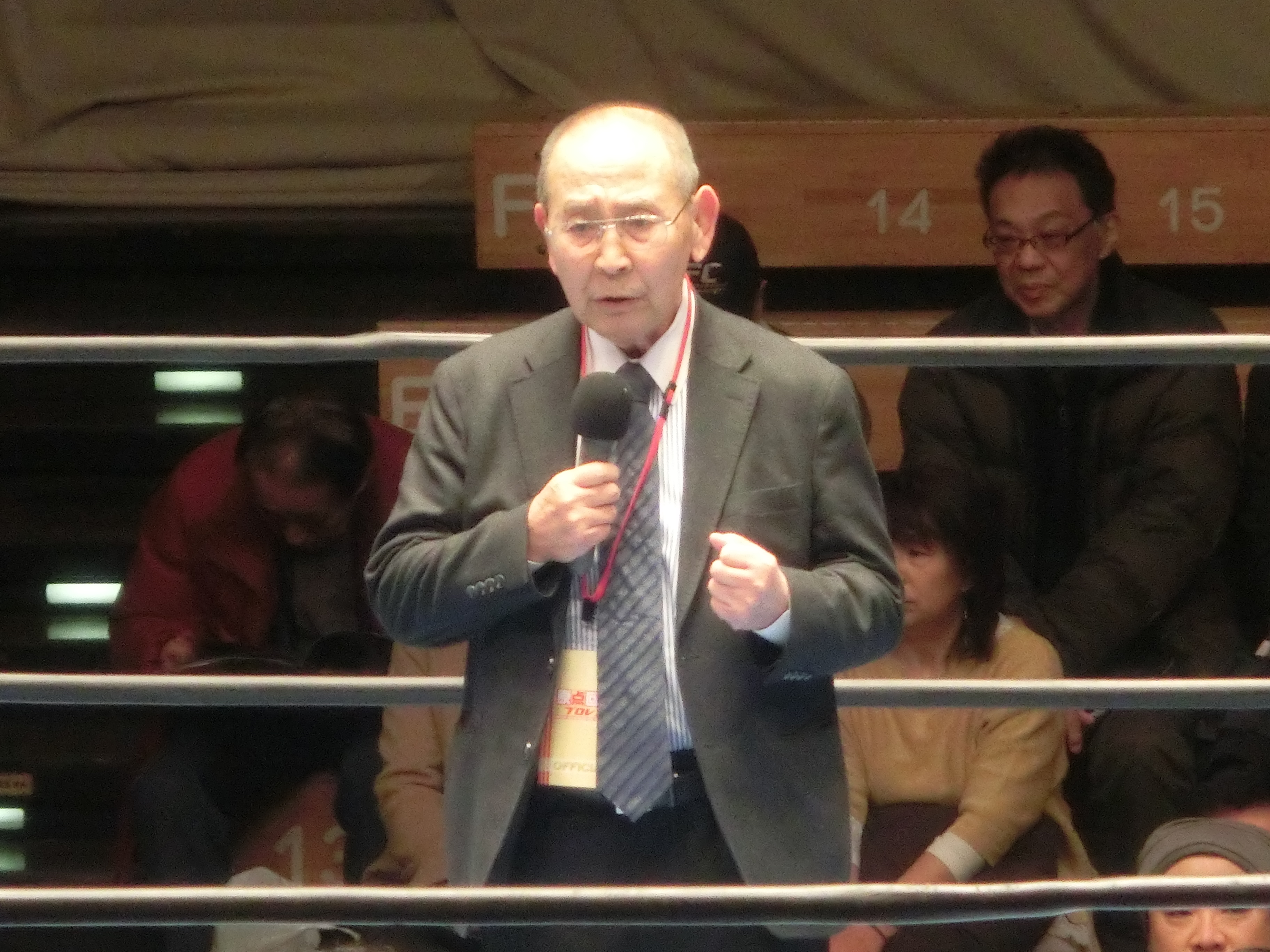
Hisashi Shinma
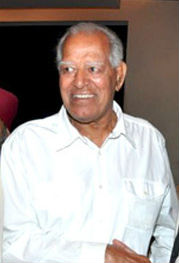
Dara Singh
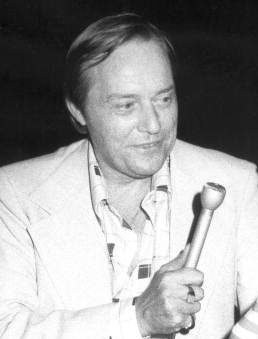
Gordon Solie
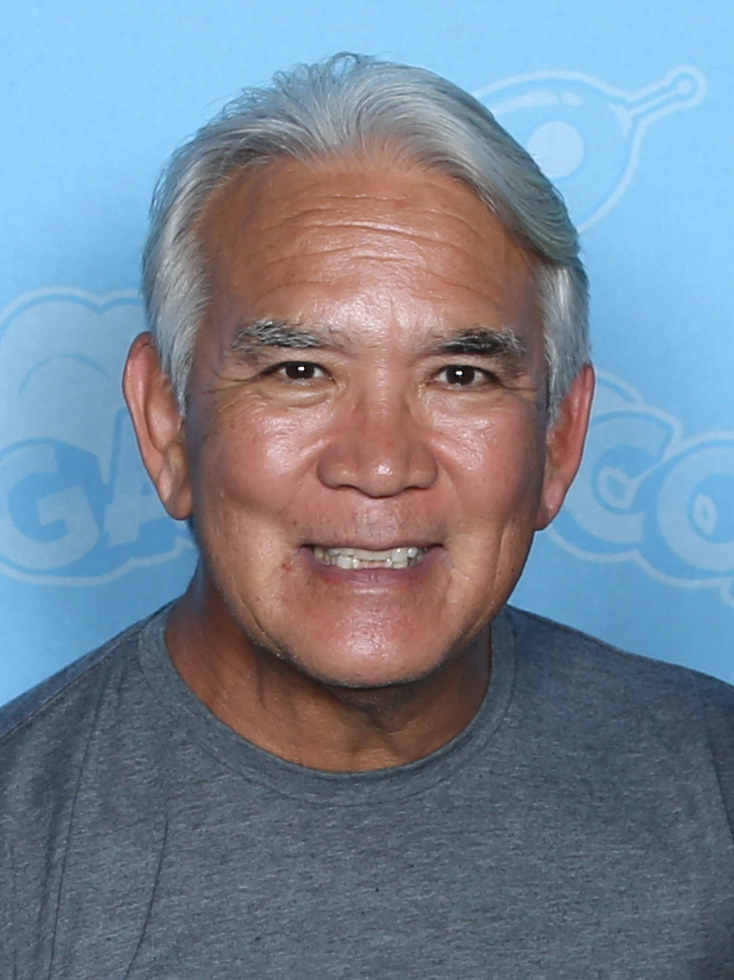
Ricky Steamboat
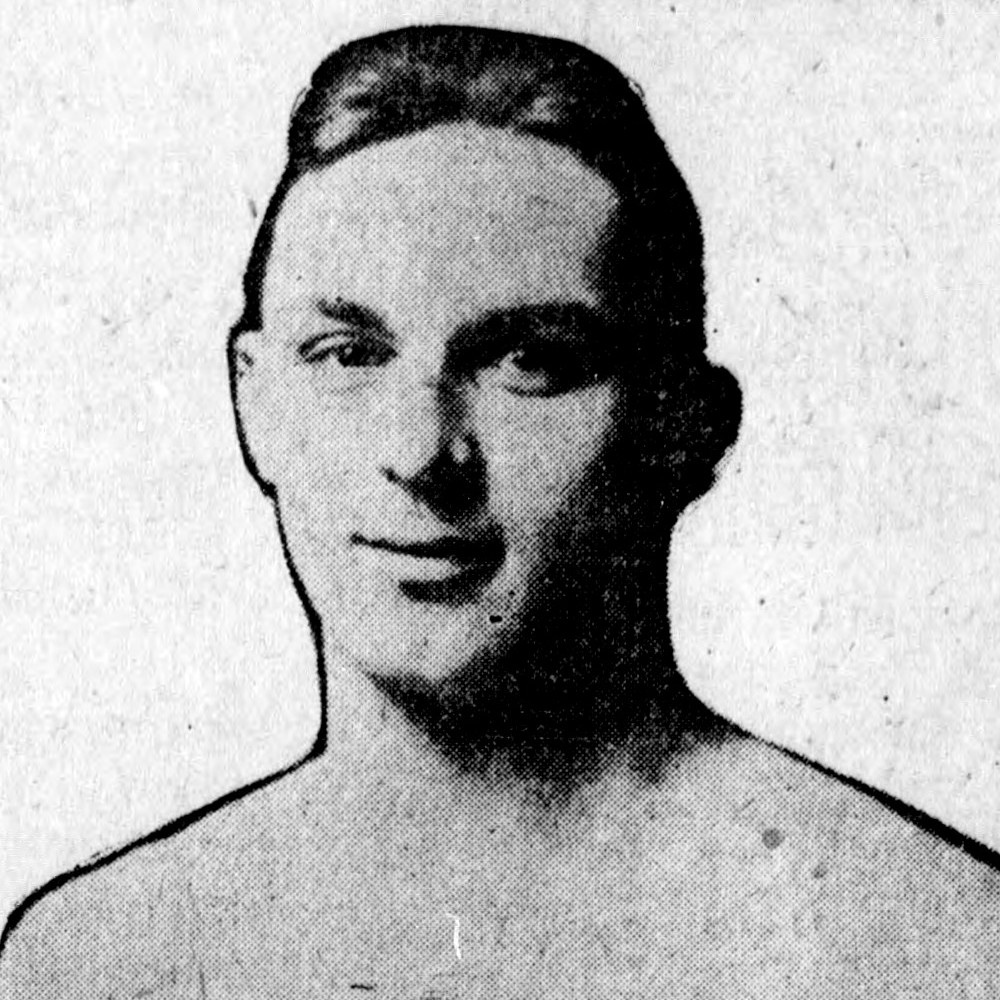
Joe Stecher
Ray Steele
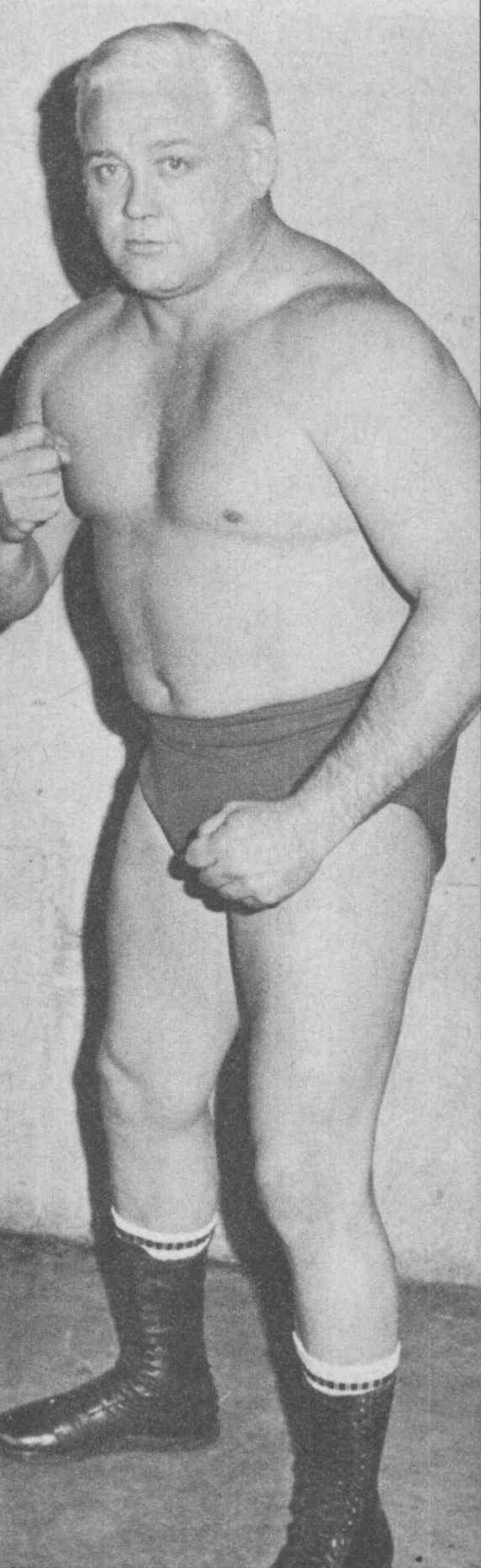
Ray Stevens
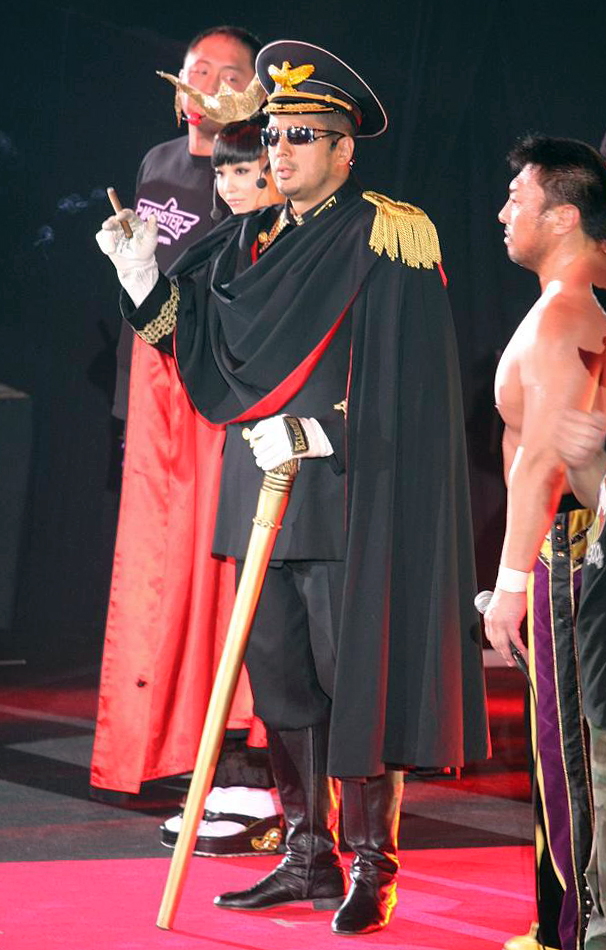
Nobuhiko Takada
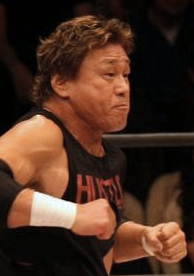
Genichiro Tenryu
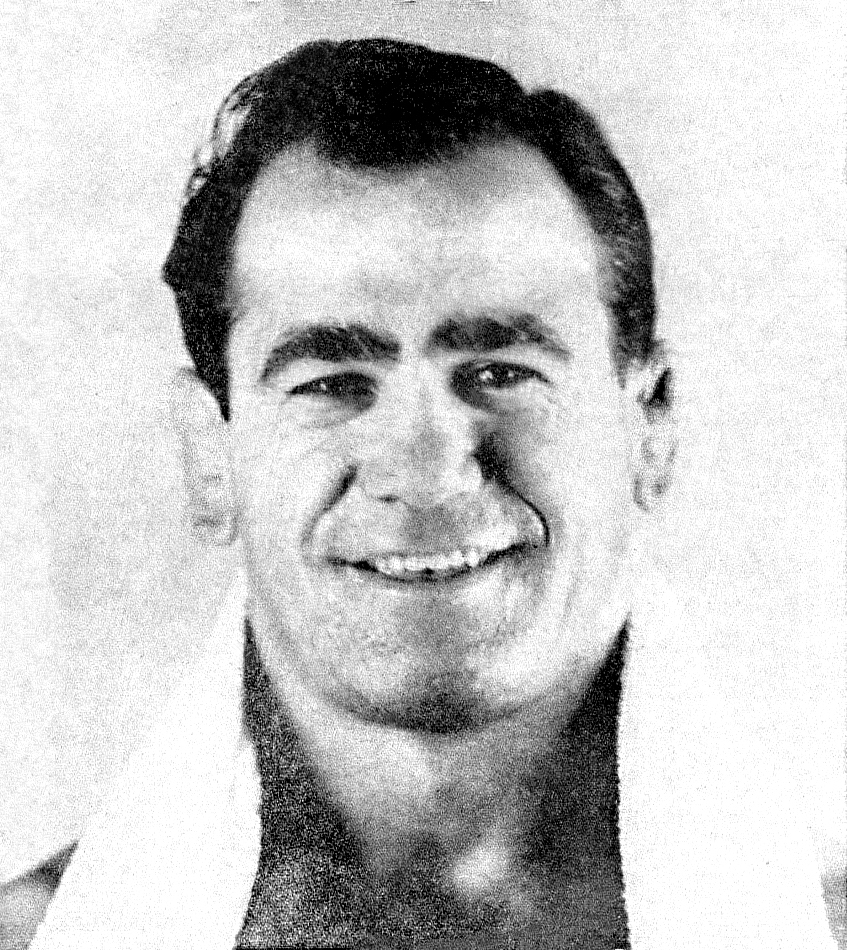
Lou Thesz
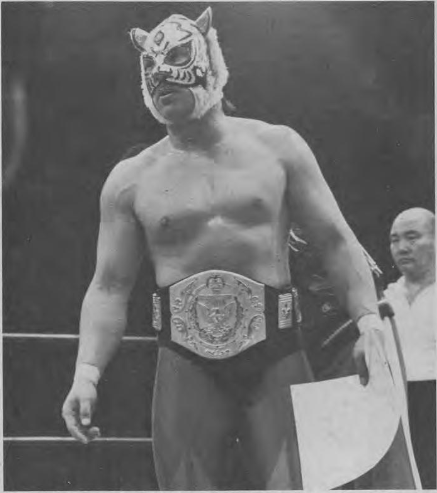
Tiger Mask
Jumbo Tsuruta
Frank Tunney
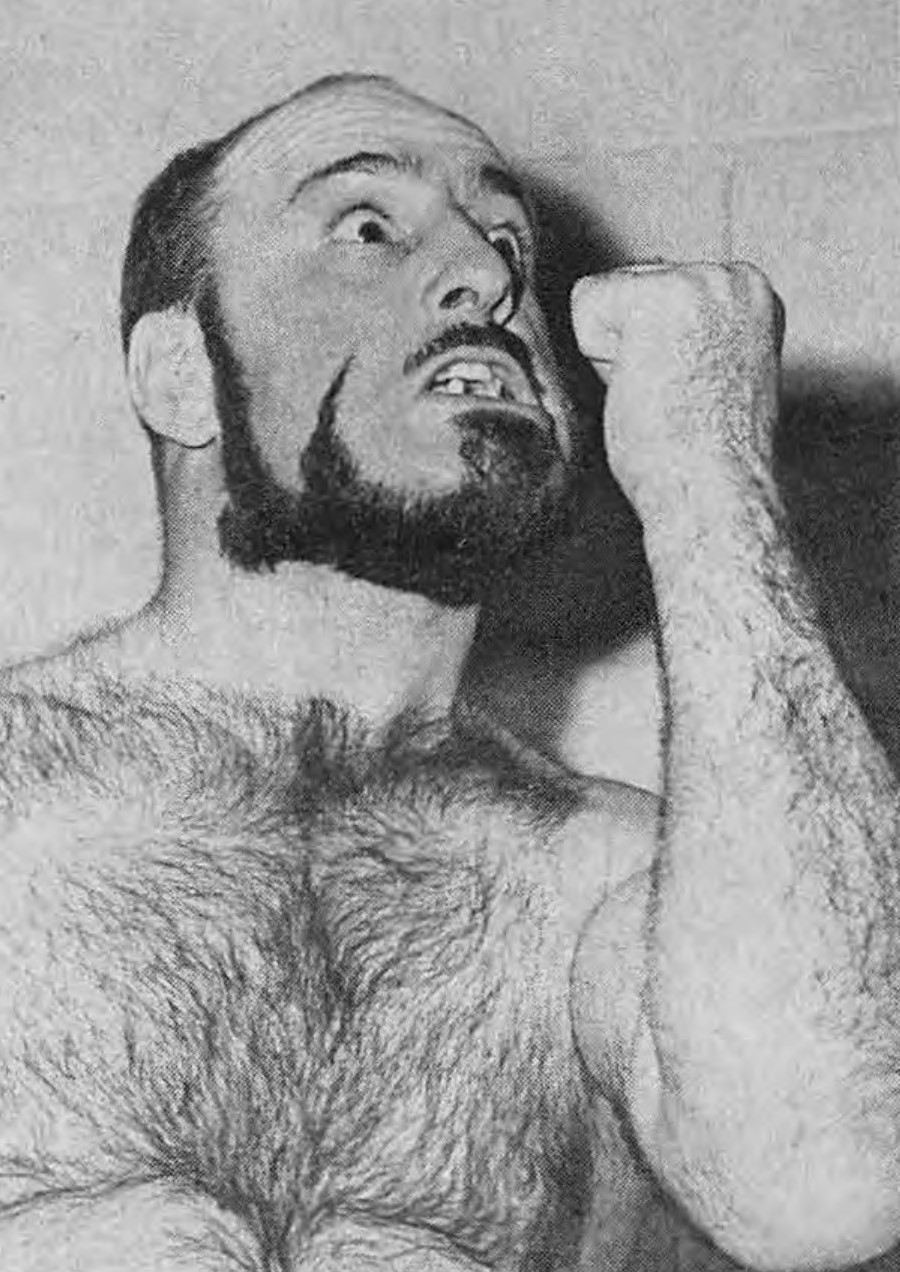
Mad Dog Vachon
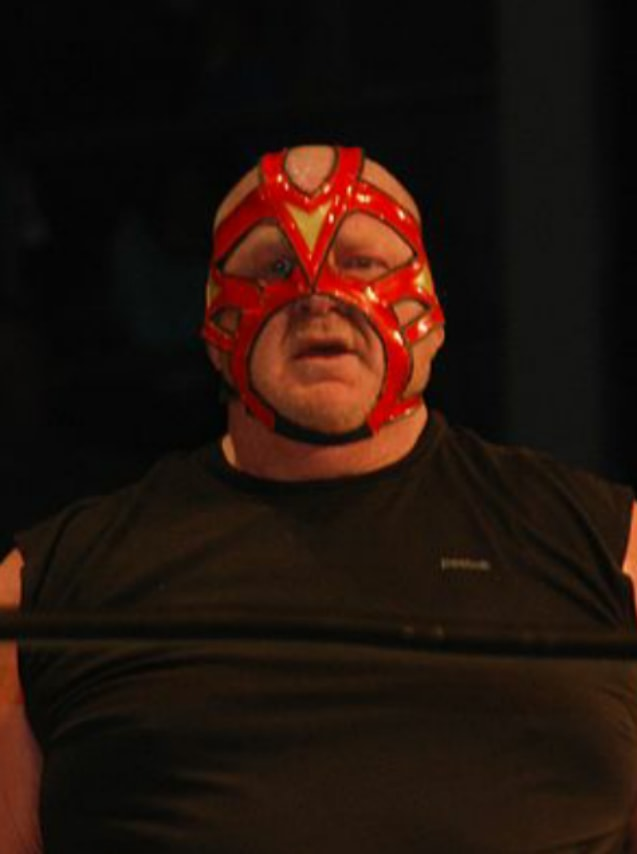
Vader
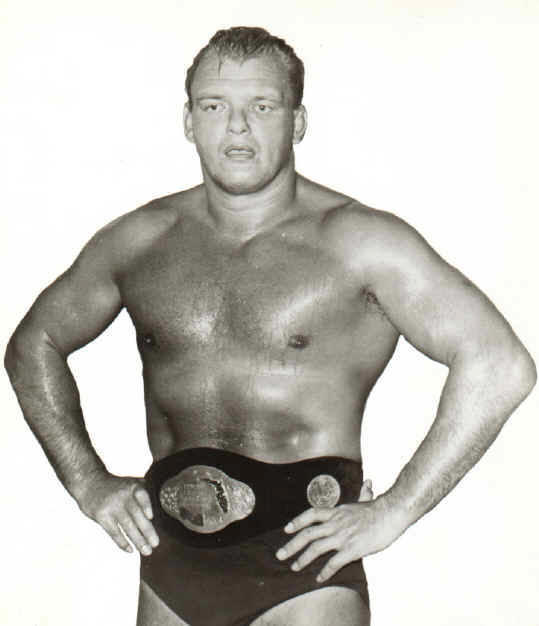
Johnny Valentine
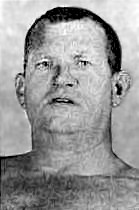
Fritz Von Erich
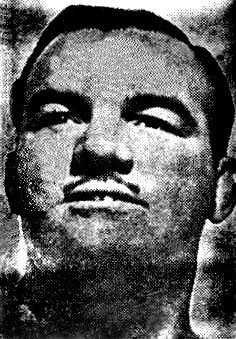
Billy Watson
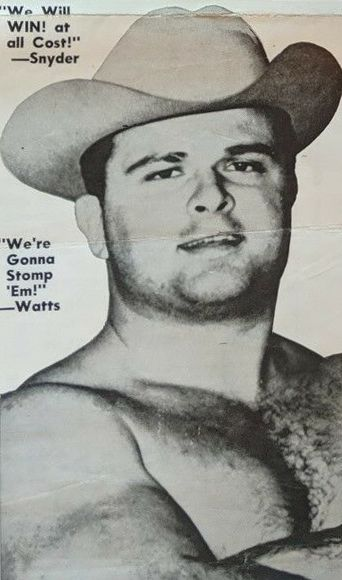
Bill Watts
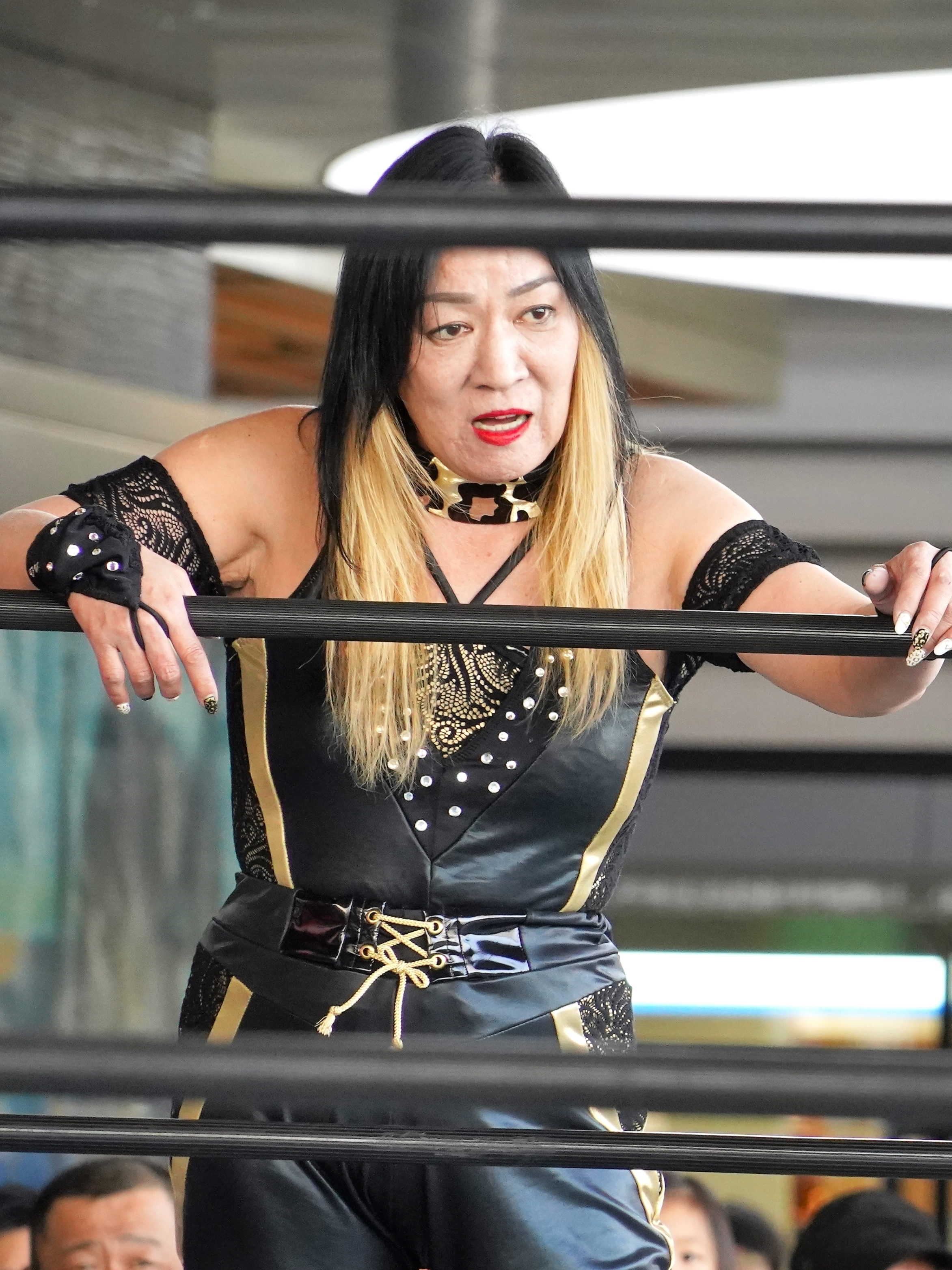
Jaguar Yokota
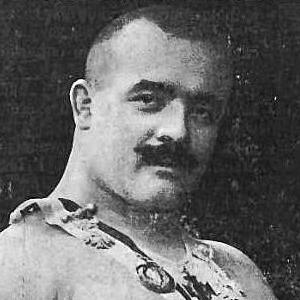
Stanislaus Zbyszko

Tag team The Fabulous Kangaroos<ref name=":3" />
Al Costello
Roy Heffernan

Tag team The Road Warriors<ref name=":3" />
Road Warrior Animal
Road Warrior Hawk

### 1997
- Wprowadzeni indywidualnie w 1997 roku<ref>Wrestling Observer Newsletter Hall of Fame, 1997 [online], The Internet Wrestling Database [dostęp 2023-11-14] (ang.).</ref>

Wprowadzeni indywidualnie w 1997 roku></ref>
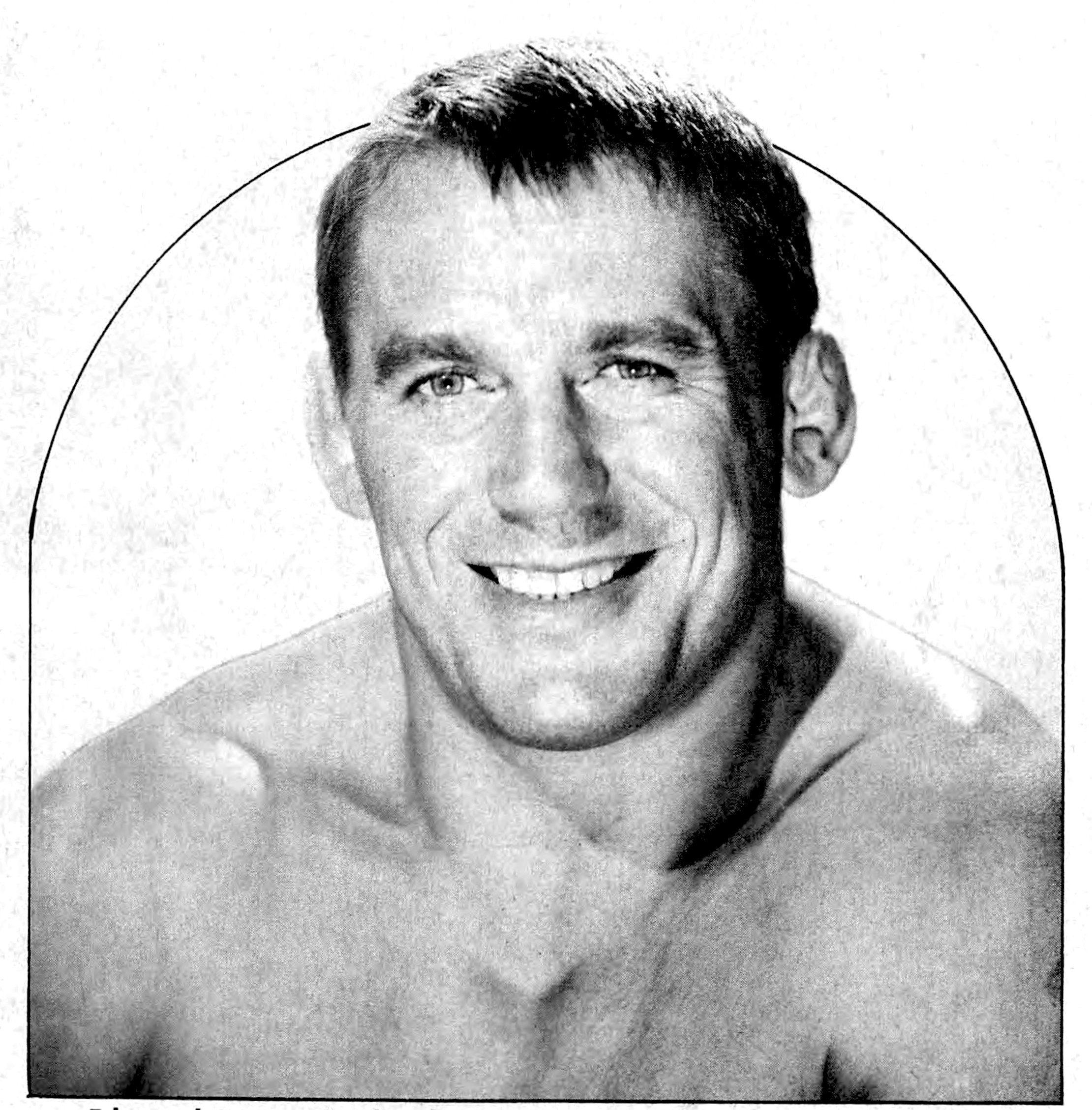
Edouard Carpentier
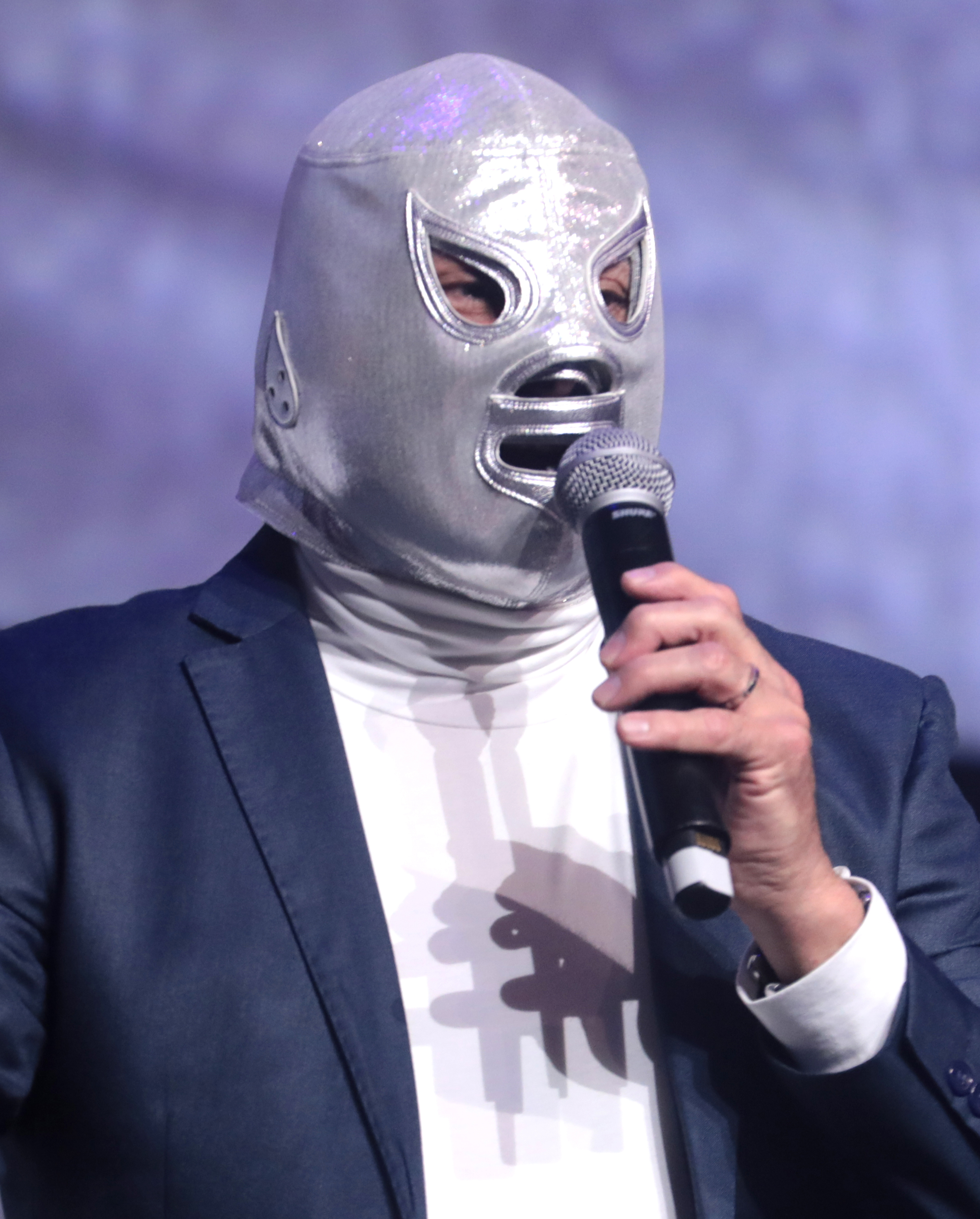
El Hijo Del Santo
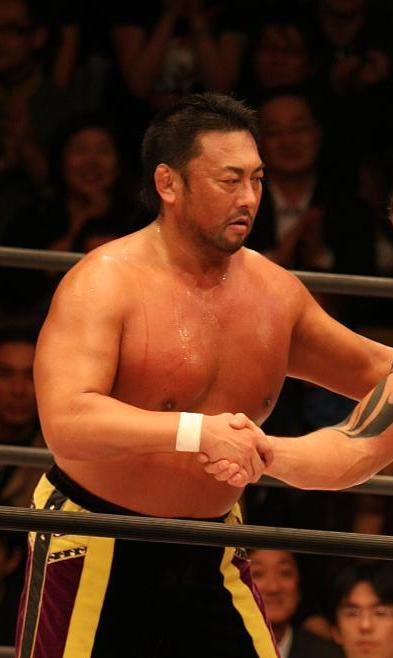
Toshiaki Kawada
Jimmy Lennon
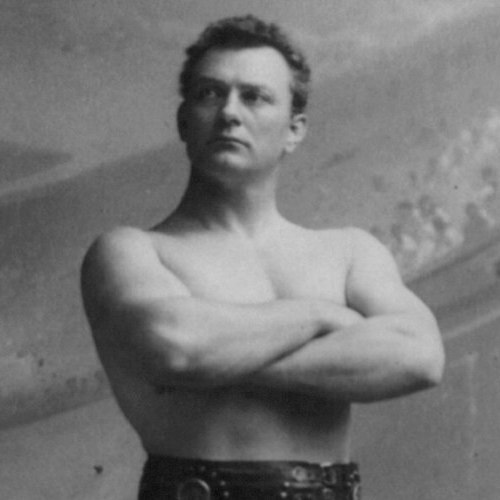
William Muldoon
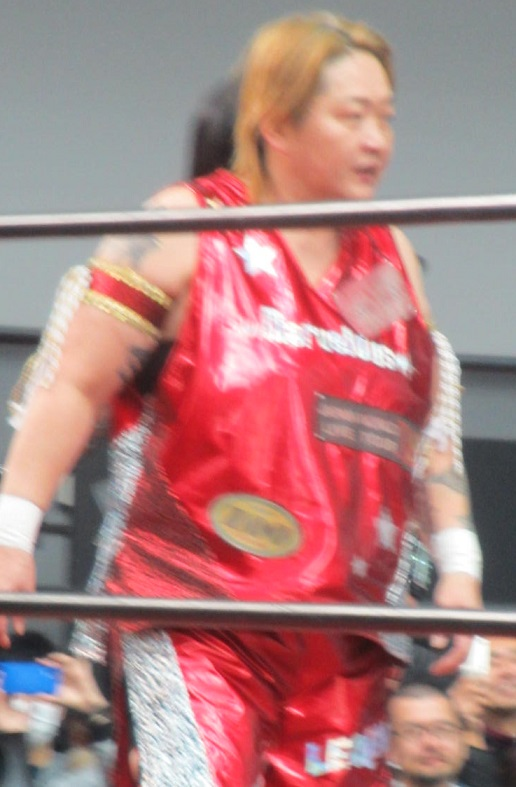
Chigusa Nagayo

### 1998
- Wprowadzeni indywidualnie w 1998 roku<ref>Wrestling Observer Newsletter Hall of Fame, 1998 [online], The Internet Wrestling Database [dostęp 2023-11-14] (ang.).</ref>

Wprowadzeni indywidualnie w 1998 roku></ref>
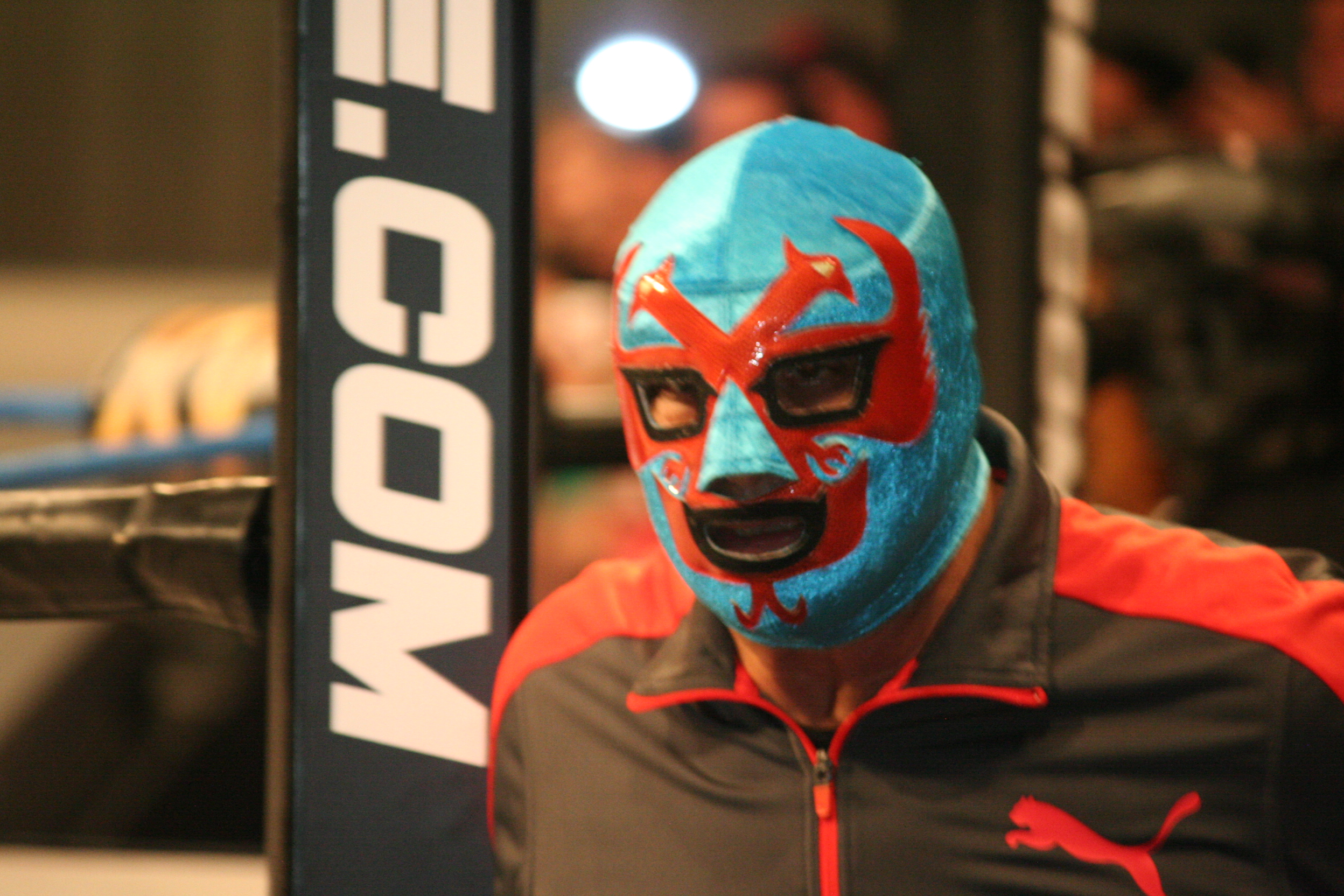
Dos Caras

### 1999
- Wprowadzeni indywidualnie w 1999 roku<ref>Wrestling Observer Newsletter Hall of Fame, 1999 [online], The Internet Wrestling Database [dostęp 2023-11-14] (ang.).</ref>

Wprowadzeni indywidualnie w 1999 roku></ref>
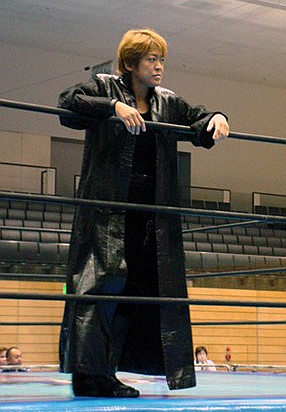
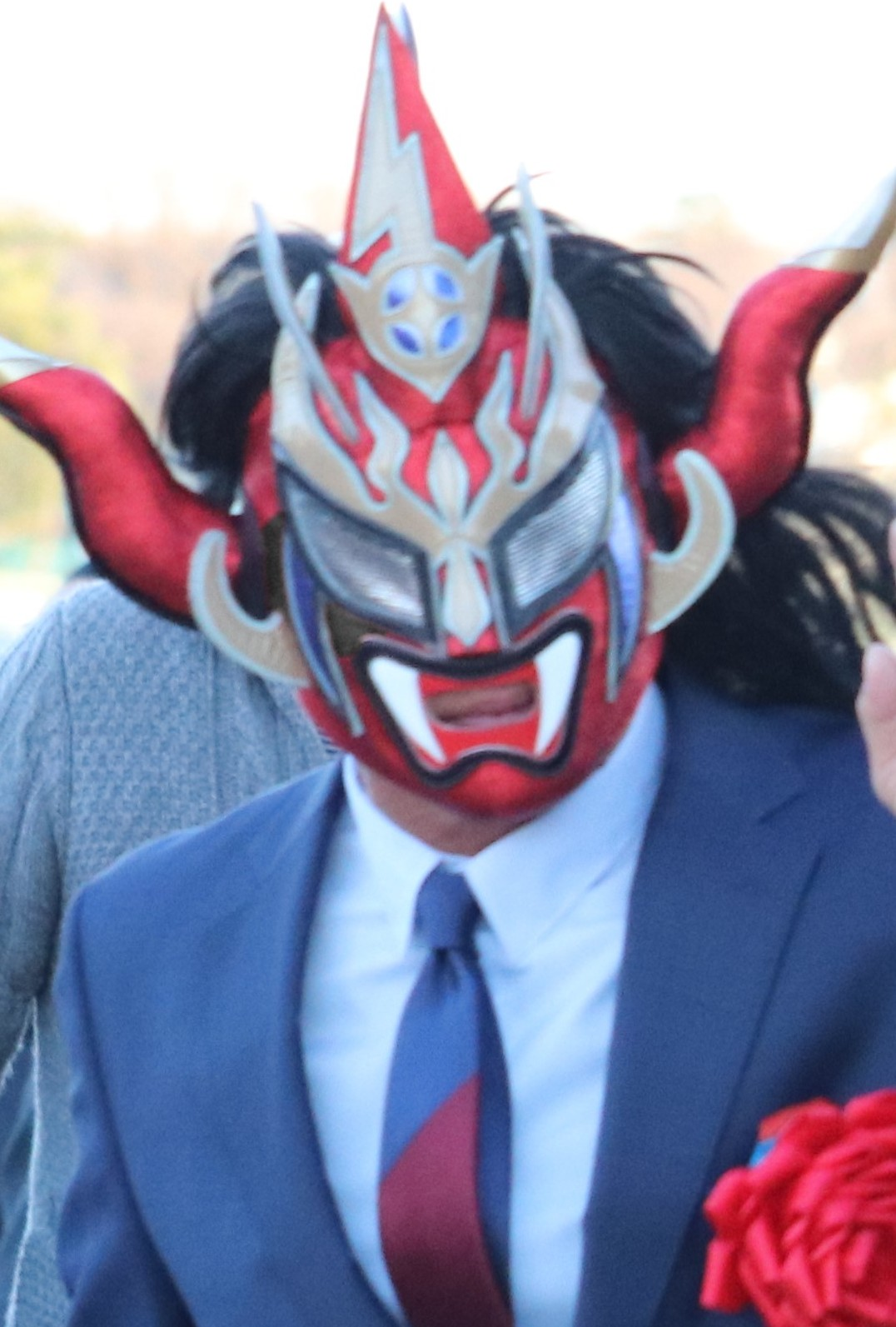
Jushin Thunder Liger
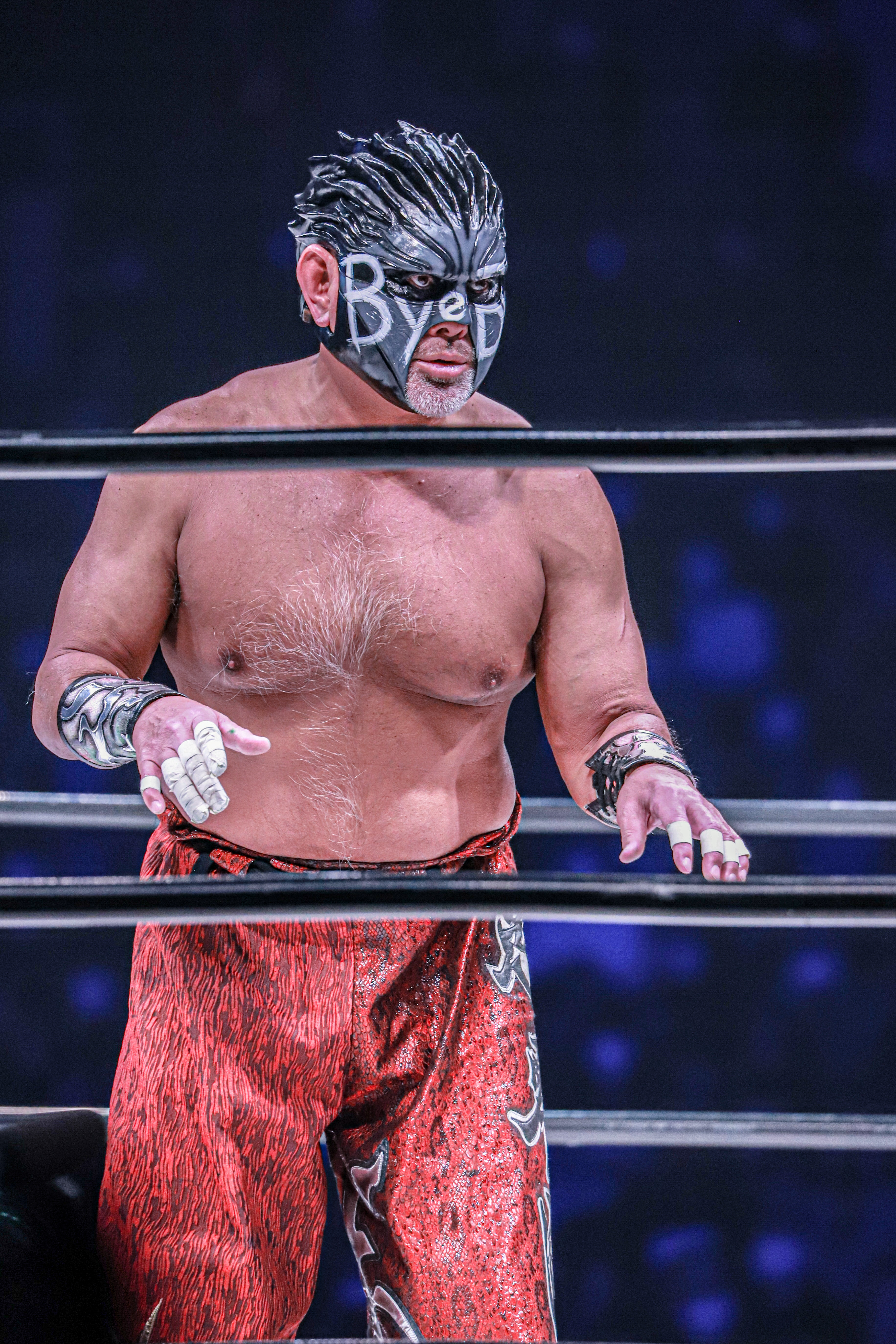
Keiji Mutoh
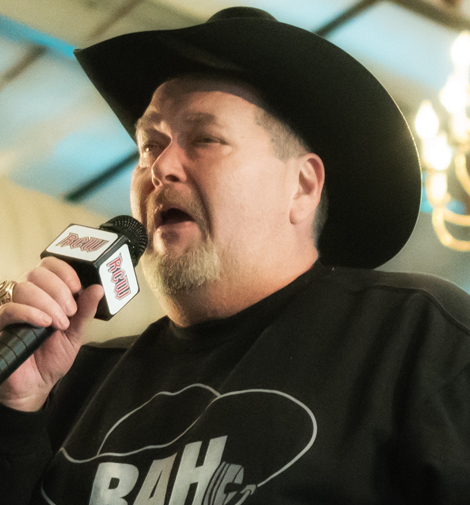
Jim Ross

### 2000
- Wprowadzeni indywidualnie w 2000 roku<ref>Wrestling Observer Newsletter Hall of Fame, 2000 [online], The Internet Wrestling Database [dostęp 2023-11-14] (ang.).</ref>

Wprowadzeni indywidualnie w 2000 roku></ref>
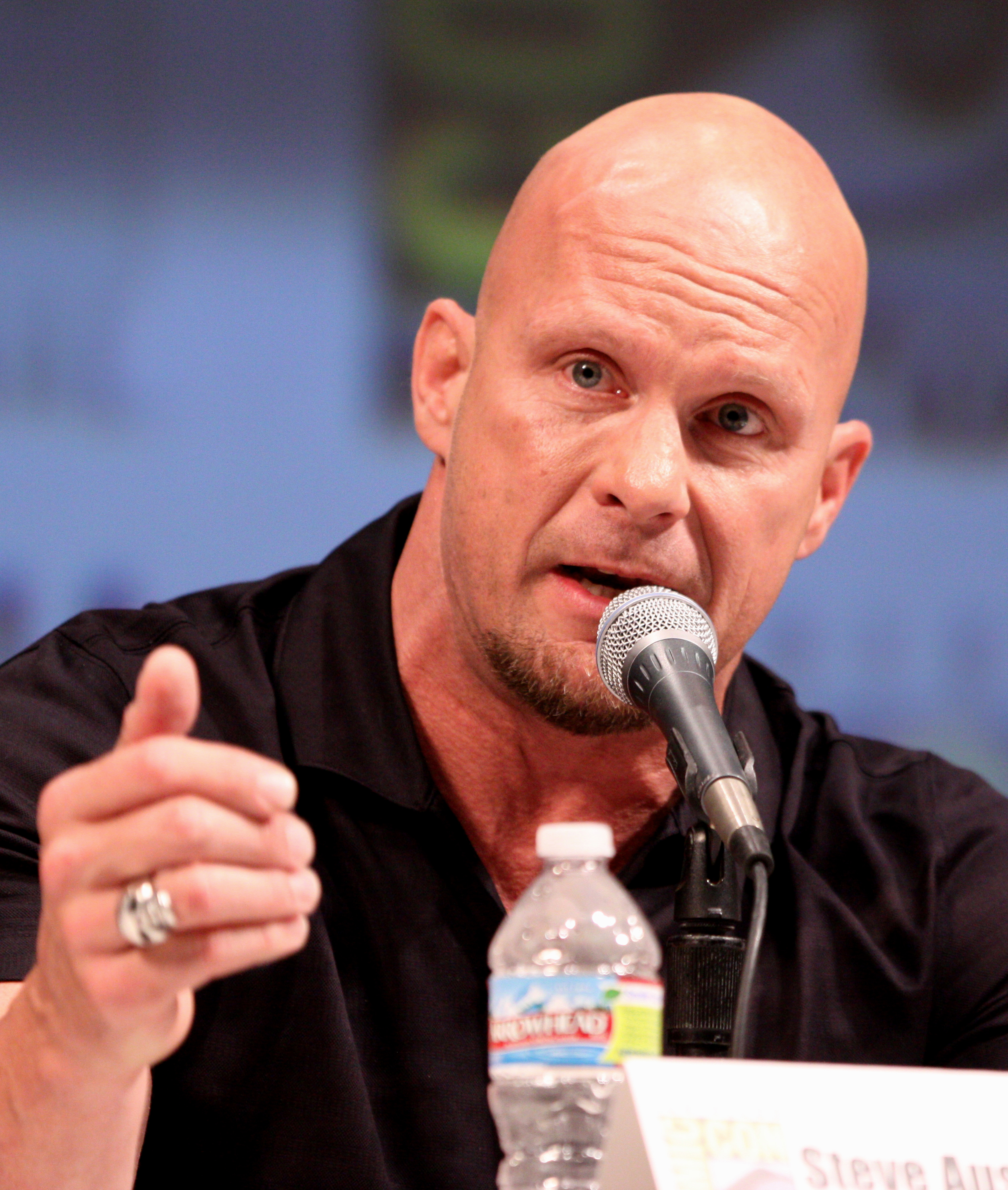
Steve Austin
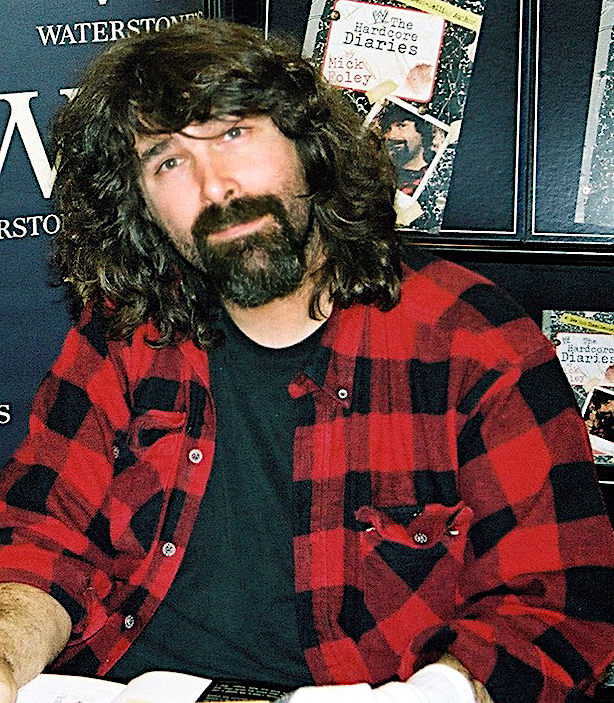
Mick Foley
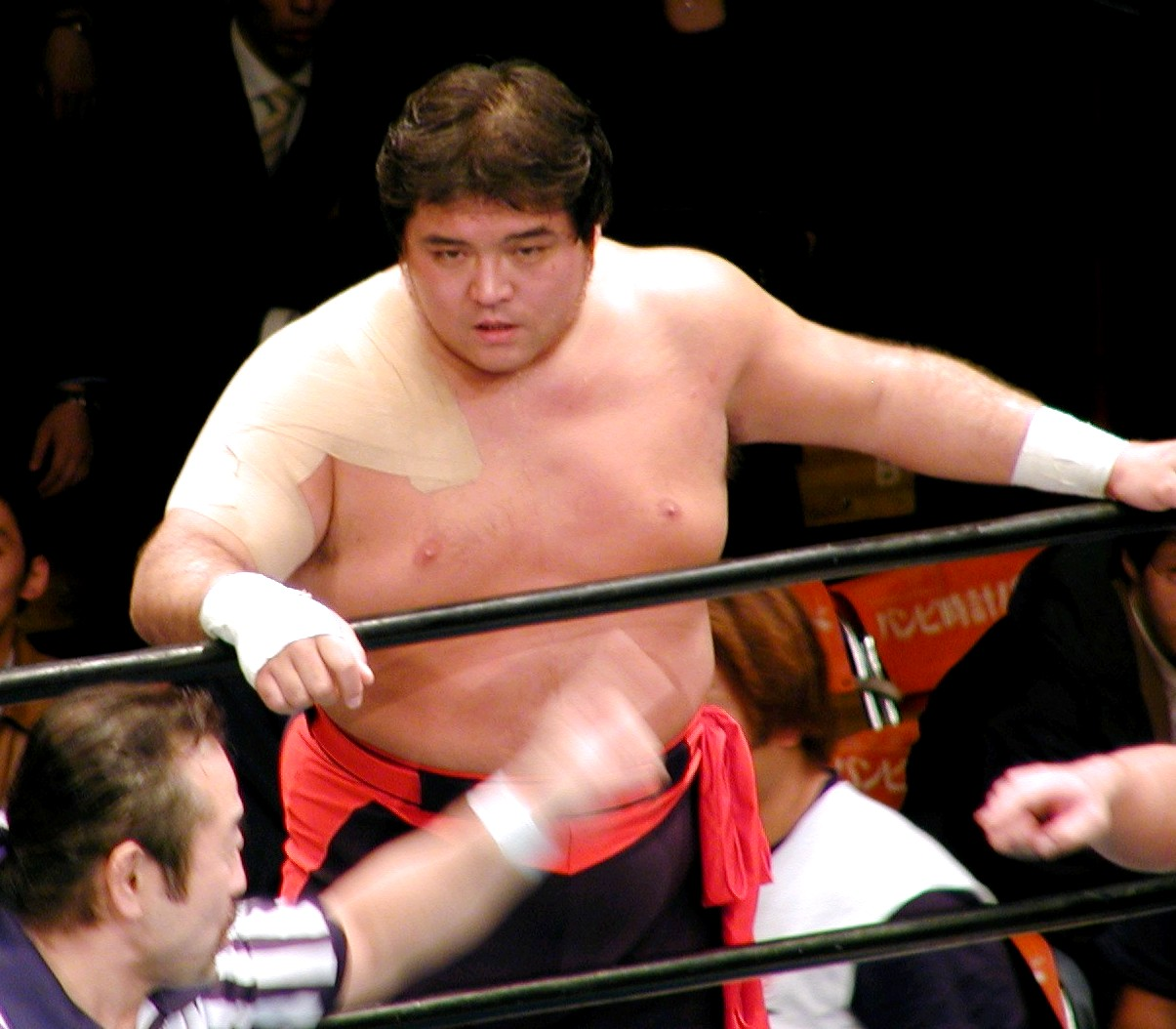
Shinya Hashimoto
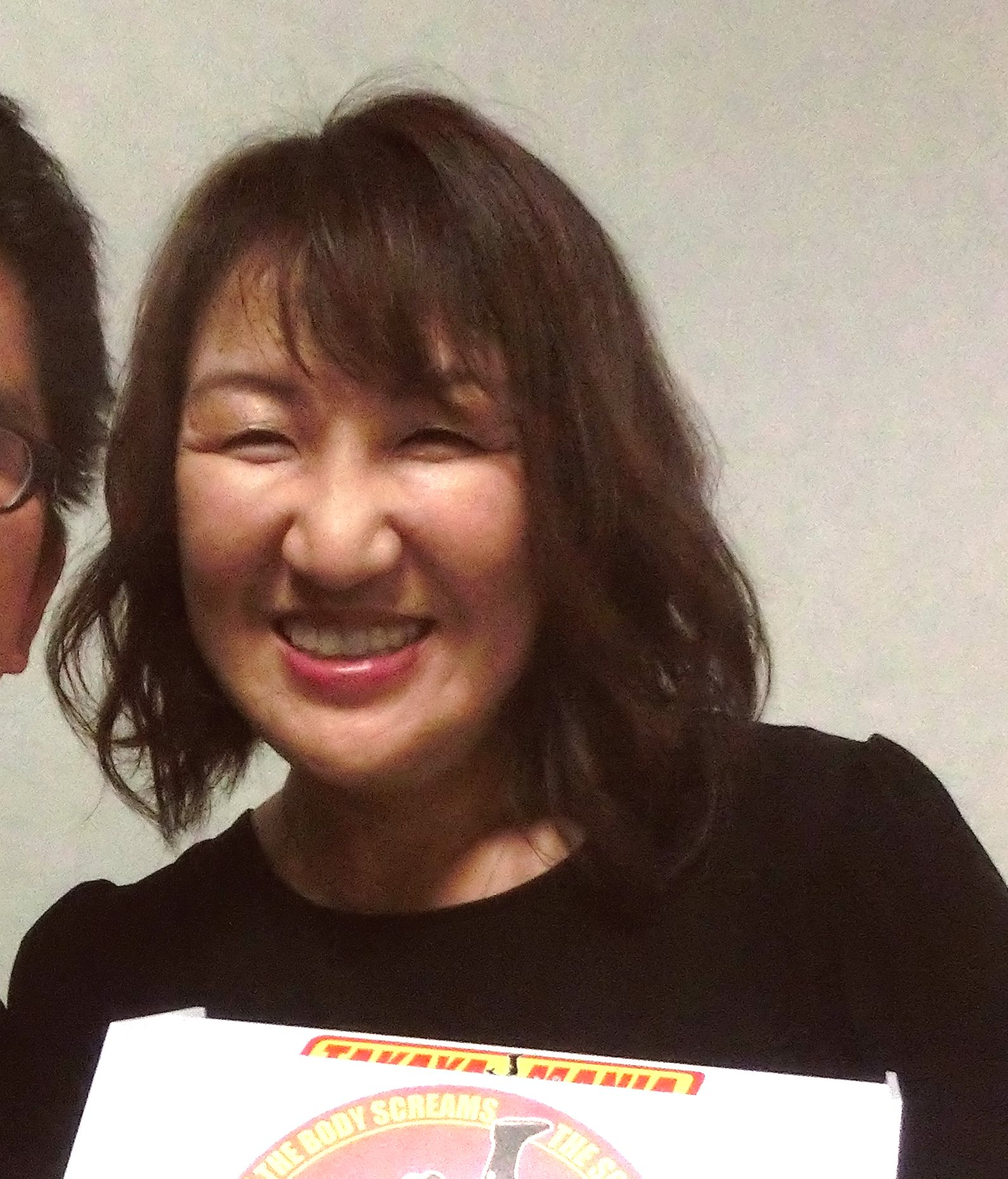
Akiro Hokuto
Bill Longson
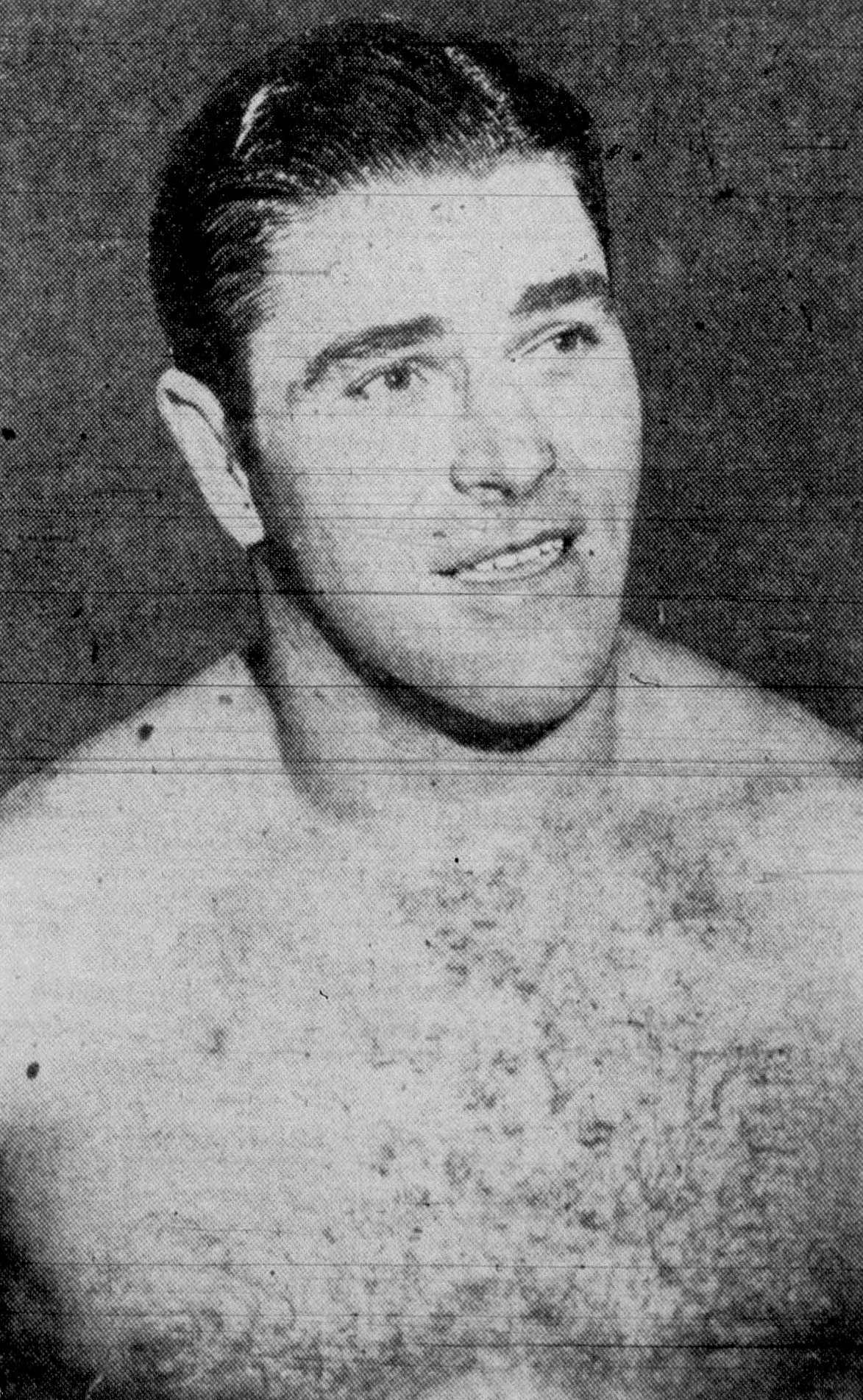
Frank Sexton
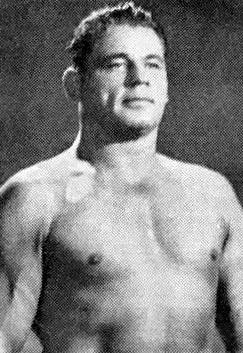
Sandor Szabo

### 2001
- Wprowadzeni indywidualnie w 2001 roku<ref>Wrestling Observer Newsletter Hall of Fame, 2001 [online], The Internet Wrestling Database [dostęp 2023-11-14] (ang.).</ref>

Wprowadzeni indywidualnie w 2001 roku></ref>
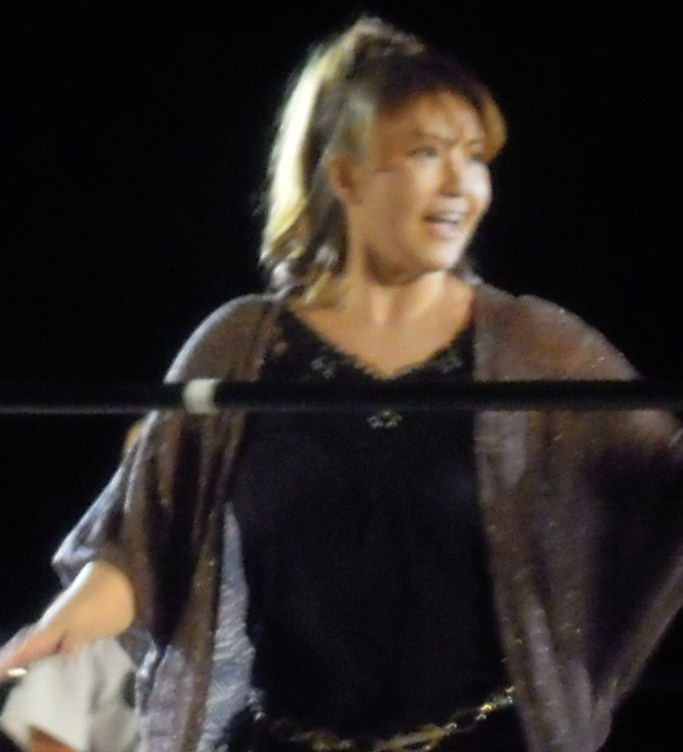
Bull Nakano
Black Shadow
Diablo Velasco

### 2002
- Wprowadzeni indywidualnie w 2002 roku<ref>Wrestling Observer Newsletter Hall of Fame, 2002 [online], The Internet Wrestling Database [dostęp 2023-11-14] (ang.).</ref>

Wprowadzeni indywidualnie w 2002 roku></ref>
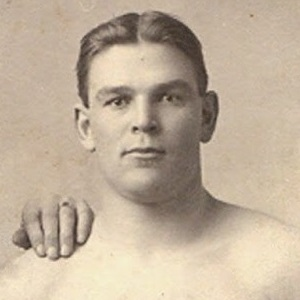
Farmer Burns
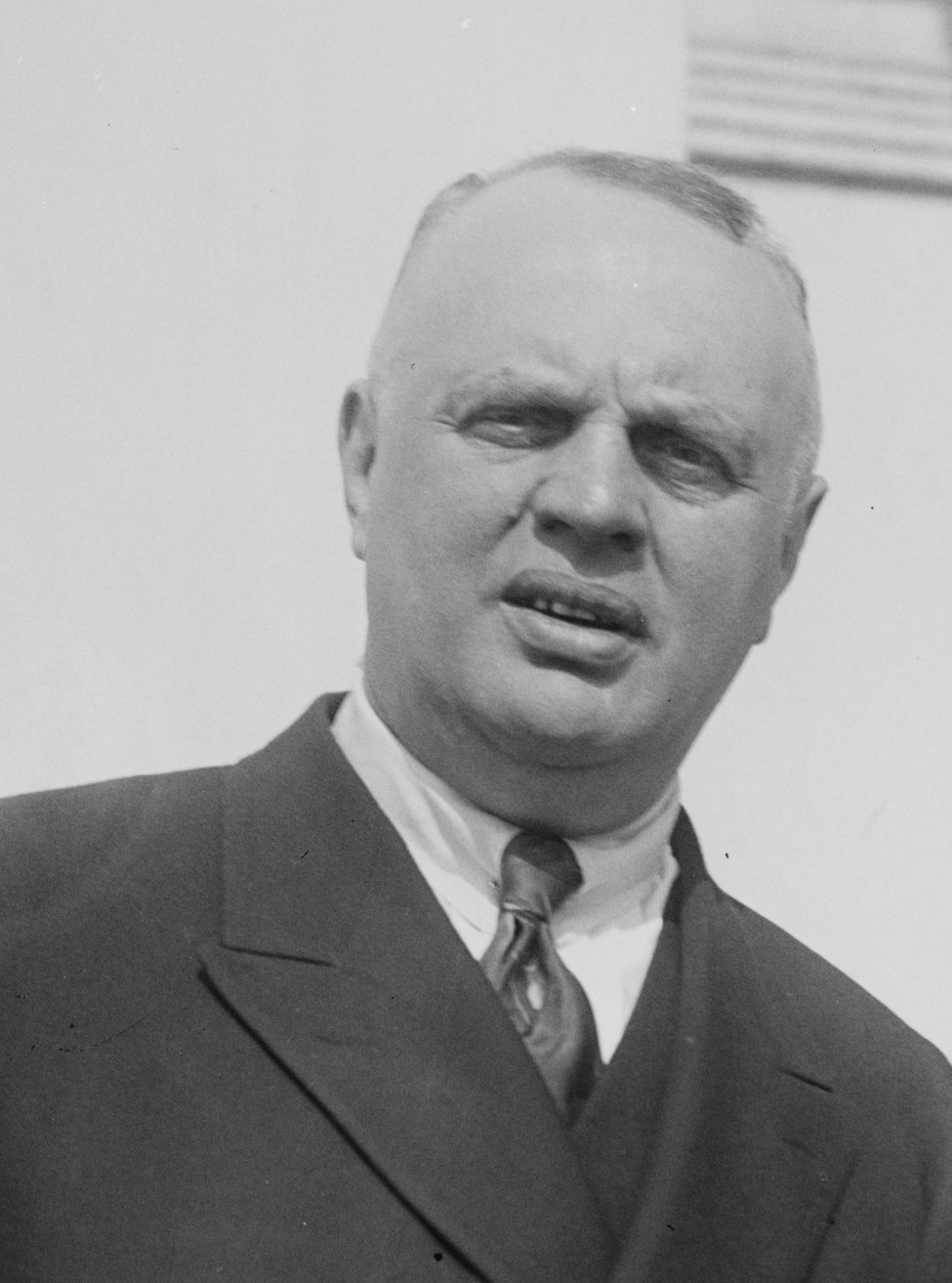
Jack Curley
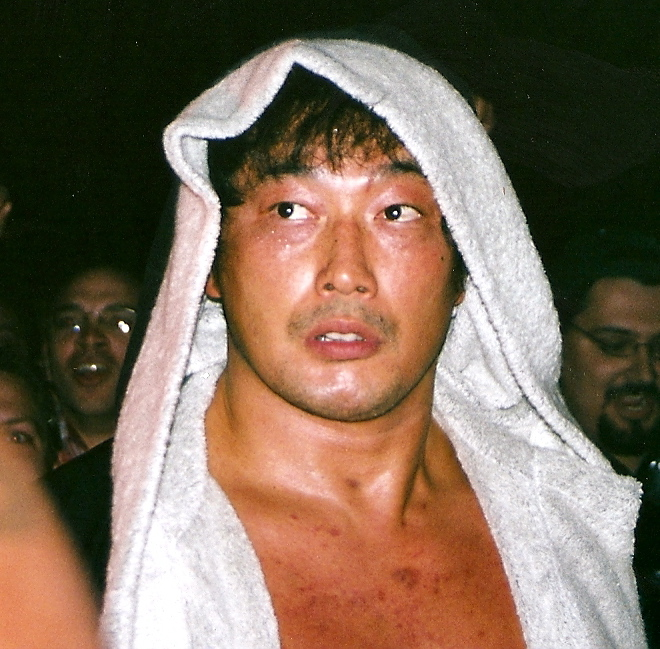
Kenta Kobashi
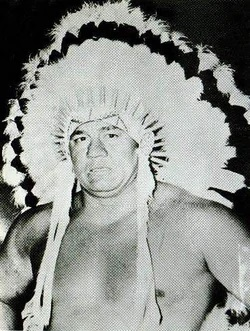
Wahoo McDaniel

### 2003
- Wprowadzeni indywidualnie w 2003 roku<ref>Wrestling Observer Newsletter Hall of Fame, 2003 [online], The Internet Wrestling Database [dostęp 2023-11-14] (ang.).</ref>

Wprowadzeni indywidualnie w 2003 roku></ref>
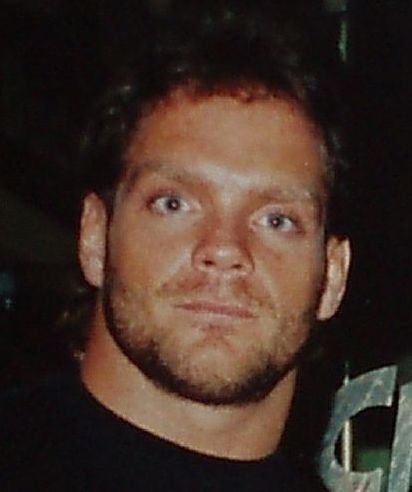
Chris Benoit
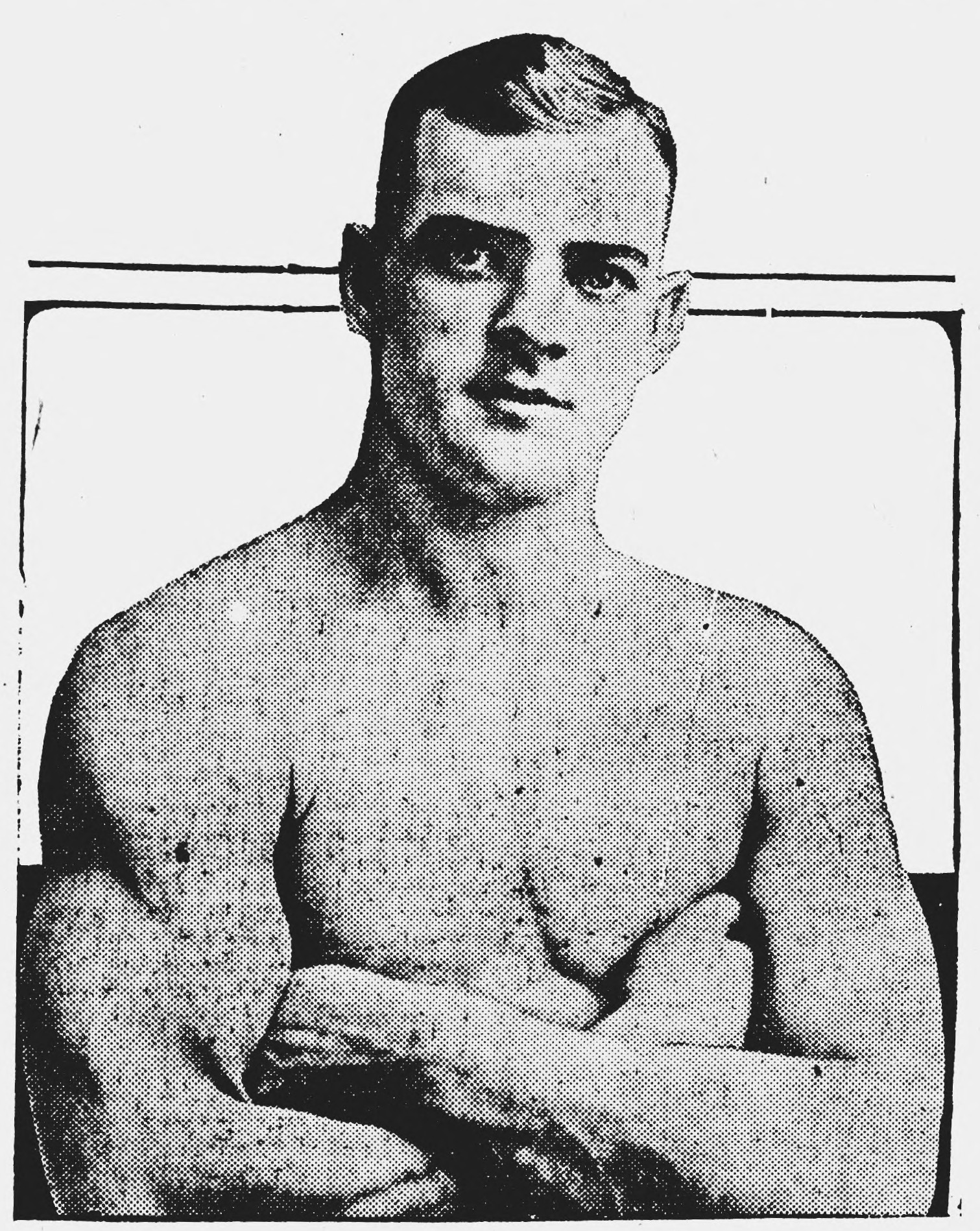
Earl Caddock
Francisco Flores
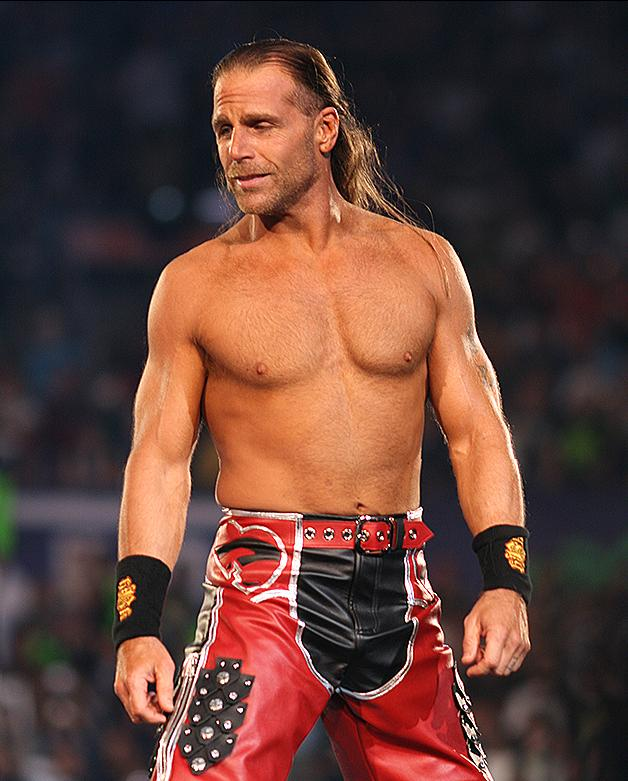
Shawn Michaels

### 2004
- Wprowadzeni indywidualnie w 2004 roku<ref>Wrestling Observer Newsletter Hall of Fame, 2004 [online], The Internet Wrestling Database [dostęp 2023-11-14] (ang.).</ref>

Wprowadzeni indywidualnie w 2004 roku></ref>
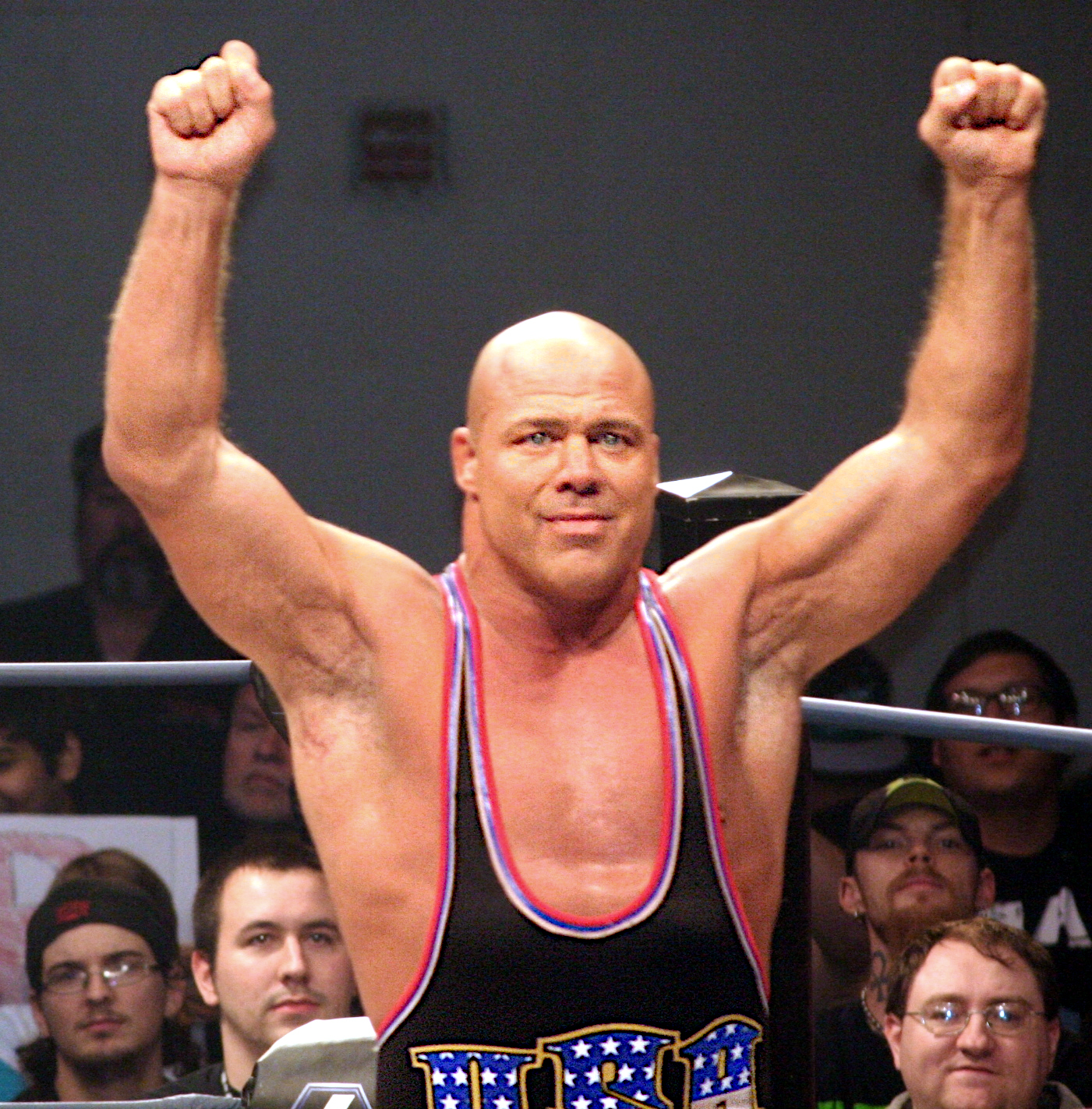
Kurt Angle
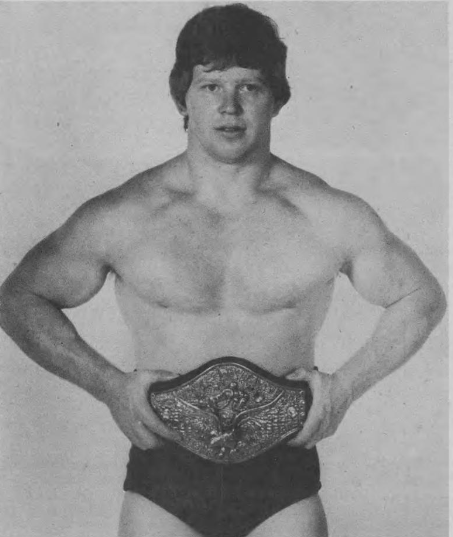
Bob Backlund
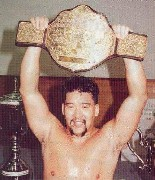
Masahiro Chono
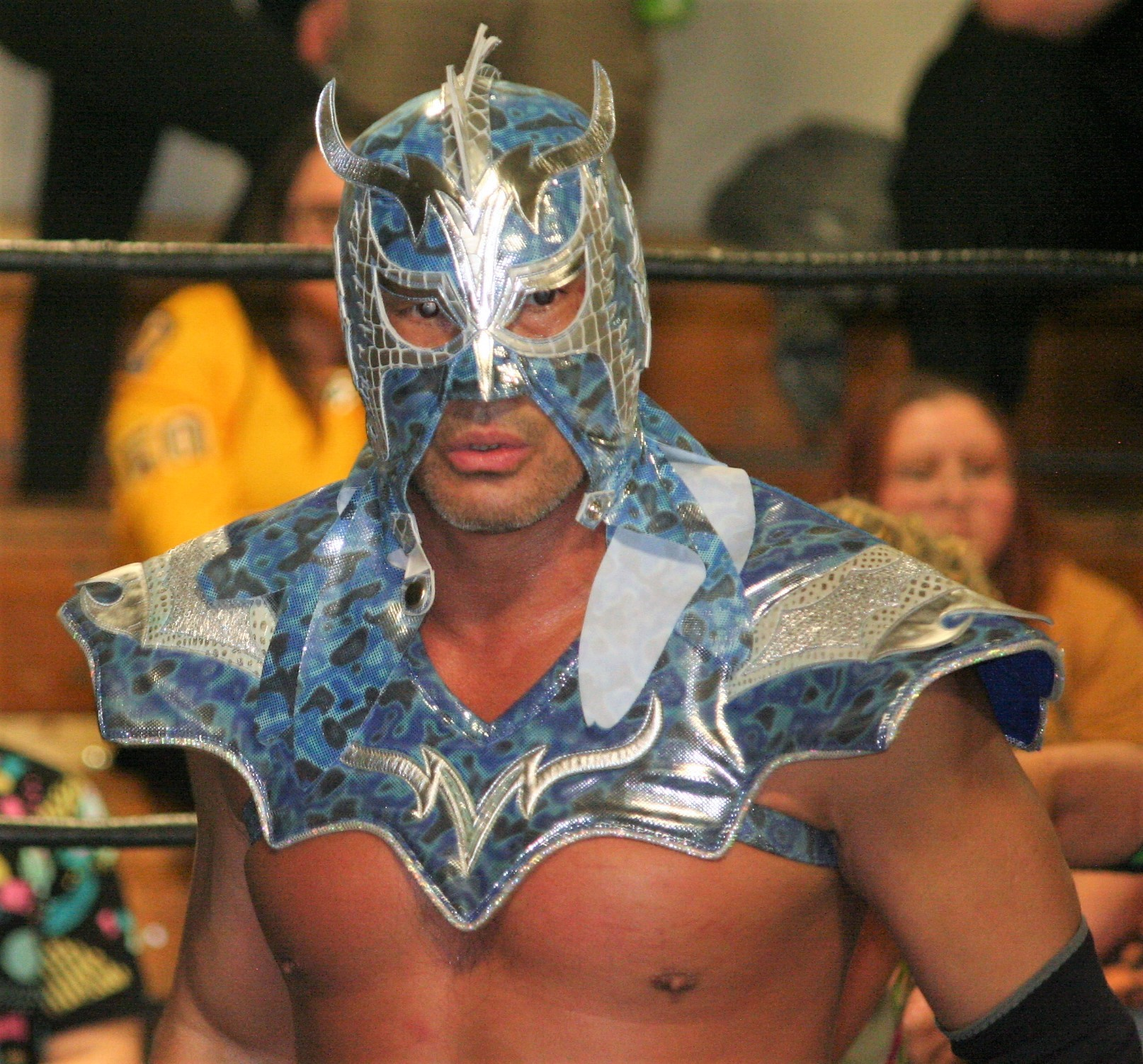
Ultimo Dragon
Tarzan Lopez
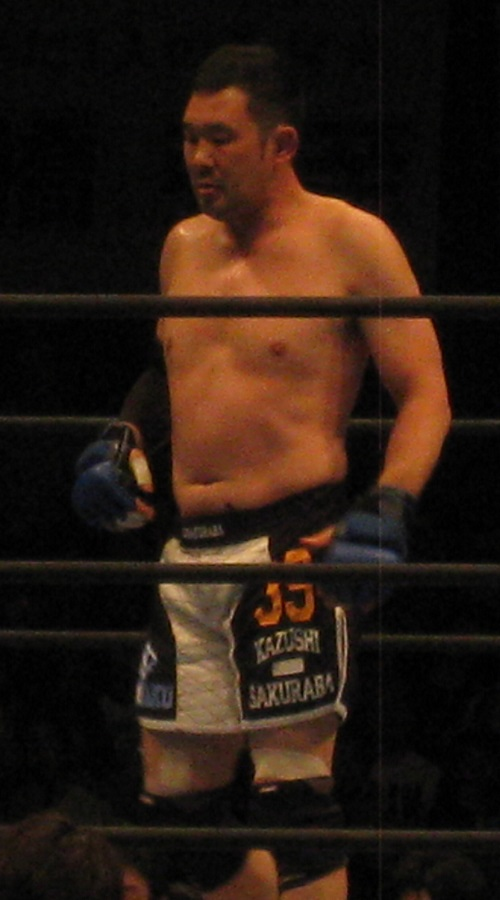
Kazushi Sakuraba
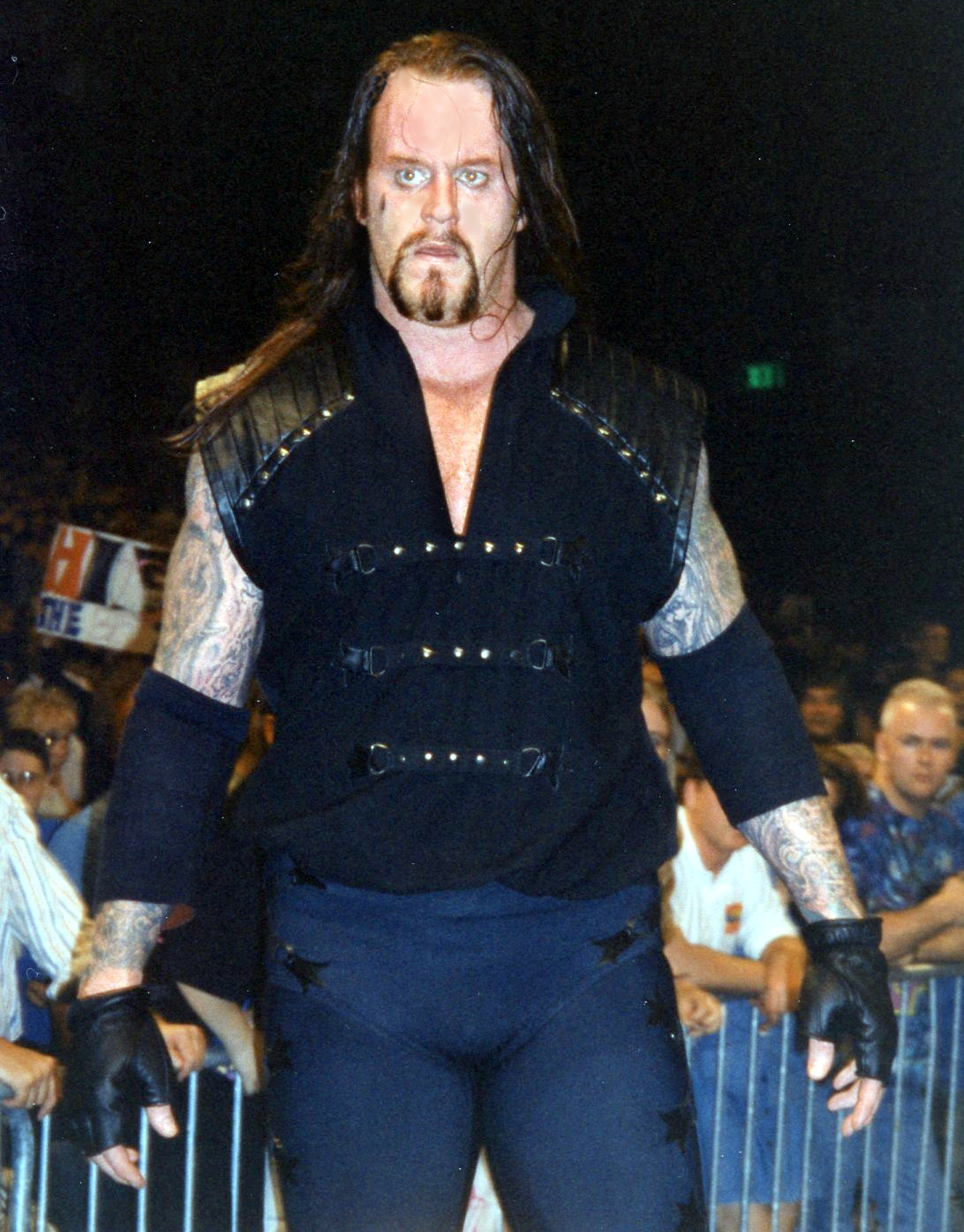
The Undertaker

### 2005
- Wprowadzeni indywidualnie w 2005 roku<ref name=":5">Wrestling Observer Newsletter Hall of Fame, 2005 [online], The Internet Wrestling Database [dostęp 2023-11-14] (ang.).</ref>

Wprowadzeni indywidualnie w 2005 roku<ref name=":5"></ref>
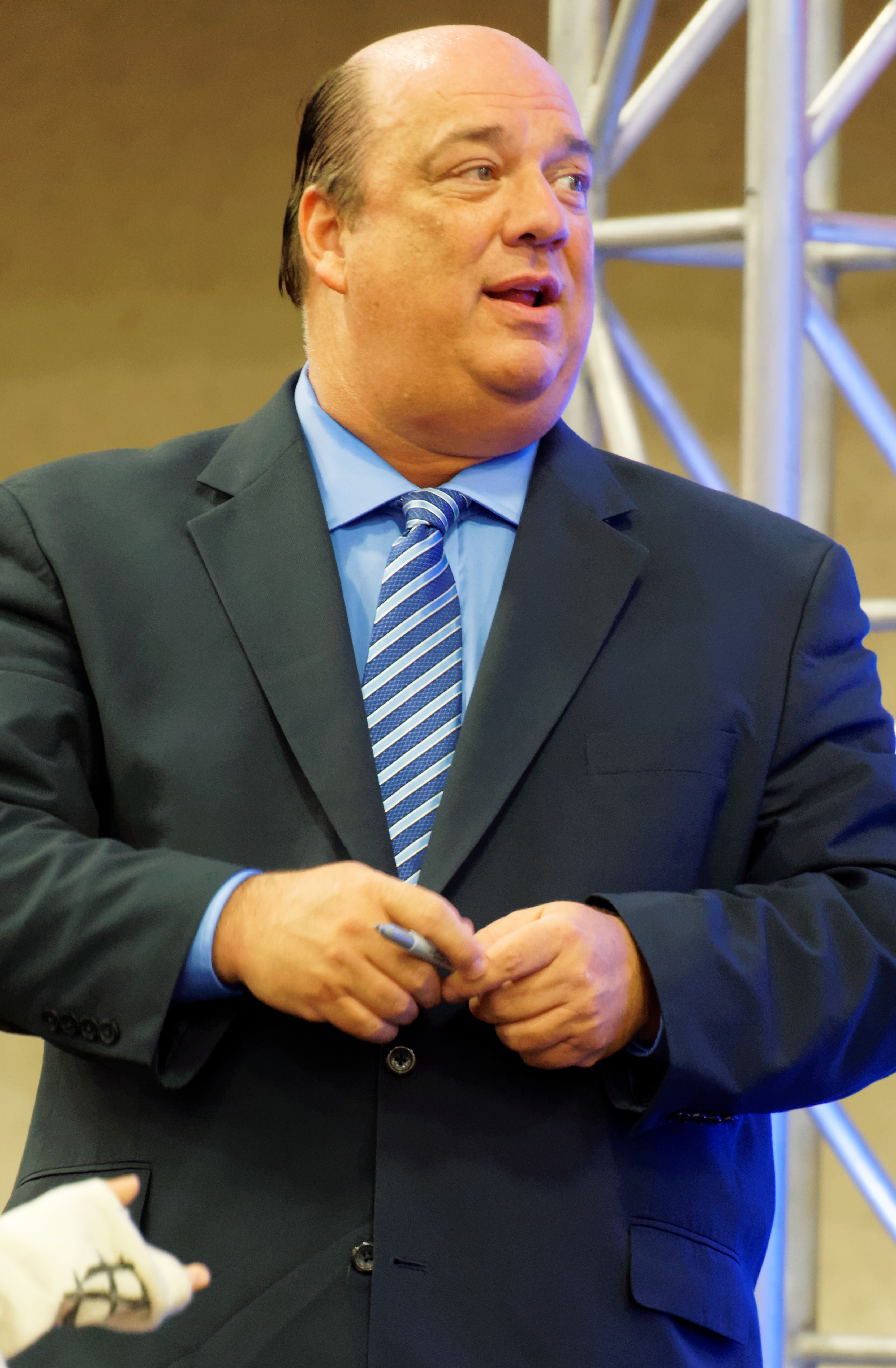
Paul Heyman
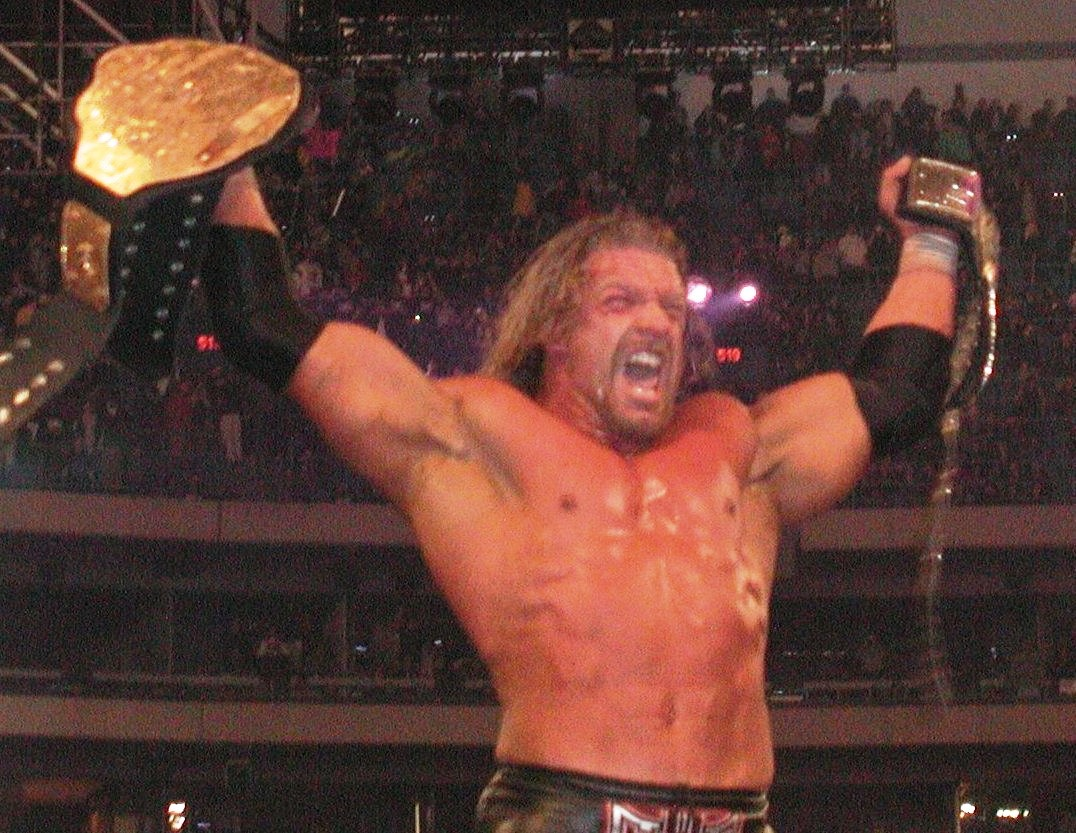
Triple H

Tag team The Fabulous Freebirds<ref name=":5" />
Terry Gordy
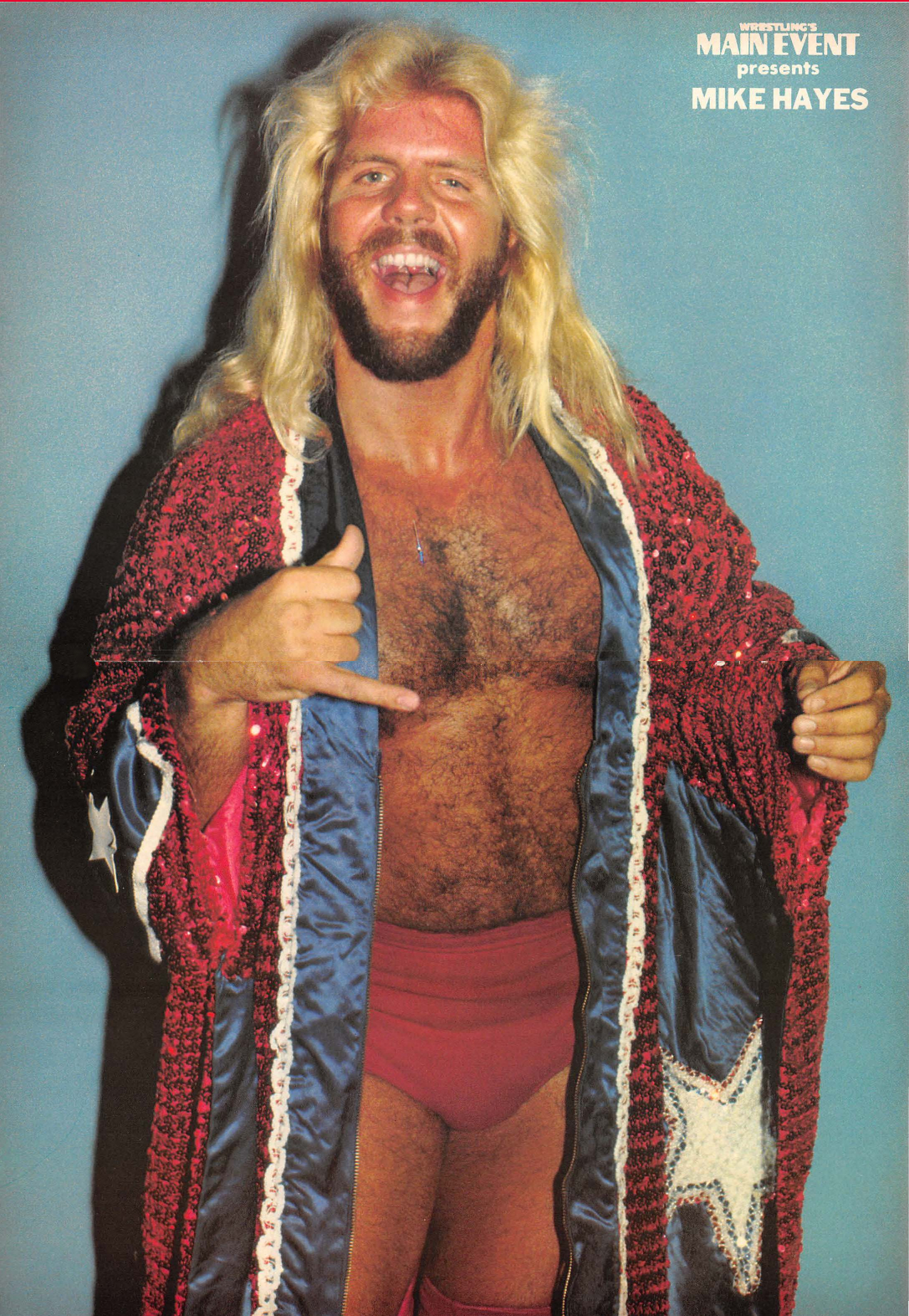
Michael Hayes
Buddy Roberts

### 2006
- Wprowadzeni indywidualnie w 2006 roku<ref>Wrestling Observer Newsletter Hall of Fame, 2006 [online], The Internet Wrestling Database [dostęp 2023-11-14] (ang.).</ref>

Wprowadzeni indywidualnie w 2006 roku></ref>
Paul Bowser
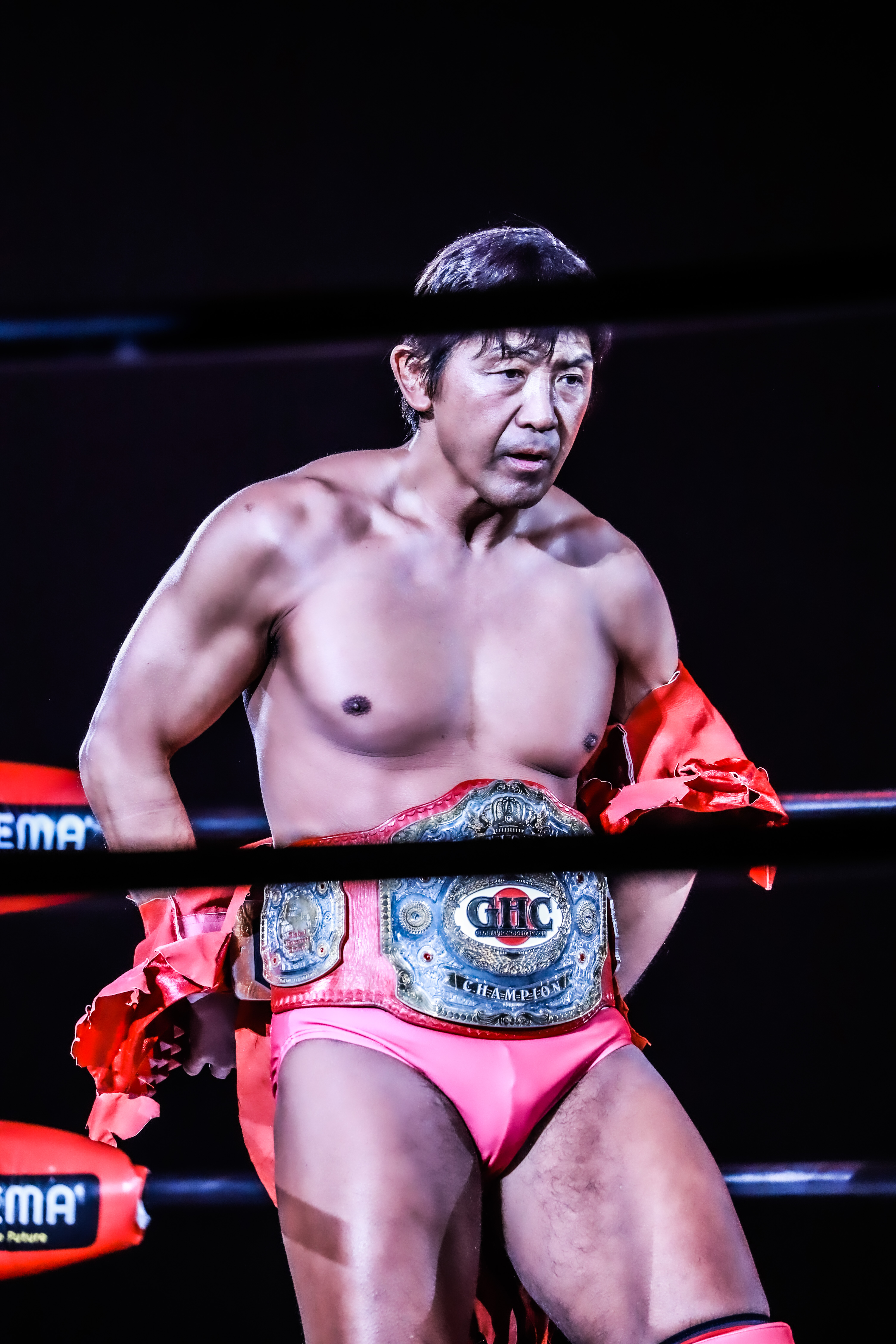
Masakatsu Funaki
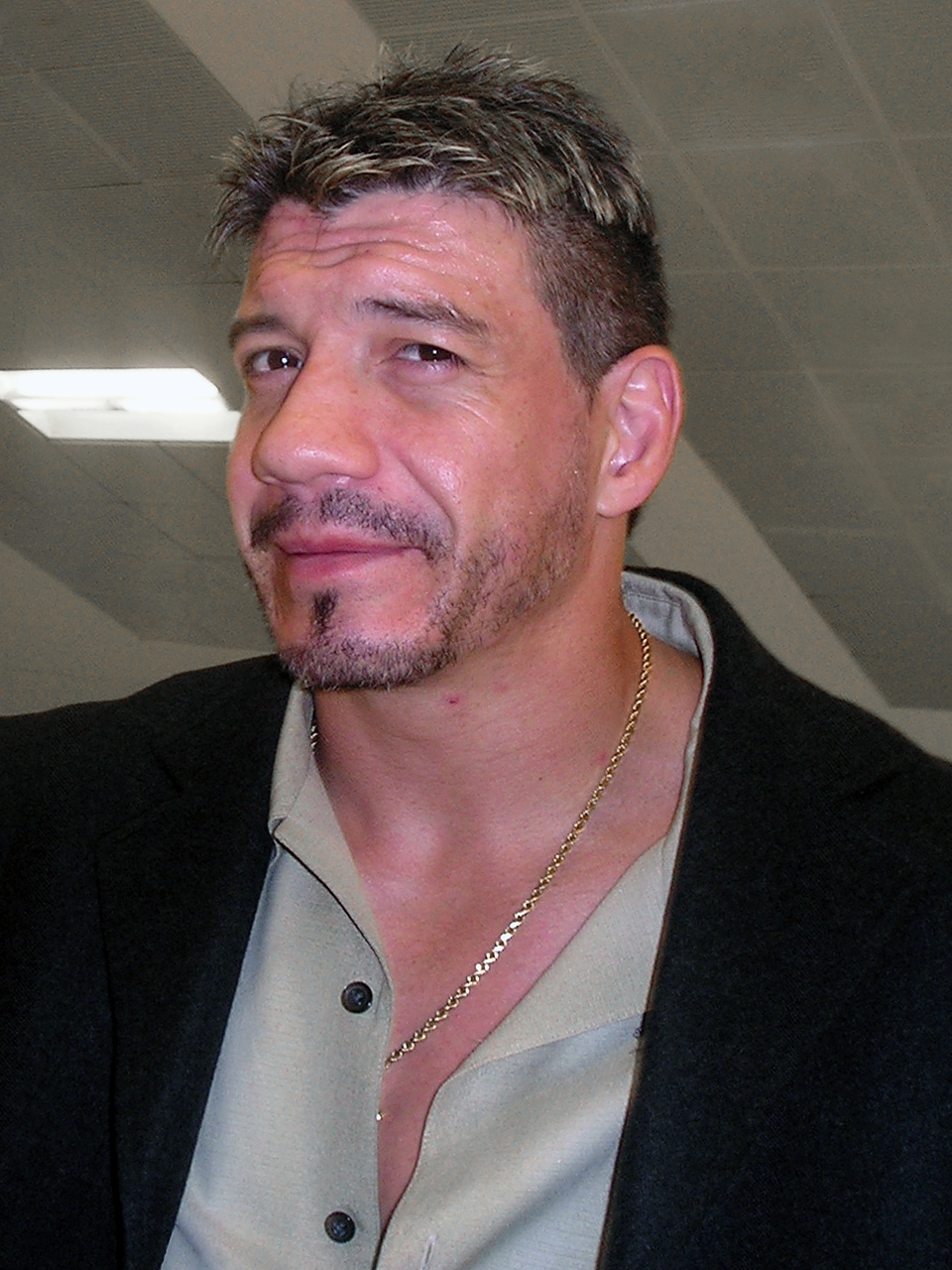
Eddie Guerrero
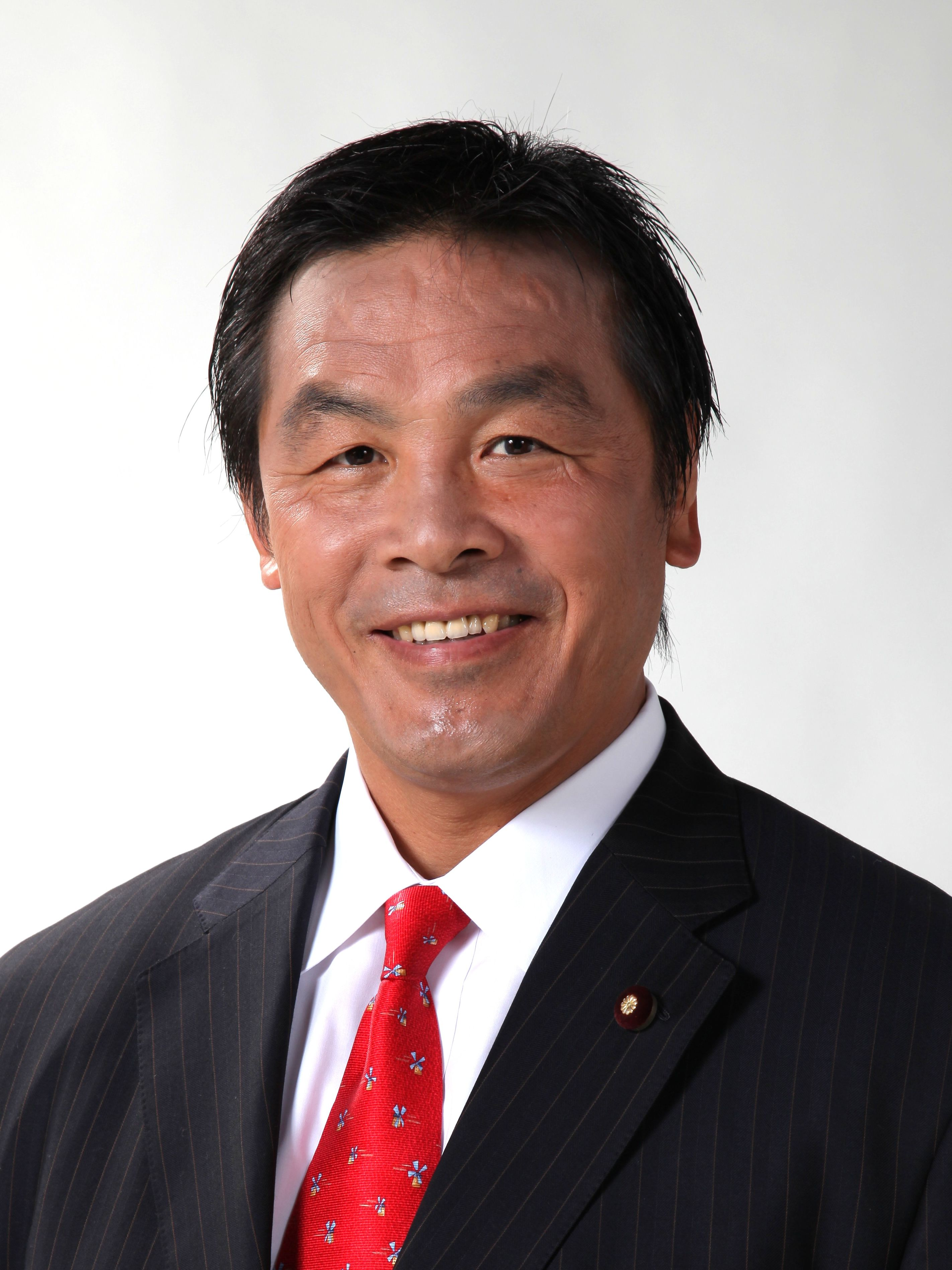
Hiroshi Hase
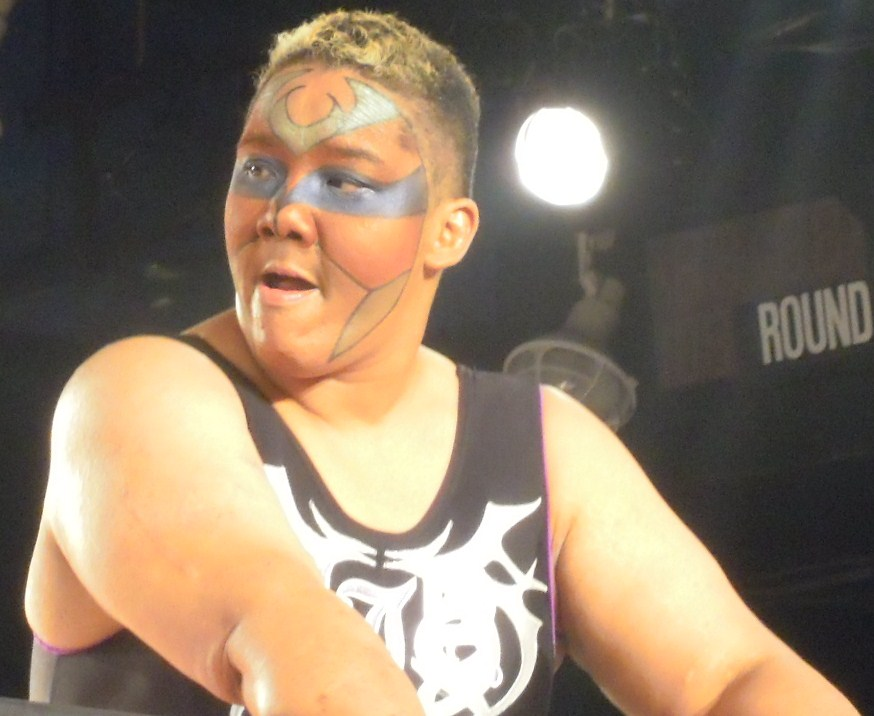
Aja Kong

### 2007
- Wprowadzeni indywidualnie w 2007 roku<ref>Wrestling Observer Newsletter Hall of Fame, 2007 [online], The Internet Wrestling Database [dostęp 2023-11-14] (ang.).</ref>

Wprowadzeni indywidualnie w 2007 roku></ref>
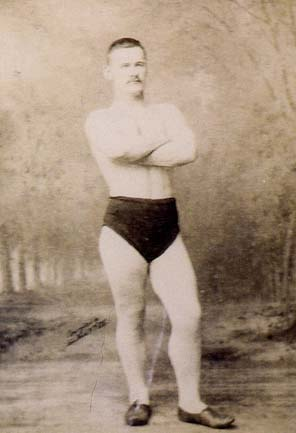
Evan Lewis
Tom Packs
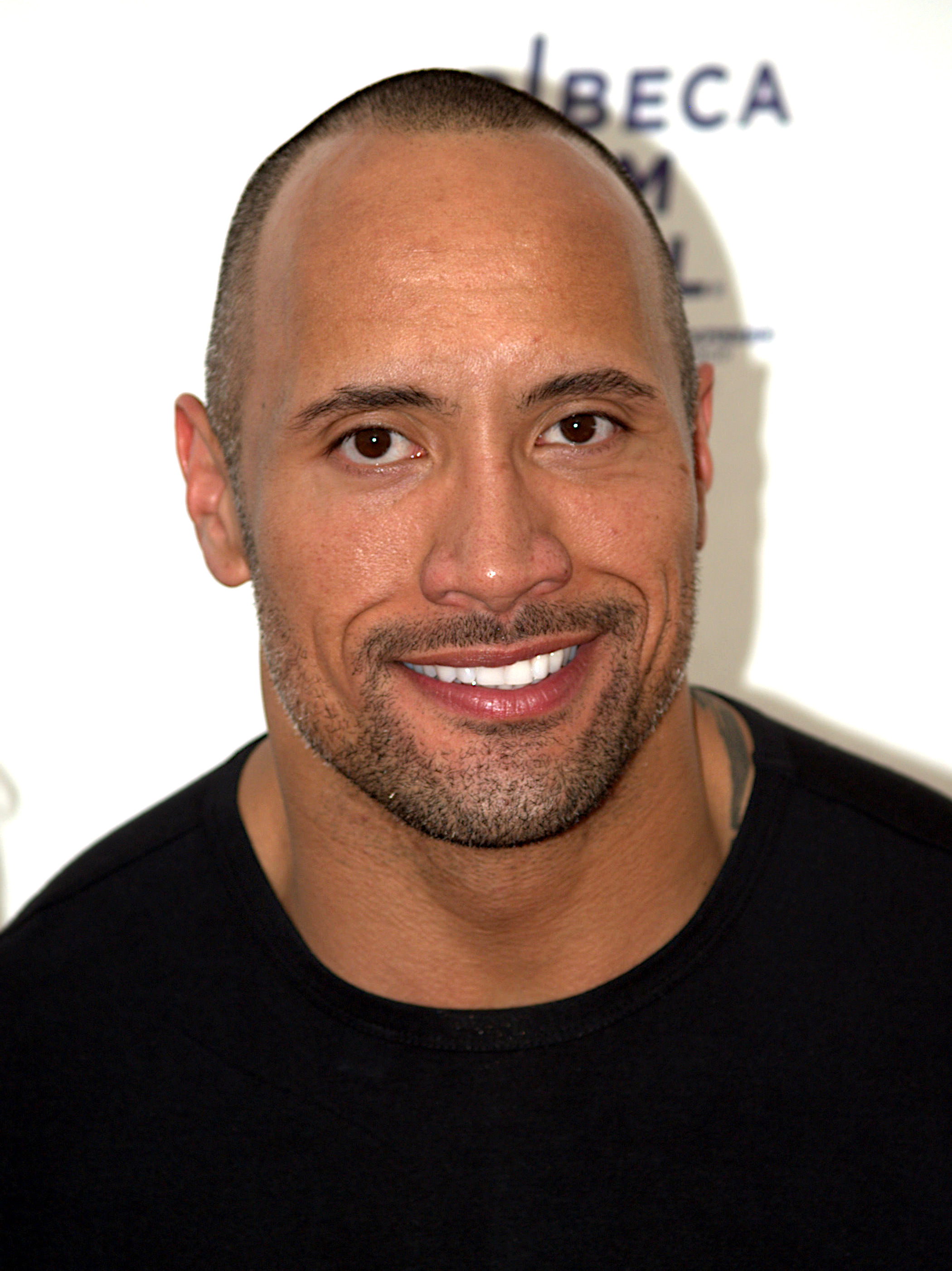
The Rock

### 2008
- Wprowadzeni indywidualnie w 2008 roku<ref>Wrestling Observer Newsletter Hall of Fame, 2008 [online], The Internet Wrestling Database [dostęp 2023-11-14] (ang.).</ref>

Wprowadzeni indywidualnie w 2008 roku></ref>
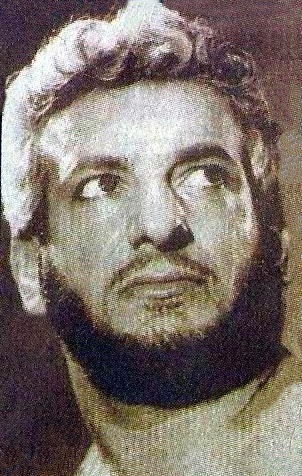
Martín Karadagian

### 2009
- Wprowadzeni indywidualnie w 2009 roku<ref name=":6">Wrestling Observer Newsletter Hall of Fame, 2009 [online], The Internet Wrestling Database [dostęp 2023-11-14] (ang.).</ref>

Wprowadzeni indywidualnie w 2009 roku<ref name=":6"></ref>
Everett Marshall
Dr. Bill Miller
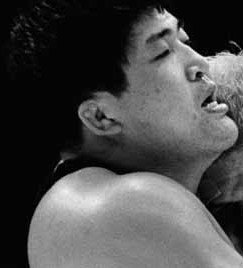
Masa Saito

Tag team The Midnight Express<ref name=":6" />
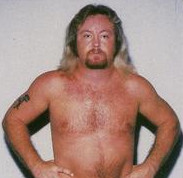
Dennis Condrey
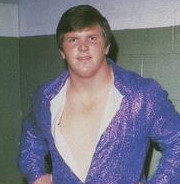
Bobby Eaton
Stan Lane

### 2010
- Wprowadzeni indywidualnie w 2010 roku<ref>Wrestling Observer Newsletter Hall of Fame, 2010 [online], The Internet Wrestling Database [dostęp 2023-11-14] (ang.).</ref>

Wprowadzeni indywidualnie w 2010 roku></ref>
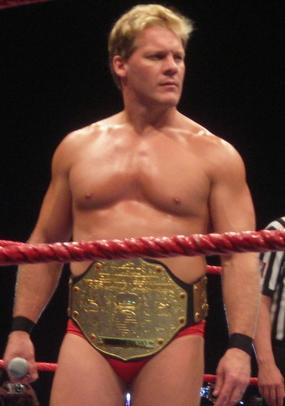
Chris Jericho
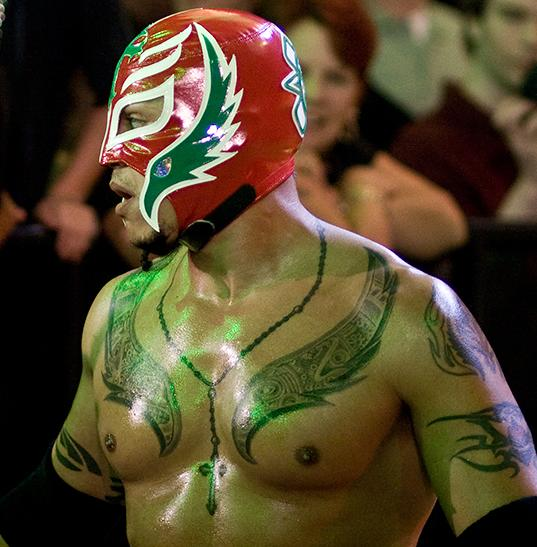
Rey Mysterio
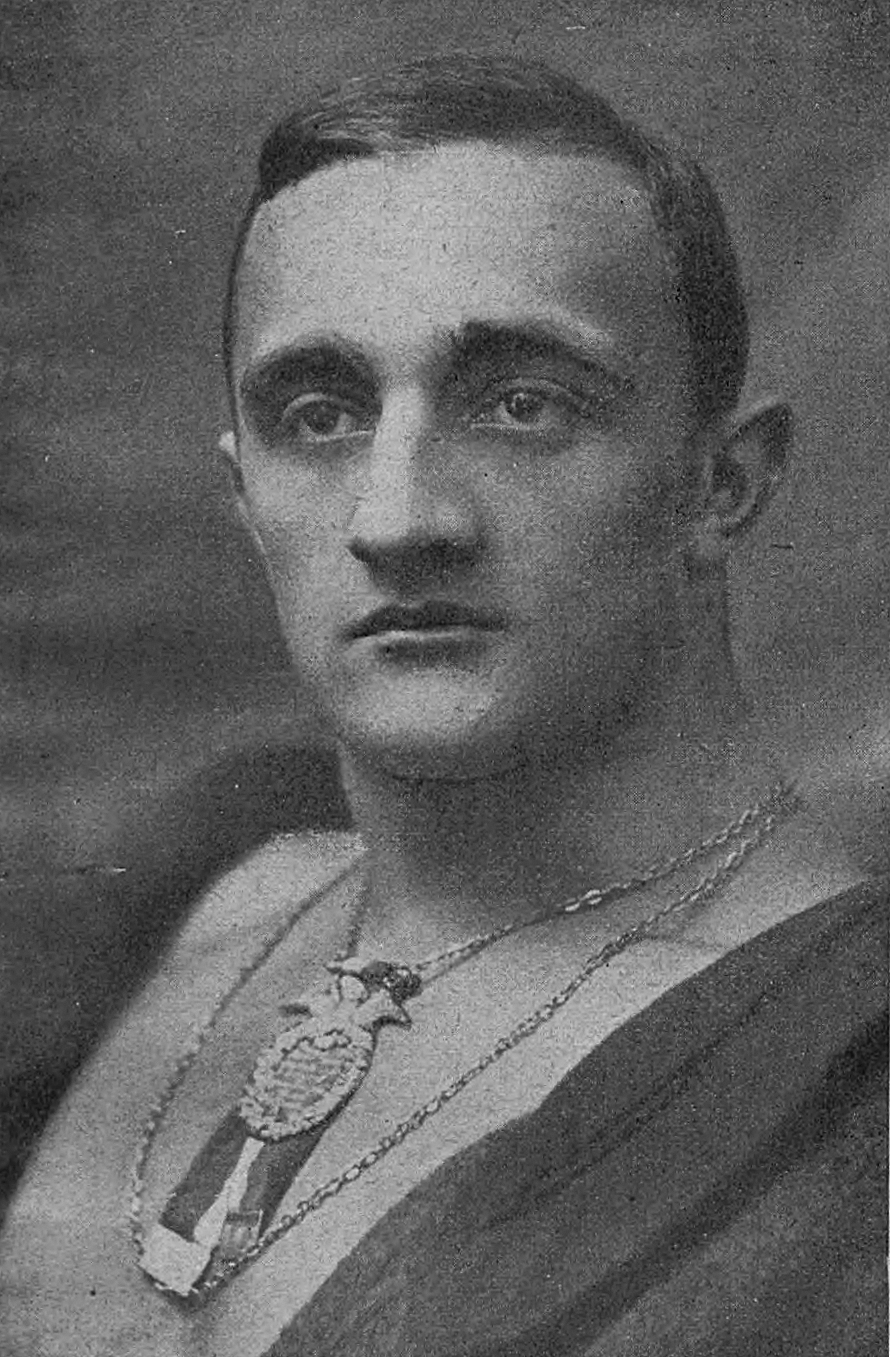
Wladek Zbyszko

### 2011
- Wprowadzeni indywidualnie w 2011 roku<ref>Wrestling Observer Newsletter Hall of Fame, 2011 [online], The Internet Wrestling Database [dostęp 2023-11-14] (ang.).</ref>

Wprowadzeni indywidualnie w 2011 roku></ref>
King Curtis Iaukea
Kent Walton

### 2012
- Wprowadzeni indywidualnie w 2012 roku<ref>Wrestling Observer Newsletter Hall of Fame, 2012 [online], The Internet Wrestling Database [dostęp 2023-11-14] (ang.).</ref>

Wprowadzeni indywidualnie w 2012 roku></ref>
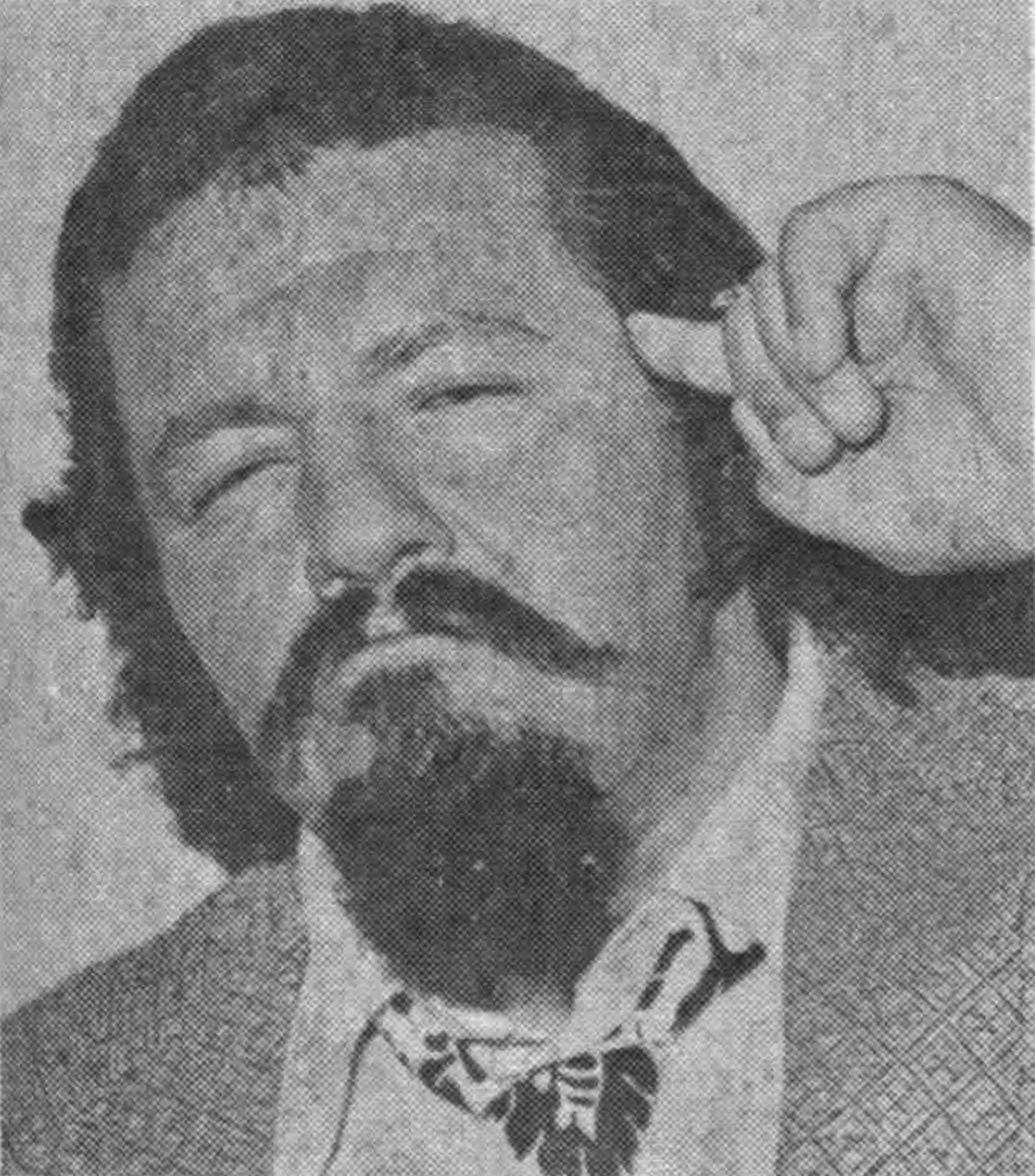
Captain Lou Albano
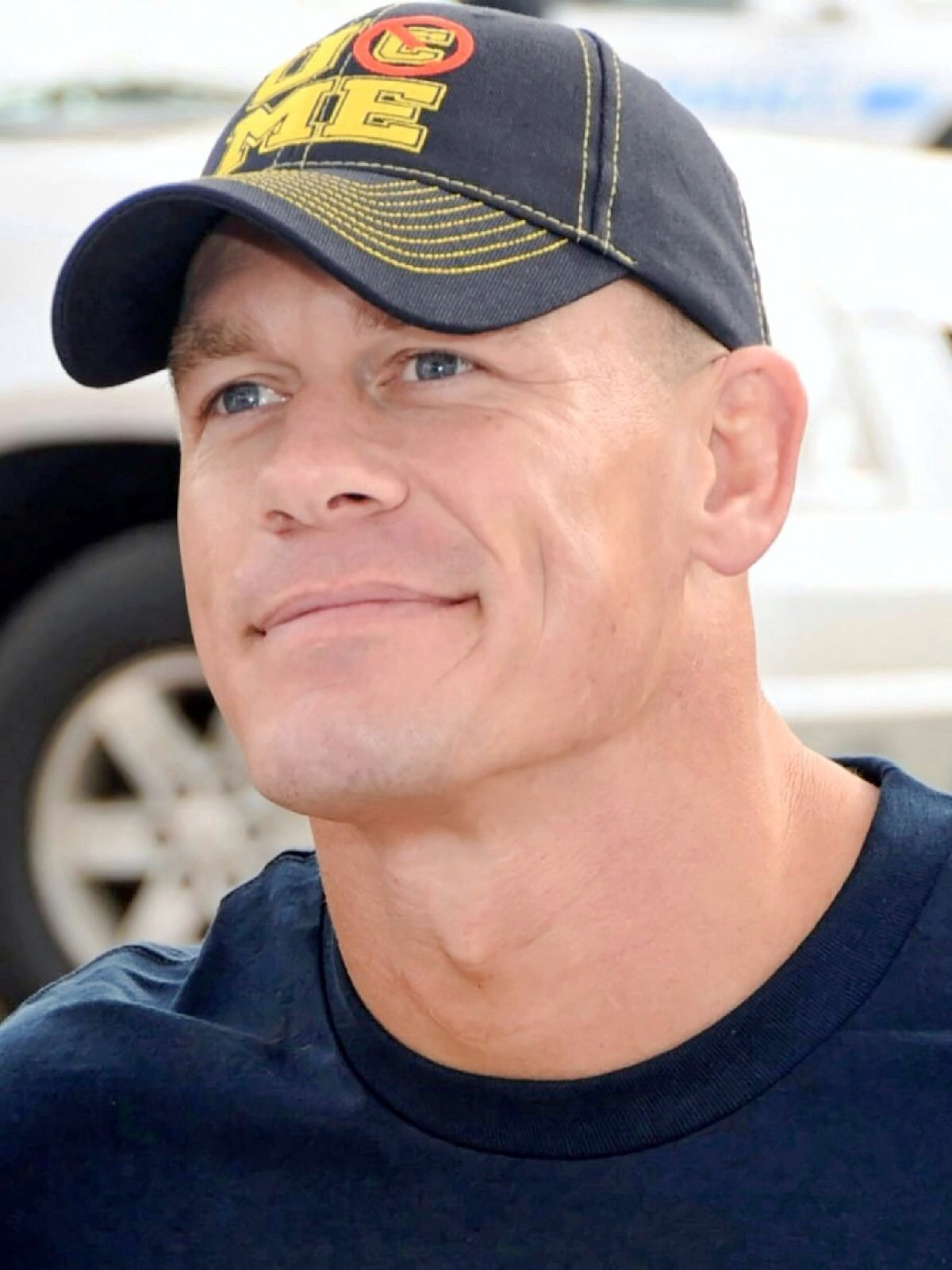
John Cena
Dr. Alfonso Morales
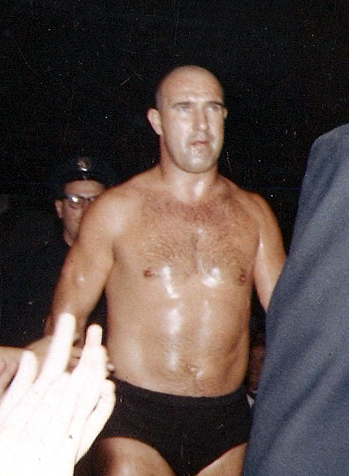
Hans Schmidt
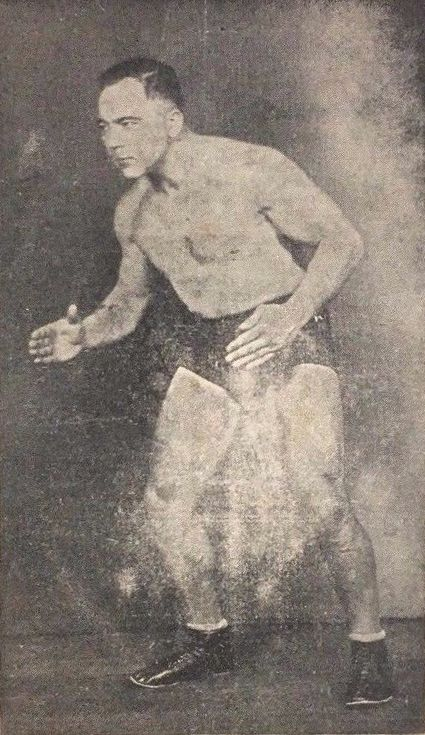
Gus Sonnenberg
Mick McManus

### 2013
- Wprowadzeni indywidualnie w 2013 roku<ref>Wrestling Observer Newsletter Hall of Fame, 2013 [online], The Internet Wrestling Database [dostęp 2023-11-14] (ang.).</ref>

Wprowadzeni indywidualnie w 2013 roku></ref>
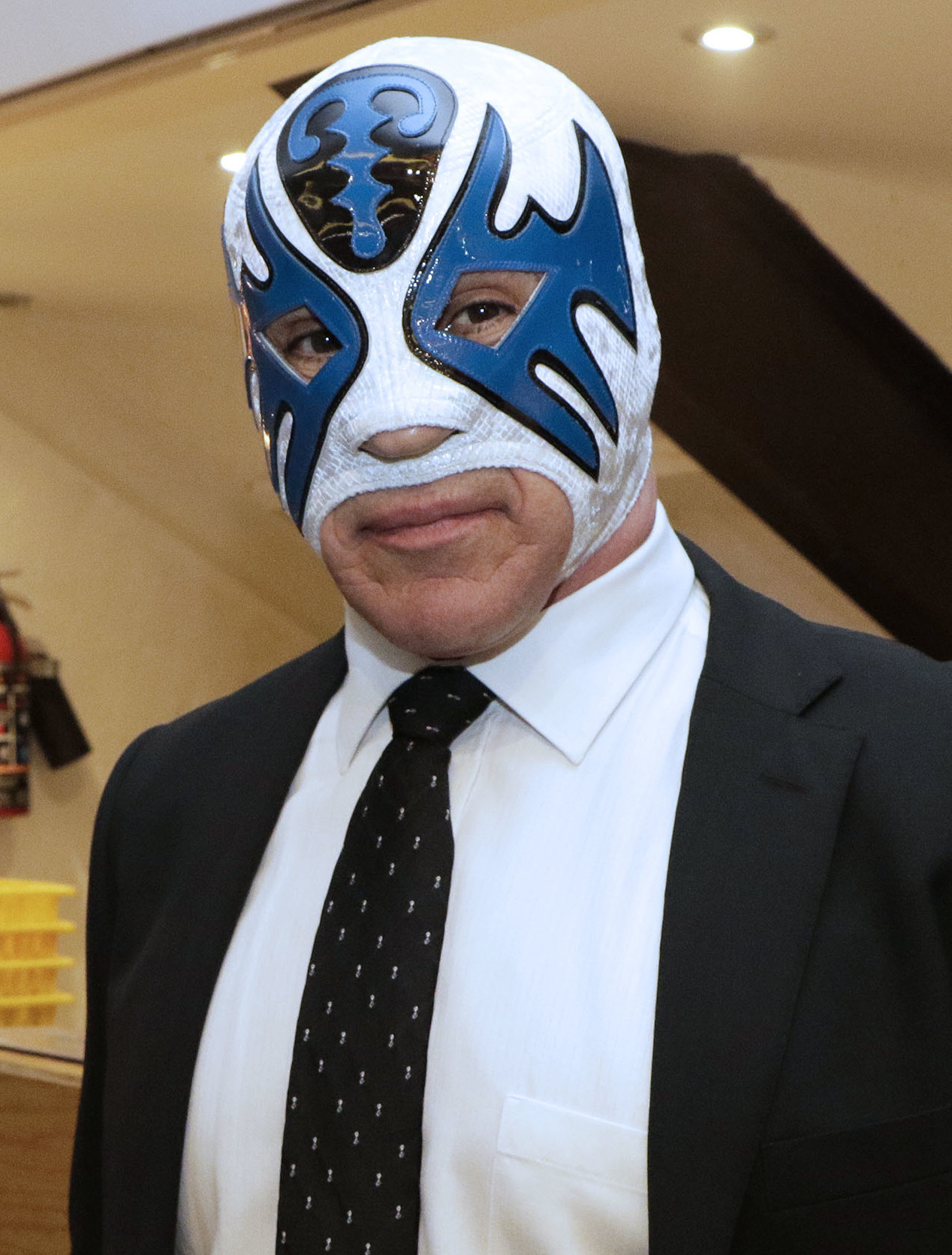
Atlantis
Takashi Matsunaga
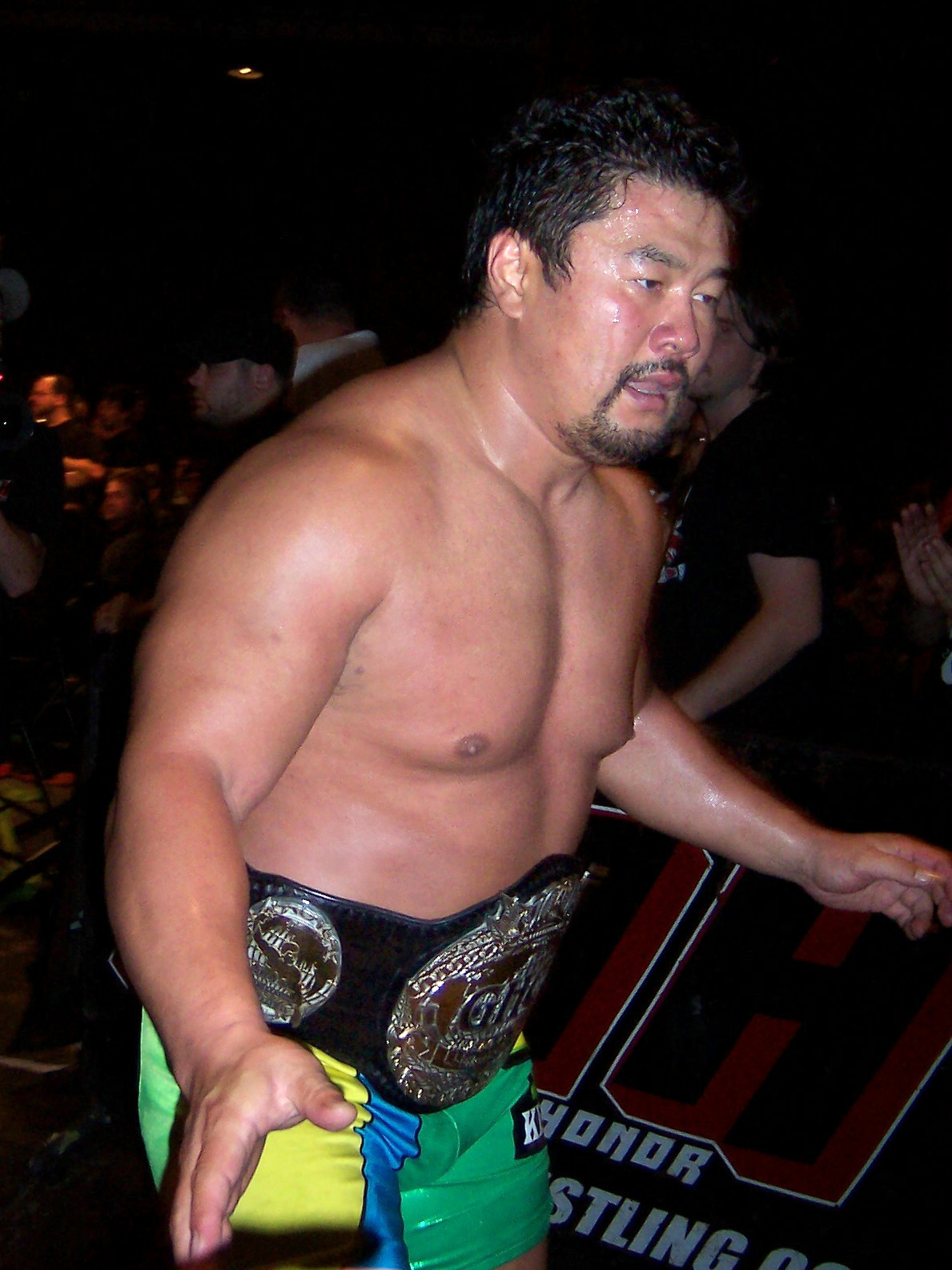
Kensuke Sasaki
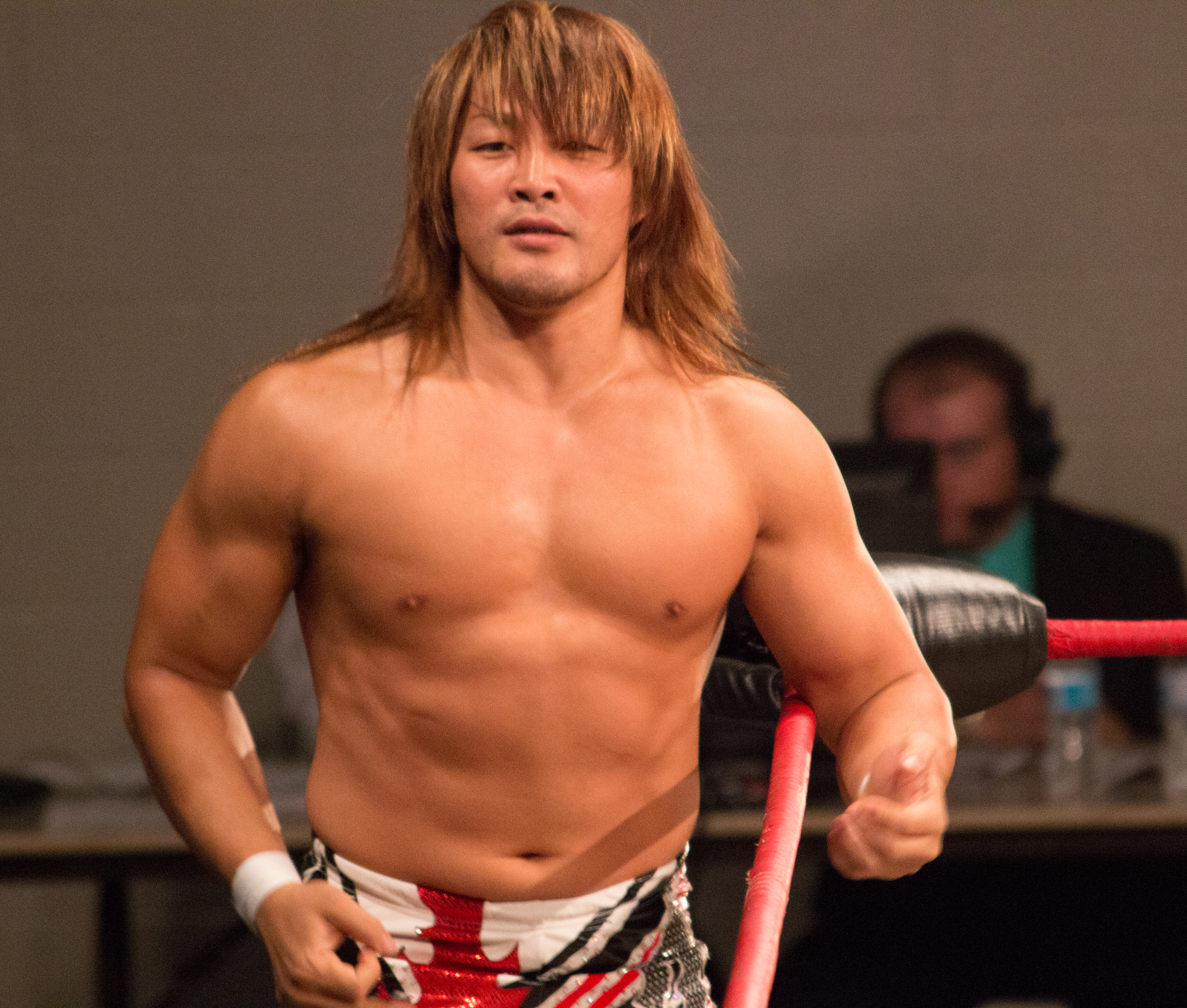
Hiroshi Tanahashi
Dr. Wagner

### 2014
- Wprowadzeni indywidualnie w 2014 roku<ref name=":7">Wrestling Observer Newsletter Hall of Fame, 2014 [online], The Internet Wrestling Database [dostęp 2023-11-14] (ang.).</ref>

Wprowadzeni indywidualnie w 2014 roku<ref name=":7"></ref>
Ray Fabiani

Tag team The Rock ’n’ Roll Express<ref name=":7" />
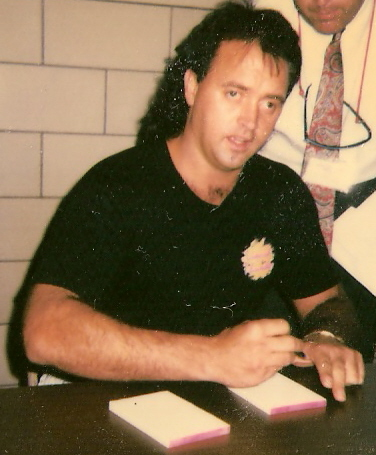
Robert Gibson
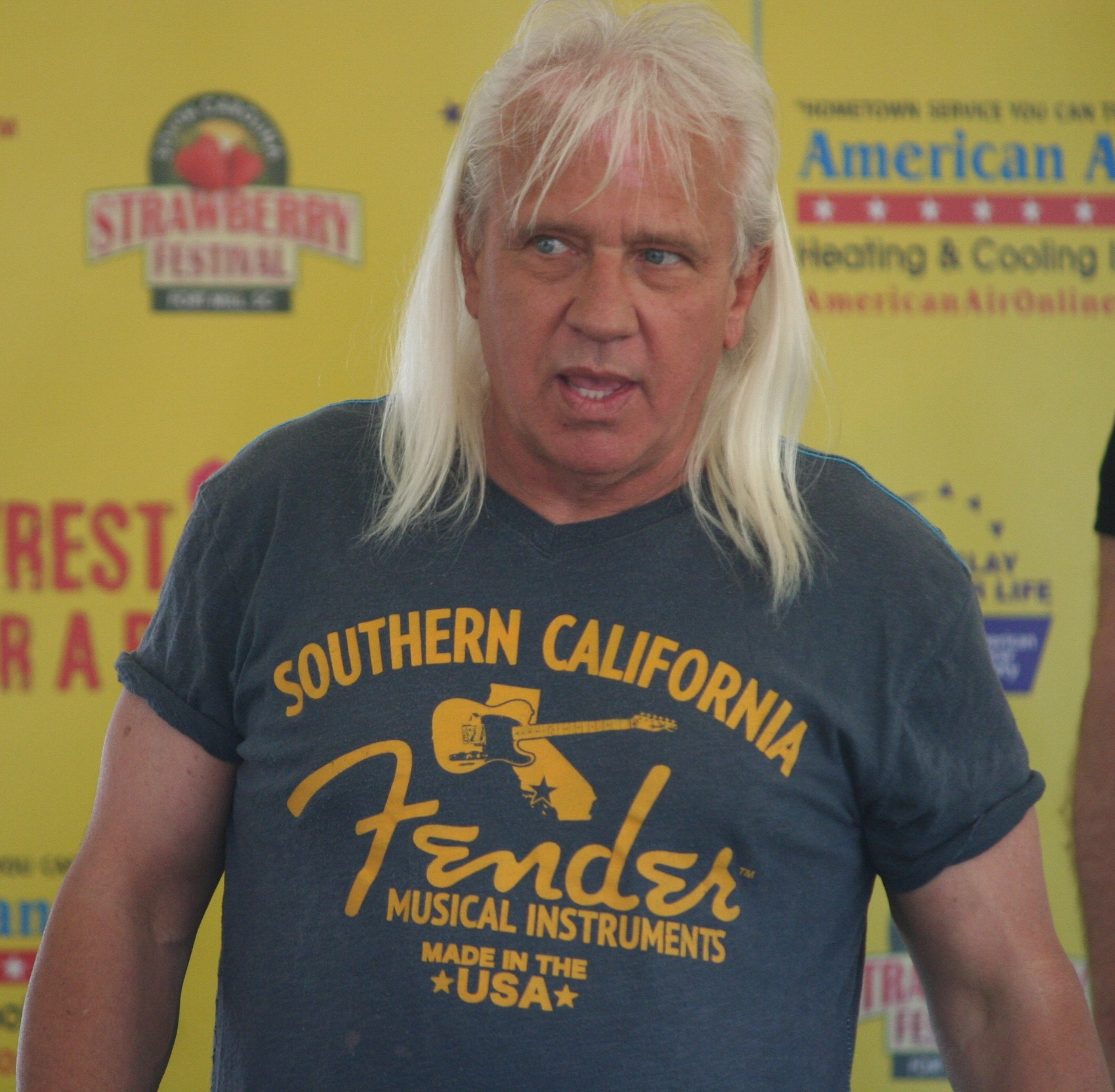
Ricky Morton

### 2015
- Wprowadzeni indywidualnie w 2015 roku<ref>Wrestling Observer Newsletter Hall of Fame, 2015 [online], The Internet Wrestling Database [dostęp 2023-11-14] (ang.).</ref>

Wprowadzeni indywidualnie w 2015 roku></ref>
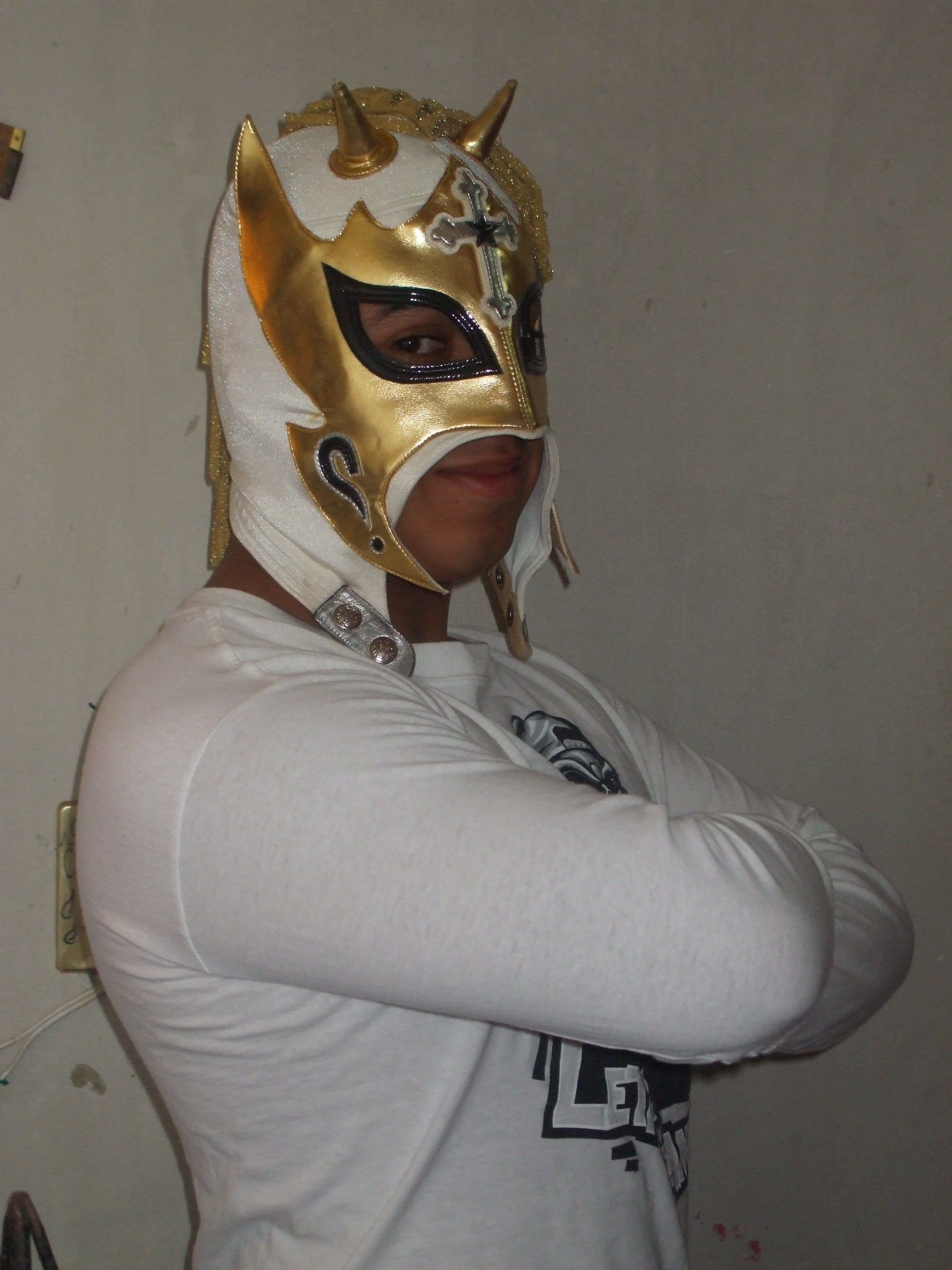
Perro Aguayo Jr.
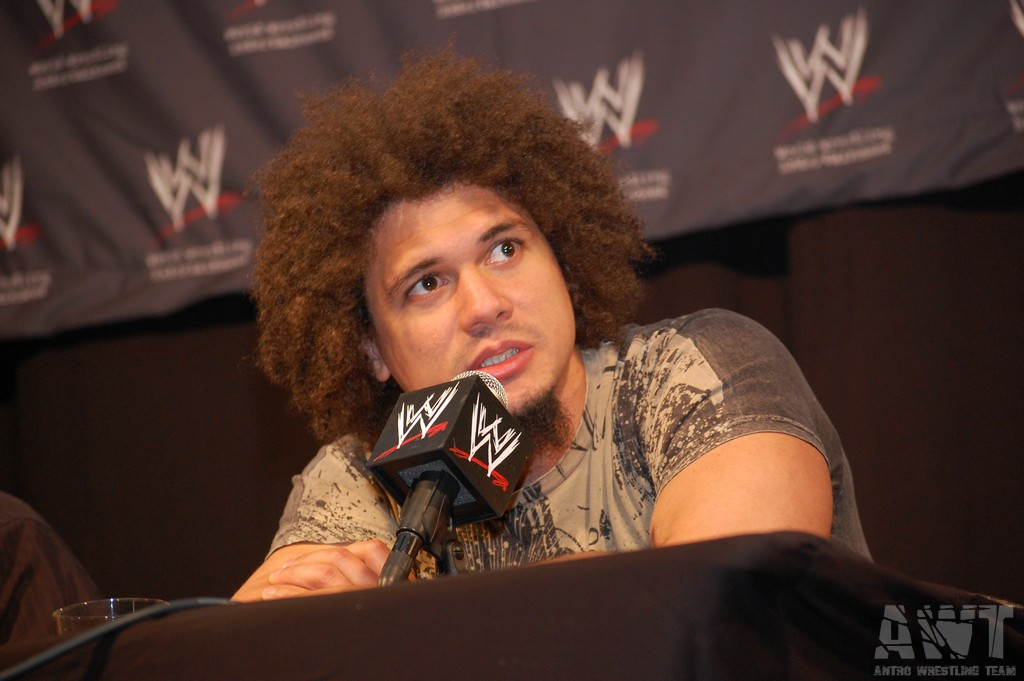
Carlos Colon
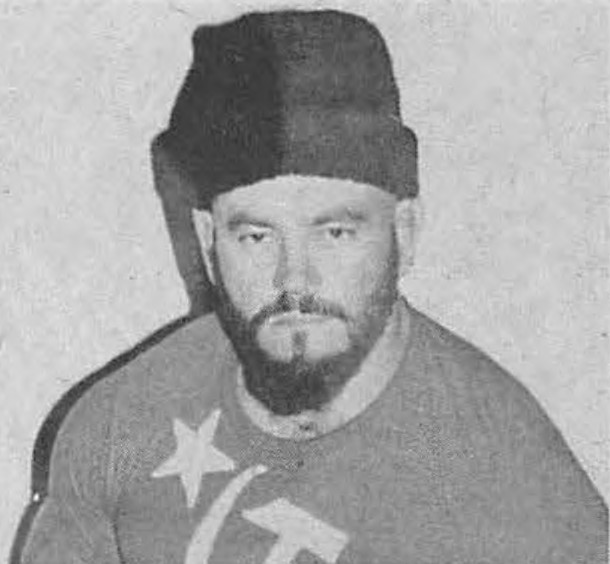
Ivan Koloff
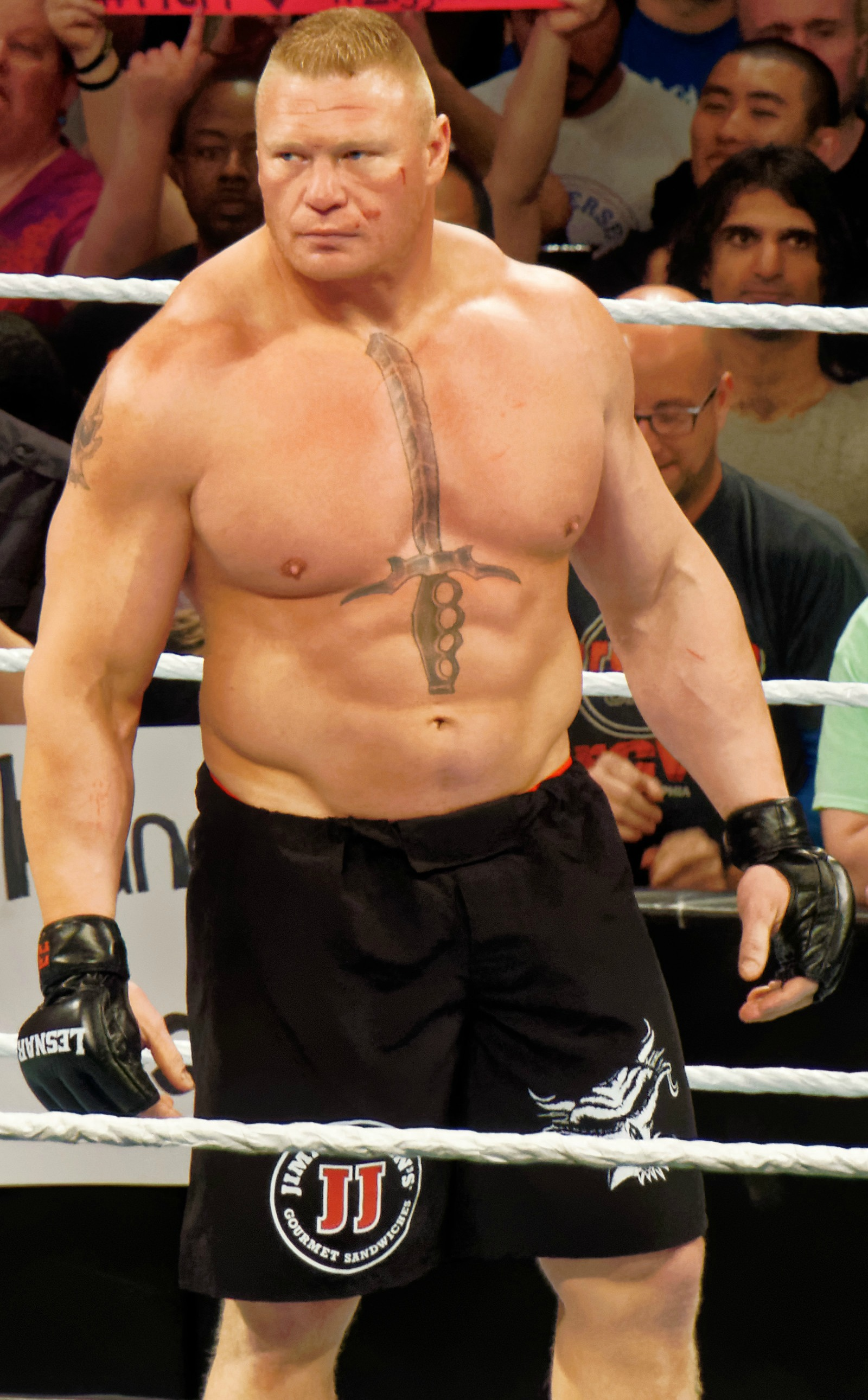
Brock Lesnar
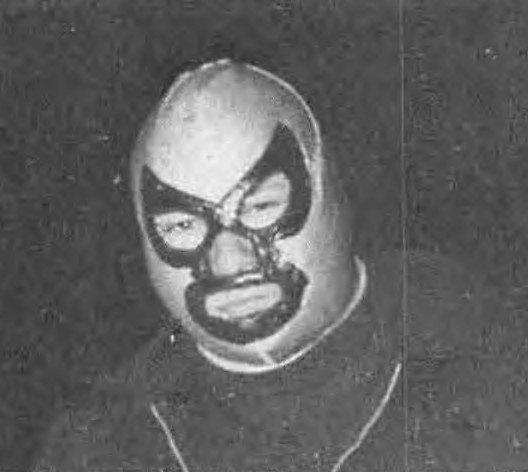
The Masked Assassin
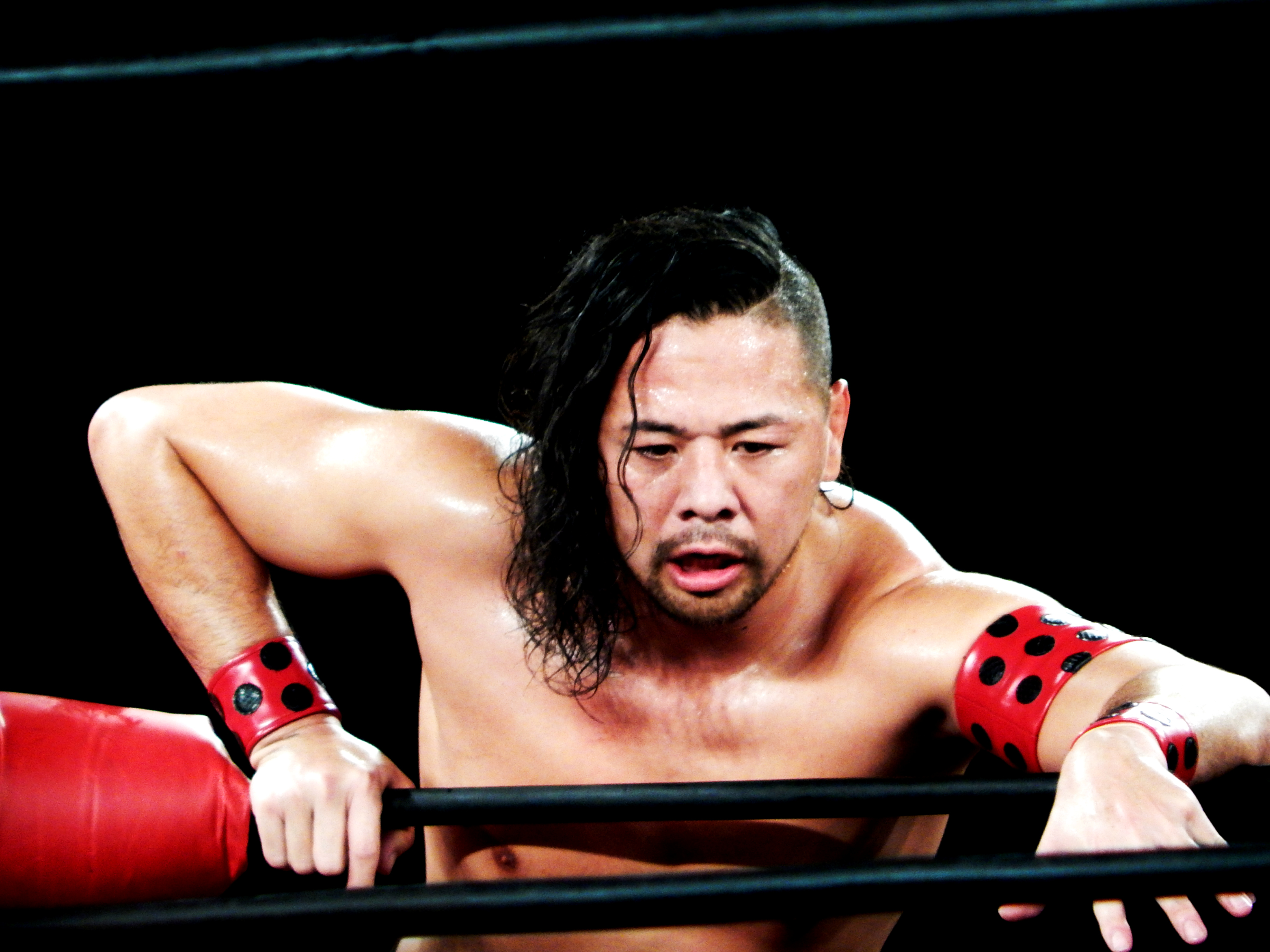
Shinsuke Nakamura
Eddie Quinn

### 2016
- Wprowadzeni indywidualnie w 2016 roku<ref>Wrestling Observer Newsletter Hall of Fame, 2016 [online], The Internet Wrestling Database [dostęp 2023-11-14] (ang.).</ref>

Wprowadzeni indywidualnie w 2016 roku></ref>
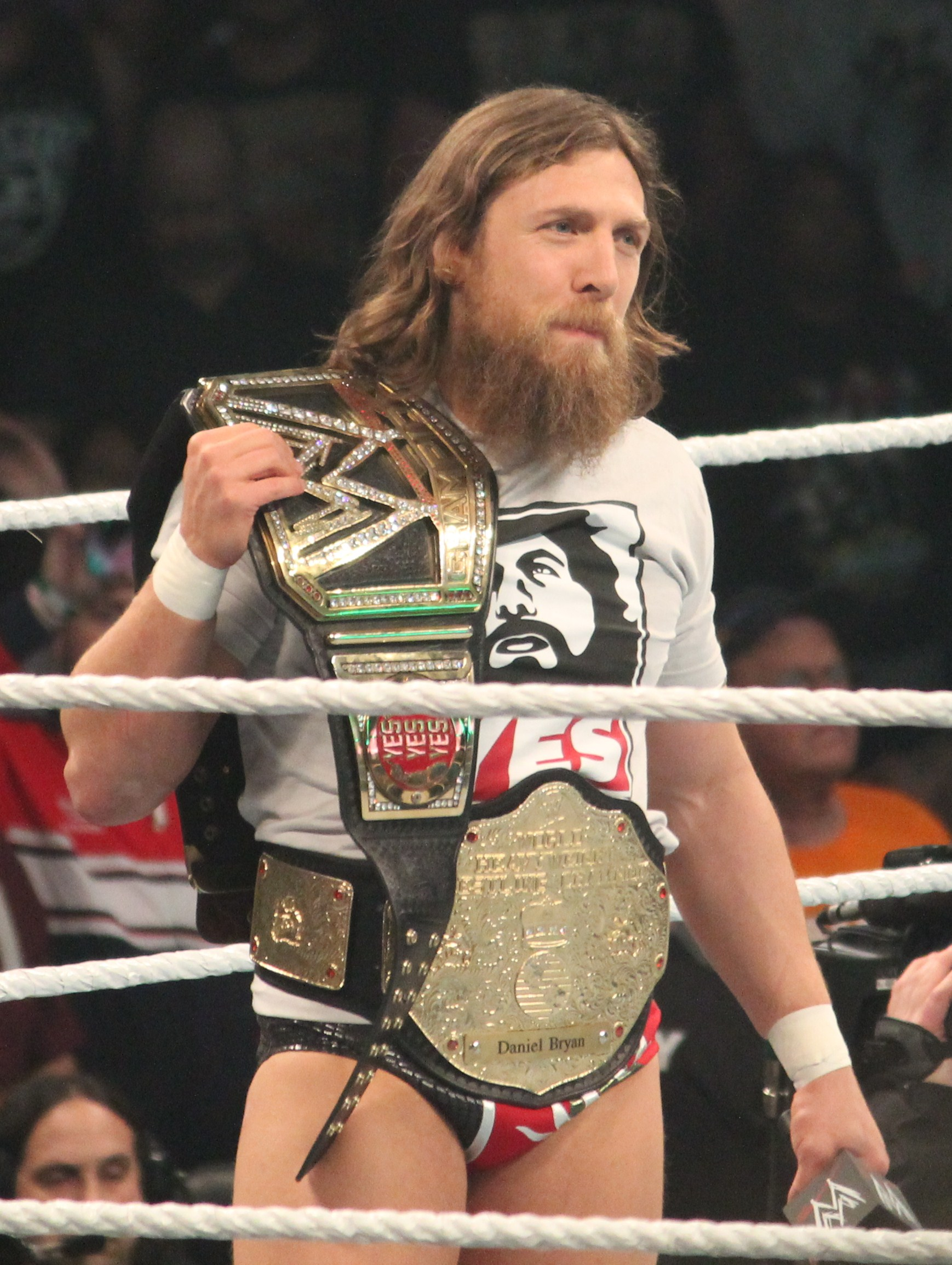
Bryan Danielson
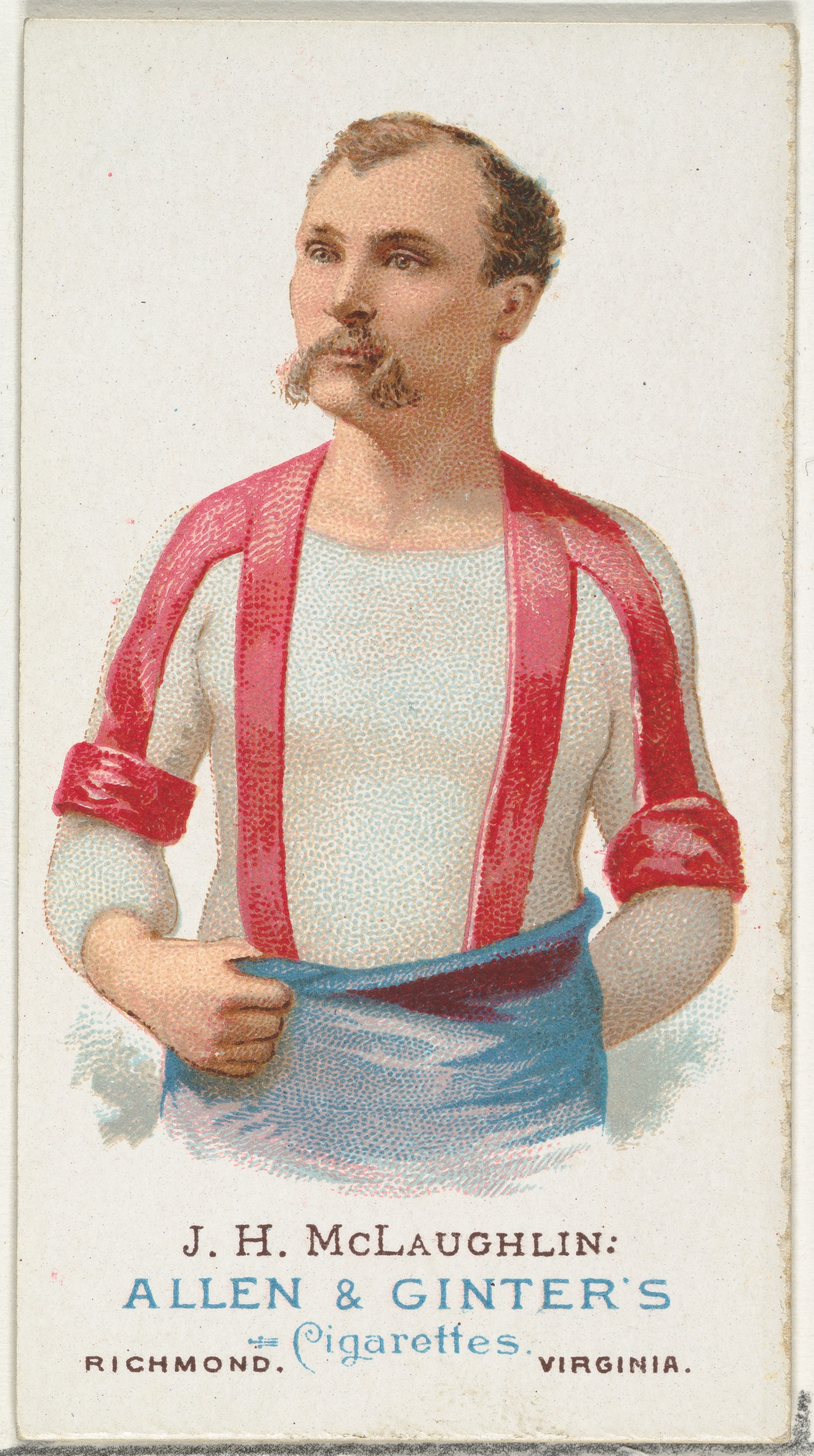
Colonel James McLaughlin
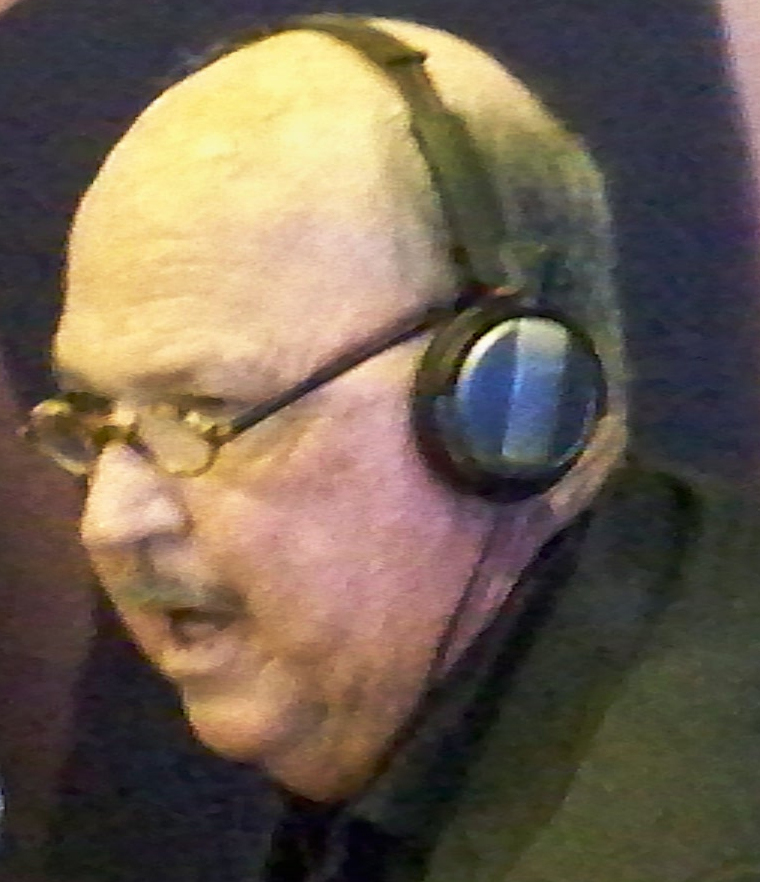
Gene Okerlund
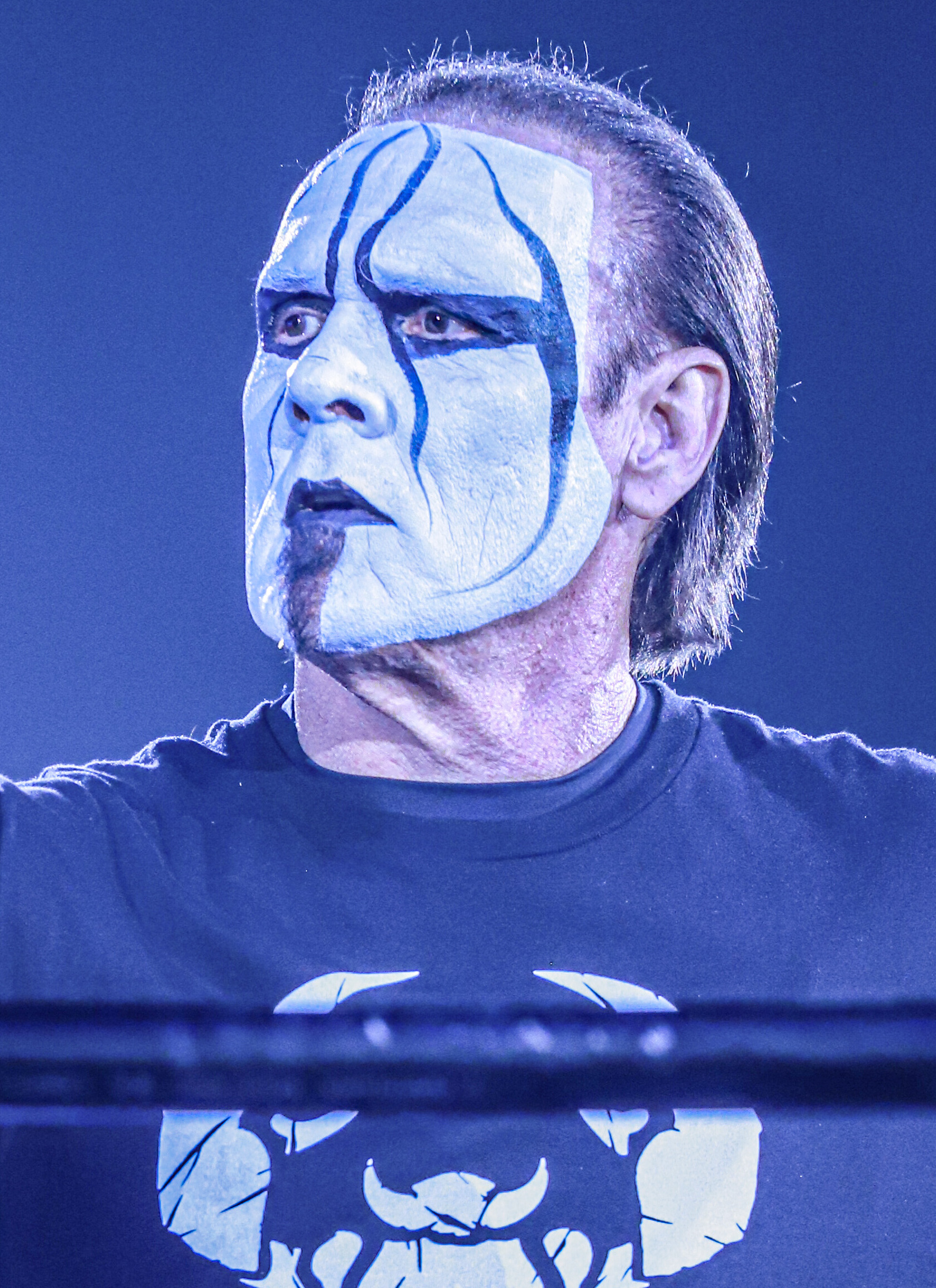
Sting

### 2017
- Wprowadzeni indywidualnie w 2017 roku<ref>Wrestling Observer Newsletter Hall of Fame, 2017 [online], The Internet Wrestling Database [dostęp 2023-11-14] (ang.).</ref>

Wprowadzeni indywidualnie w 2017 roku></ref>
Kelly Kiniski
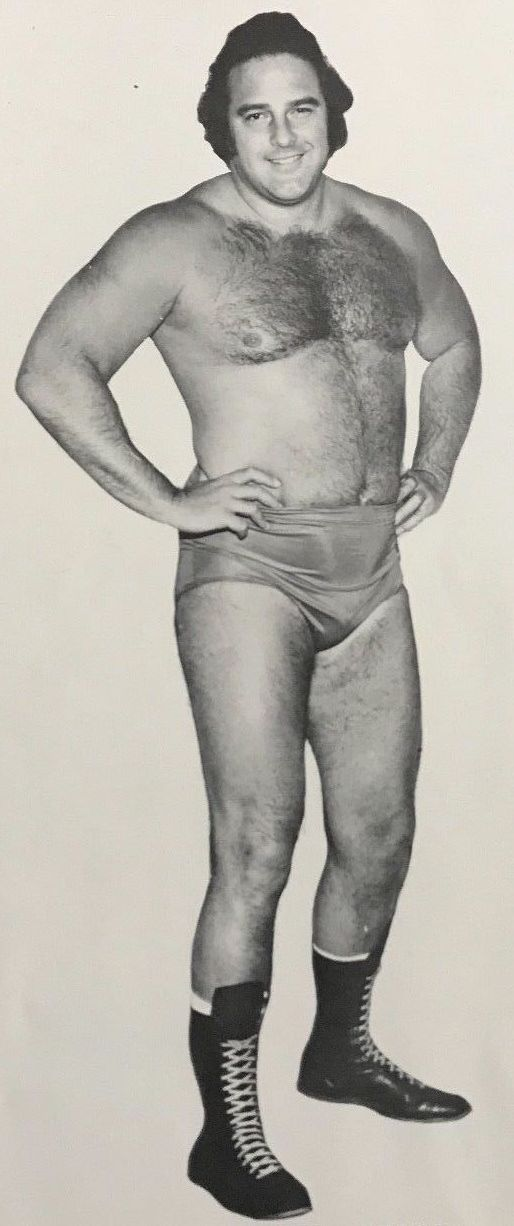
Mark Lewin
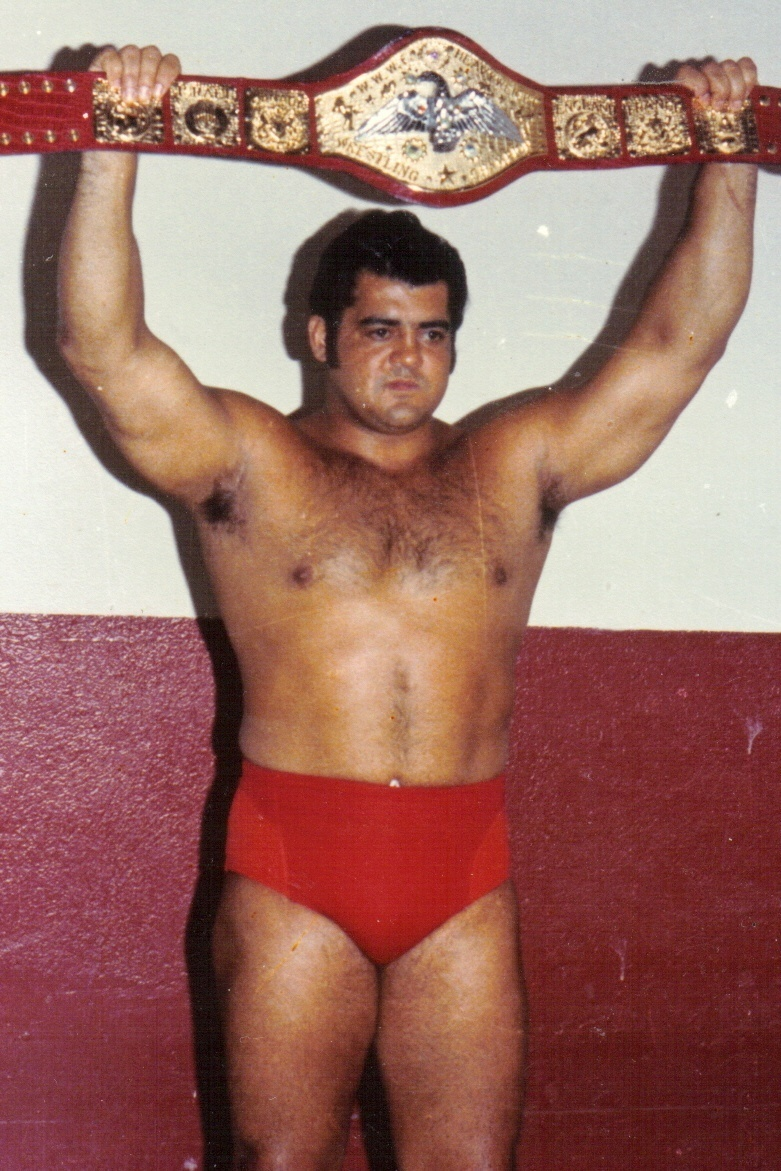
Pedro Morales
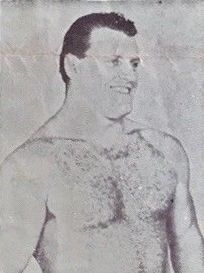
Mike Sharpe
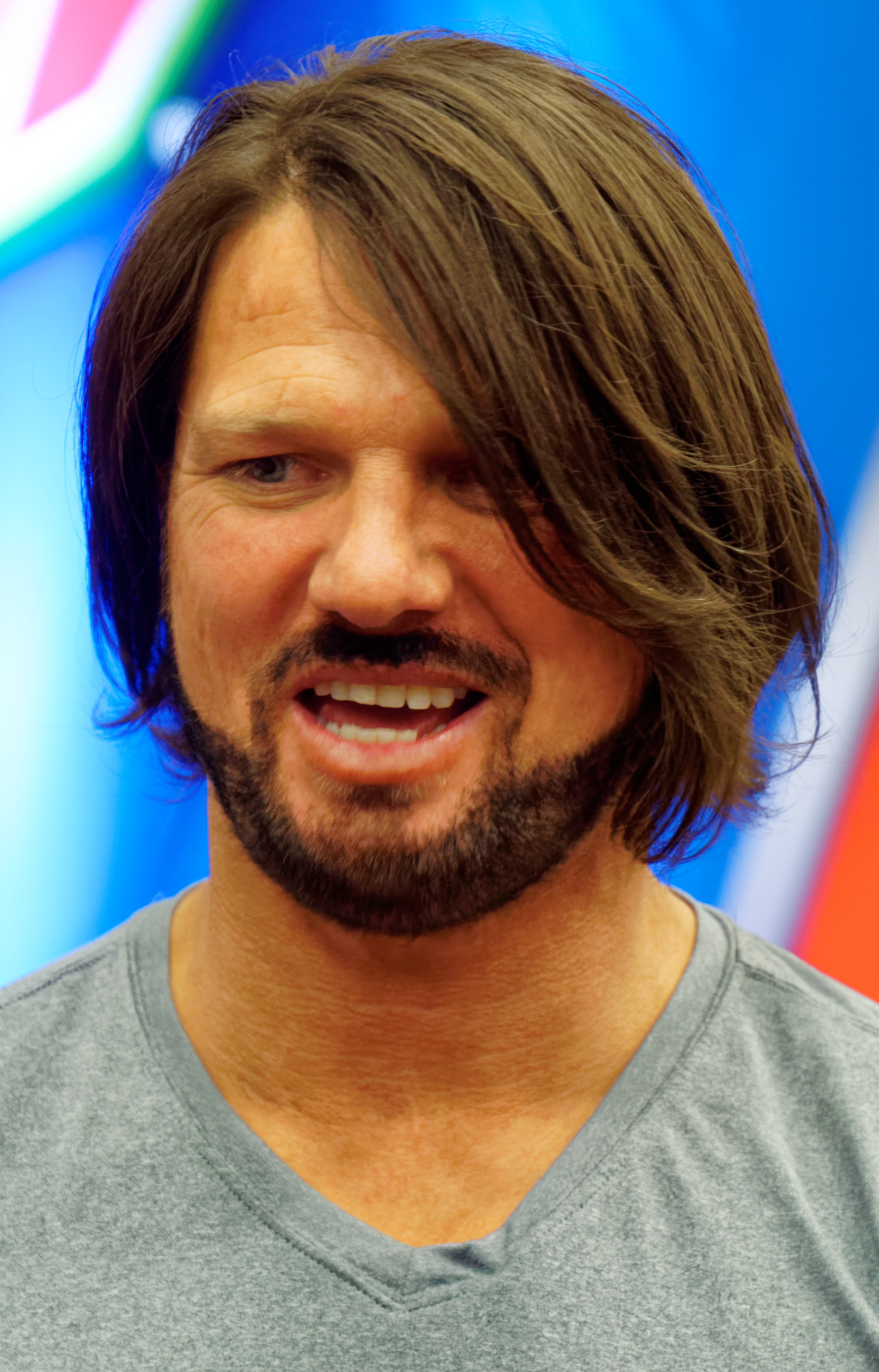
AJ Styles
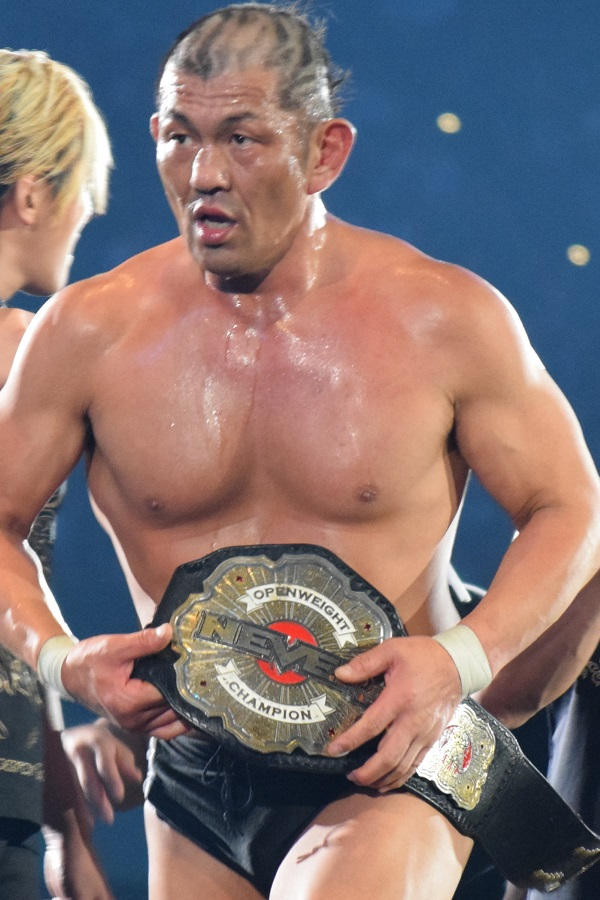
Minoru Suzuki

### 2018
- Wprowadzeni indywidualnie w 2018 roku<ref>Wrestling Observer Newsletter Hall of Fame, 2018 [online], The Internet Wrestling Database [dostęp 2023-11-14] (ang.).</ref>

Wprowadzeni indywidualnie w 2018 roku></ref>
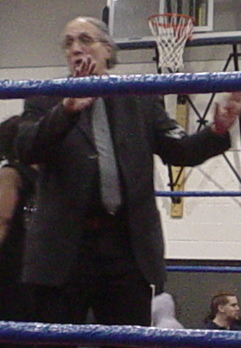
Bill Apter
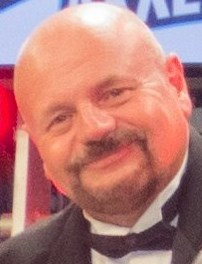
Howard Finkel
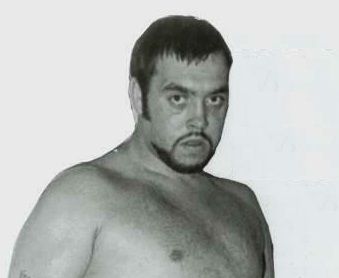
Gary Hart
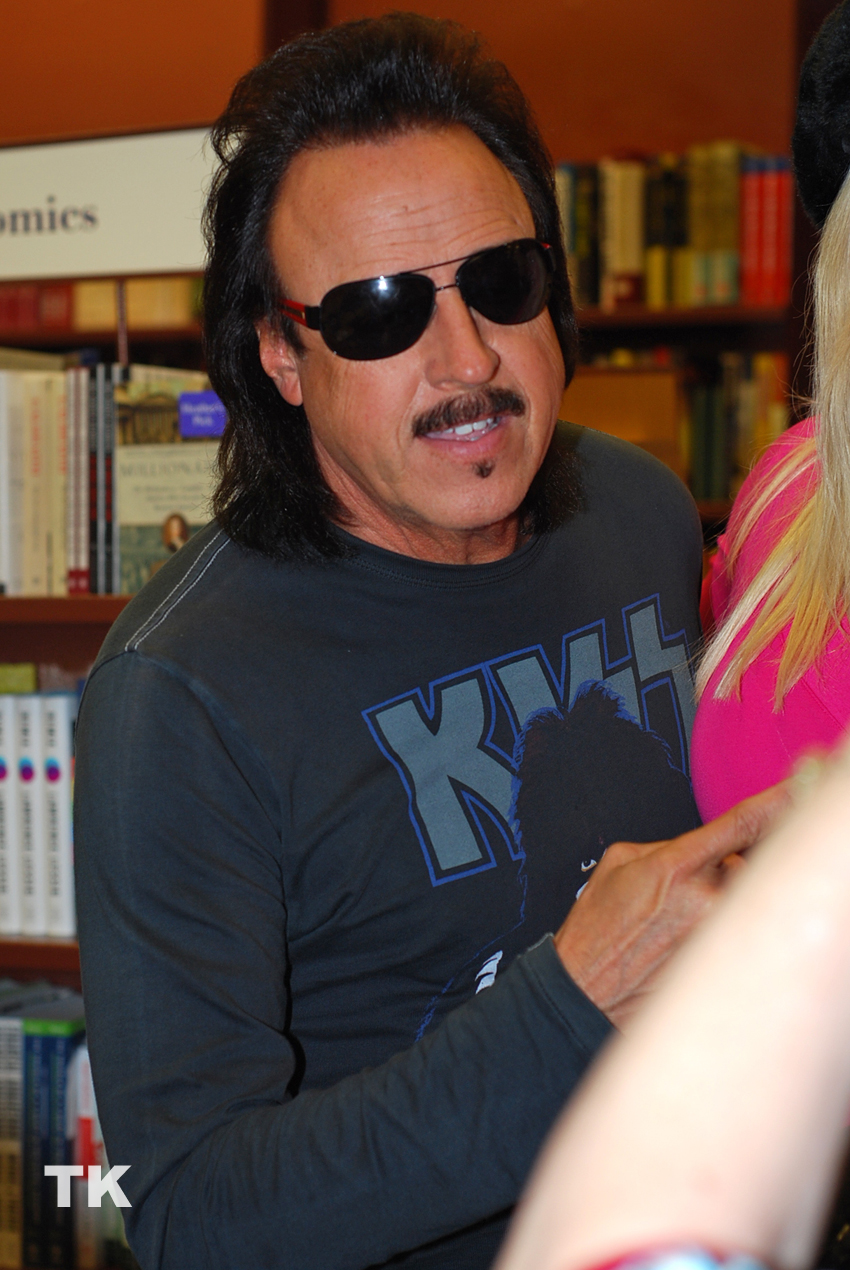
Jimmy Hart
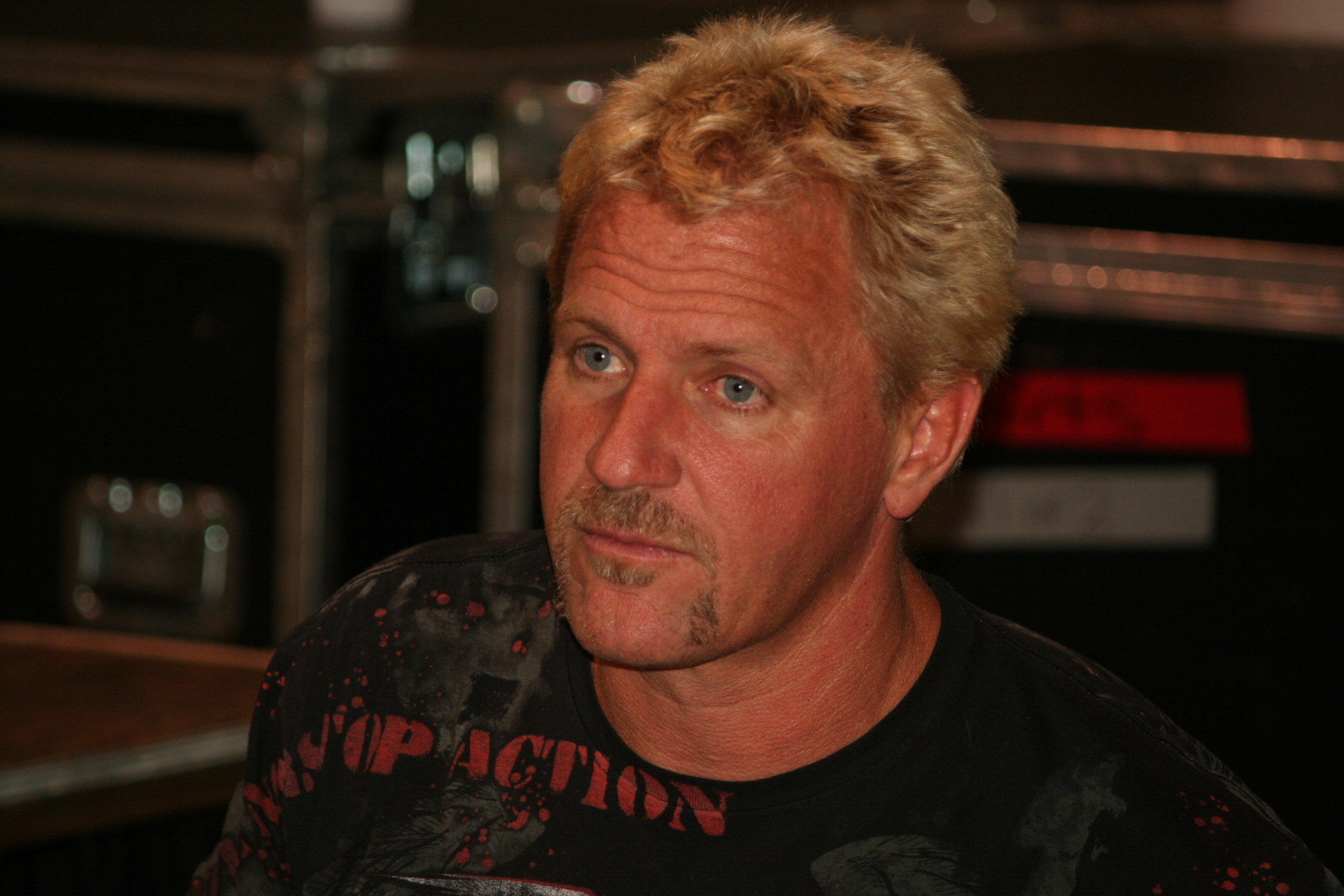
Jeff Jarrett
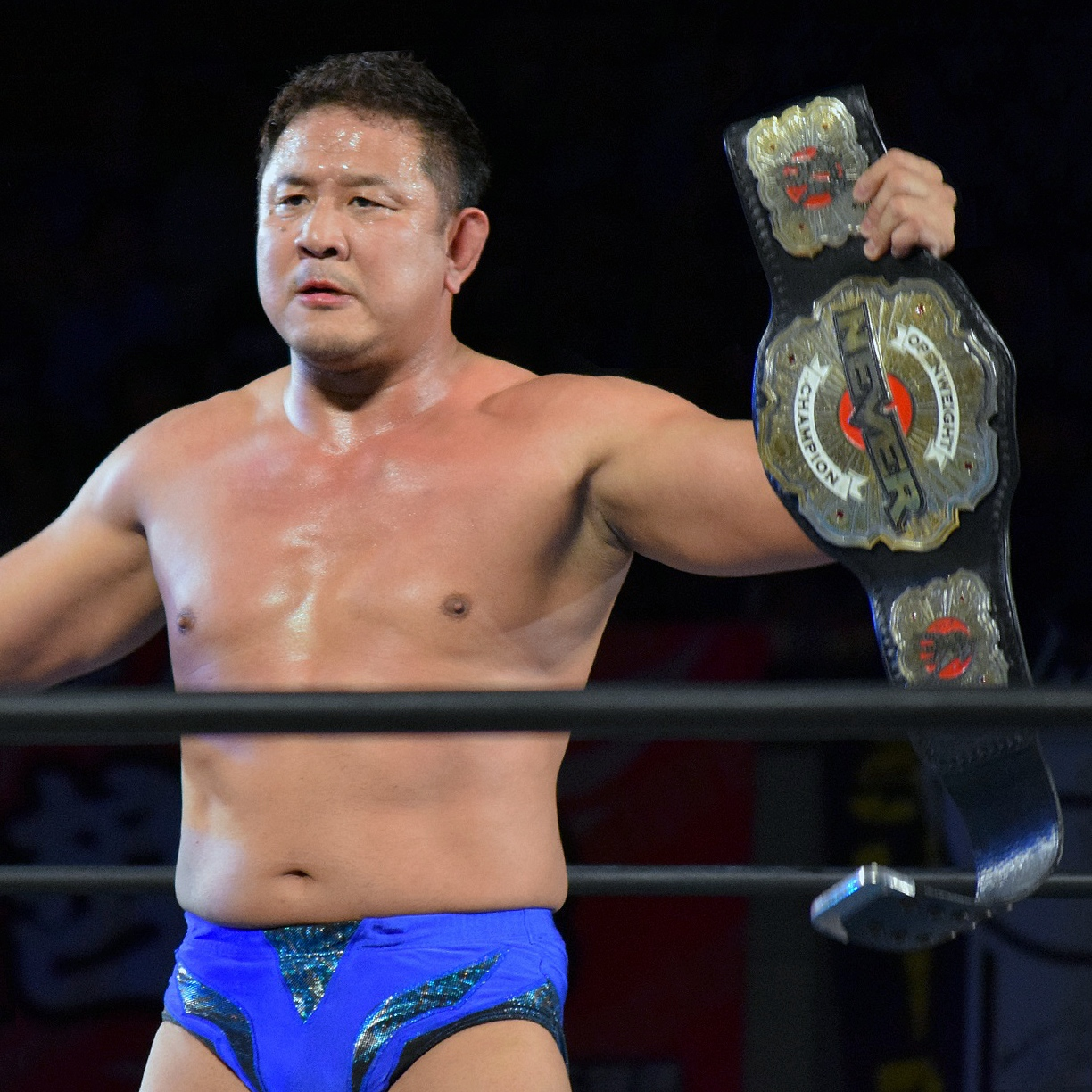
Yuji Nagata
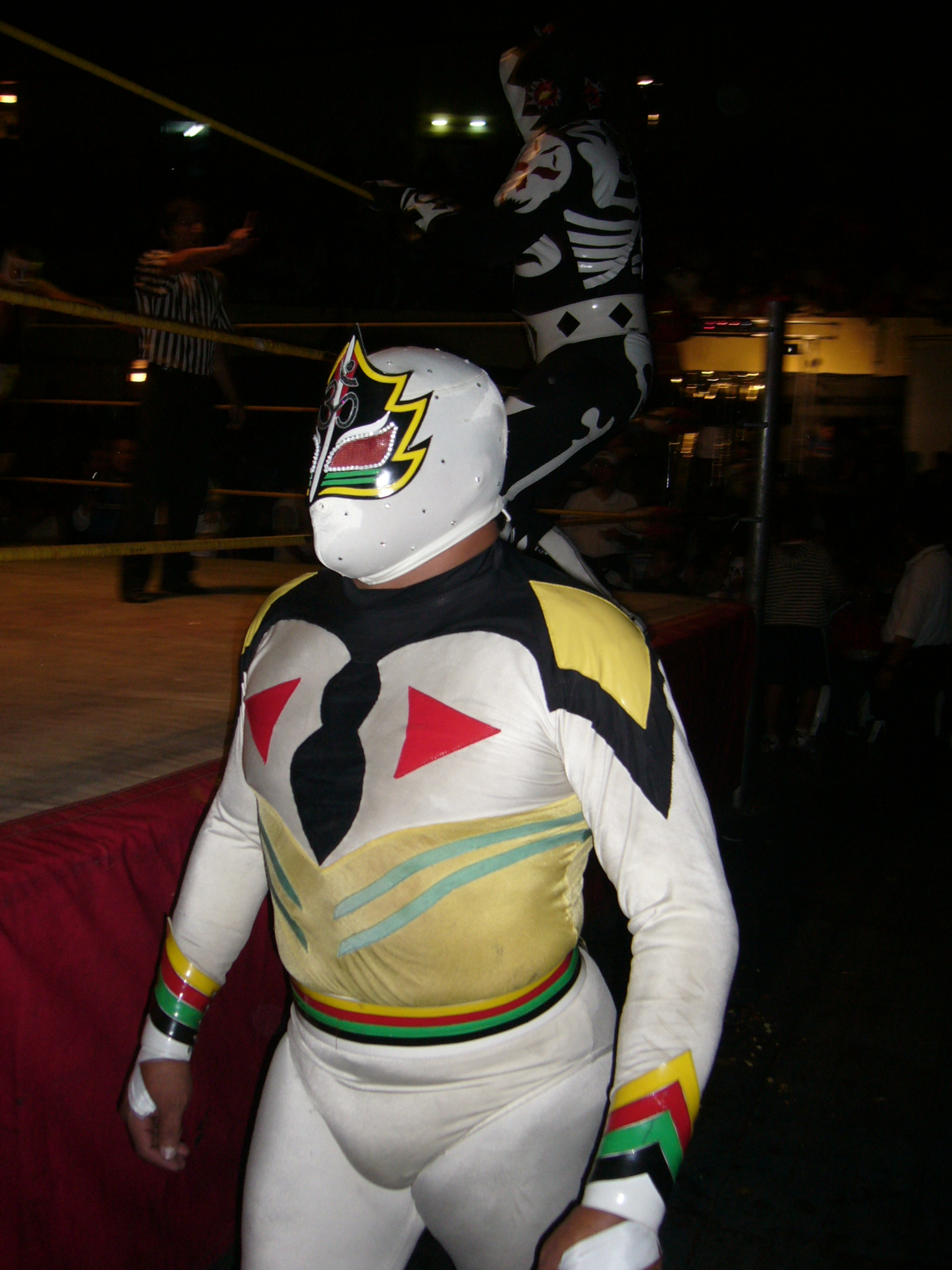
L.A. Park

### 2019

Wprowadzeni indywidualnie w 2019 roku<ref name=":1" />
Jim Crockett Sr.
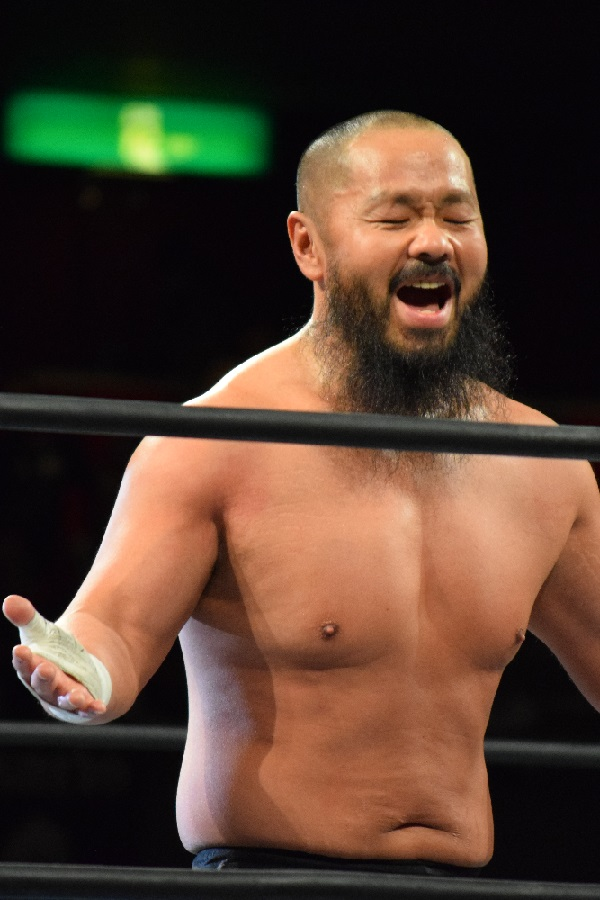
Gedo
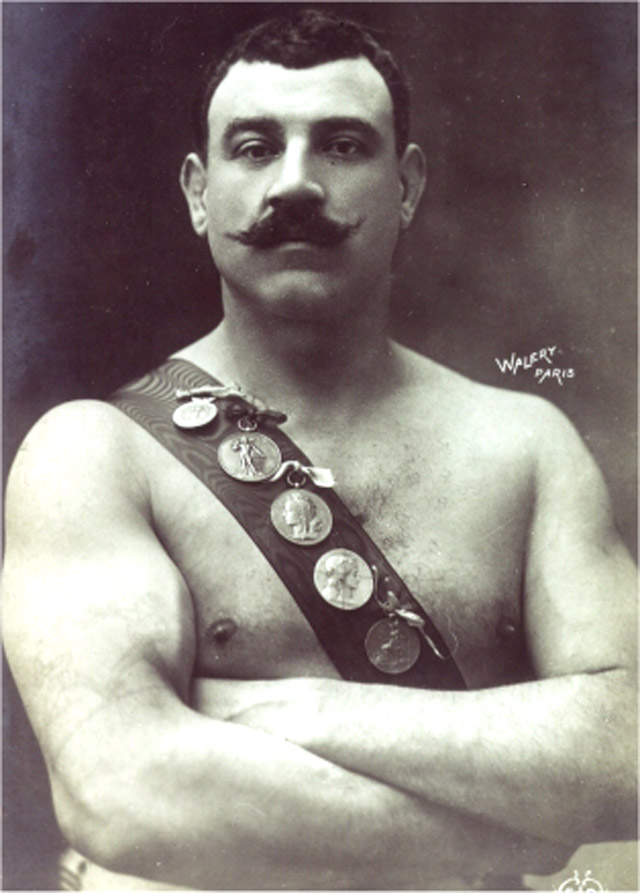
Paul Pons
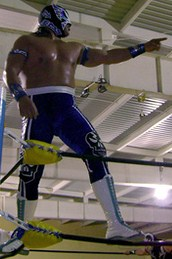
Ultimo Guerrero
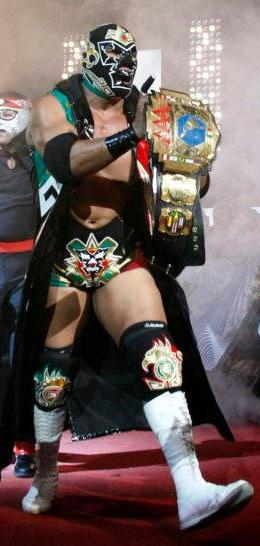
Dr. Wagner Jr.
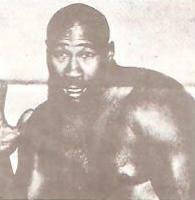
Bearcat Wright
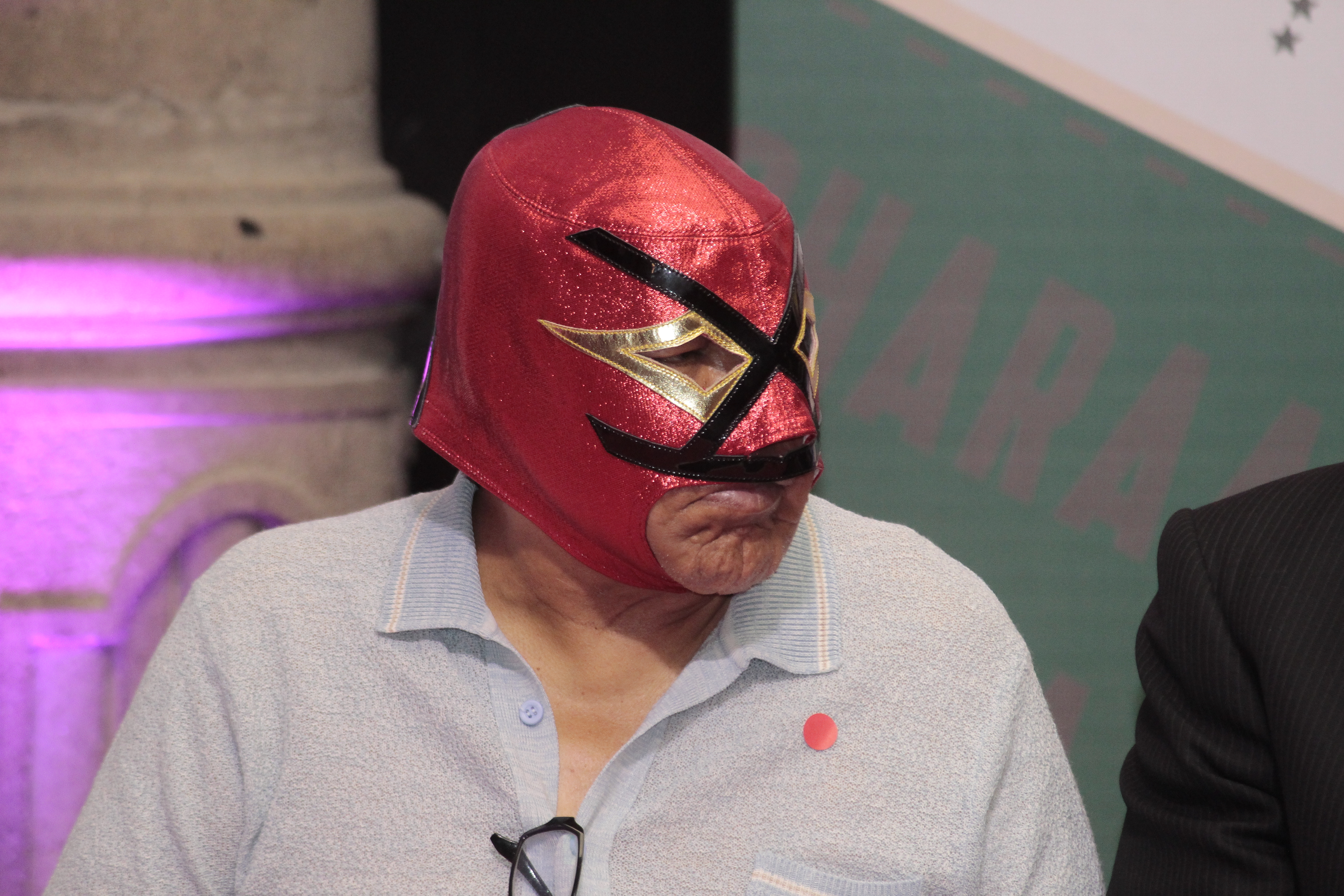
Villano III

Tag Team Los Misioneros de la Muerte<ref name=":1" />
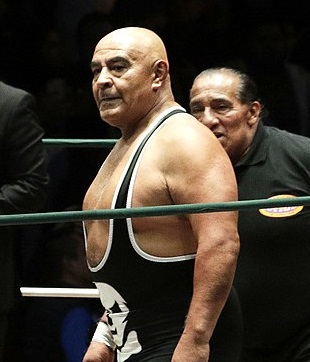
Negro Navarro
El Signo
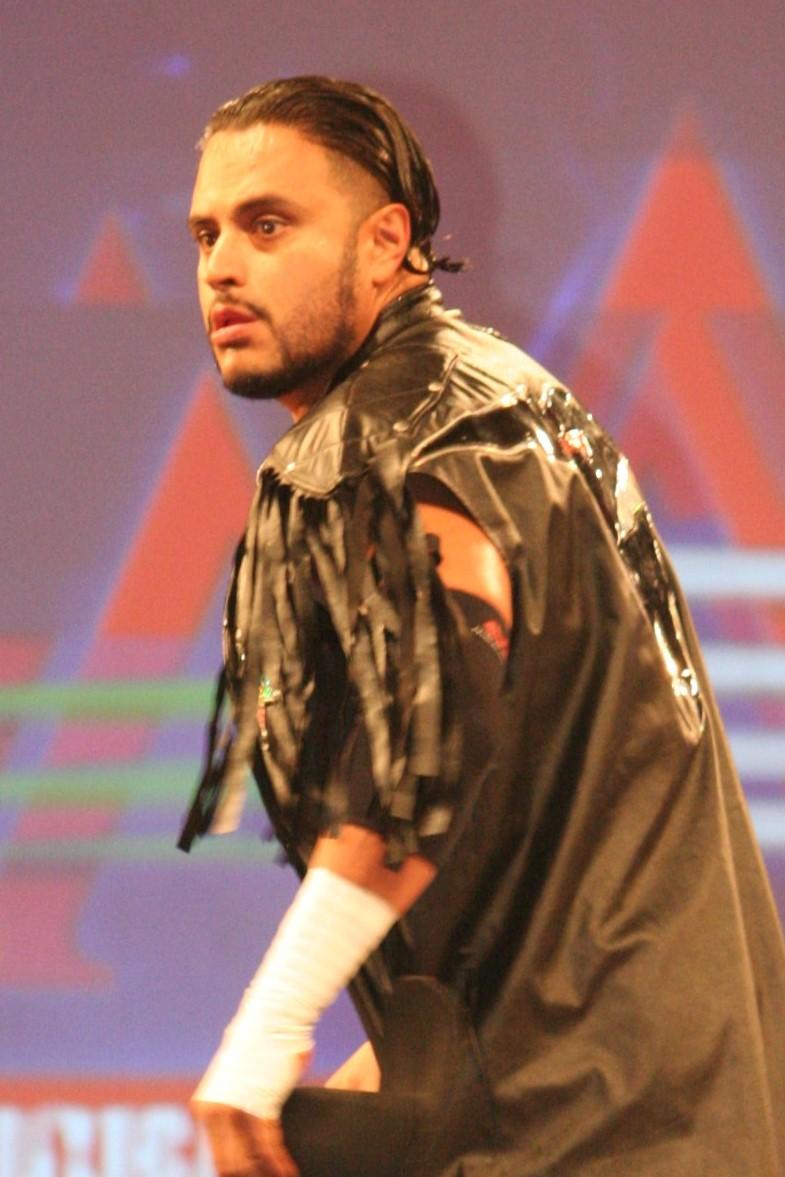
El Texano

### 2020
- Wprowadzeni indywidualnie w 2020 roku<ref>Wrestling Observer Newsletter Hall of Fame, 2020 [online], The Internet Wrestling Database [dostęp 2023-11-14] (ang.).</ref>

Wprowadzeni indywidualnie w 2020 roku></ref>
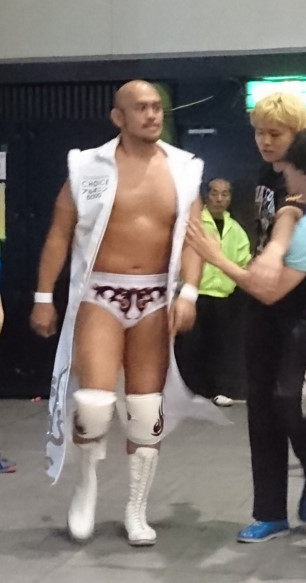
Jun Akiyama
Dan Kolov
Karloff Lagarde
Médico Asesino
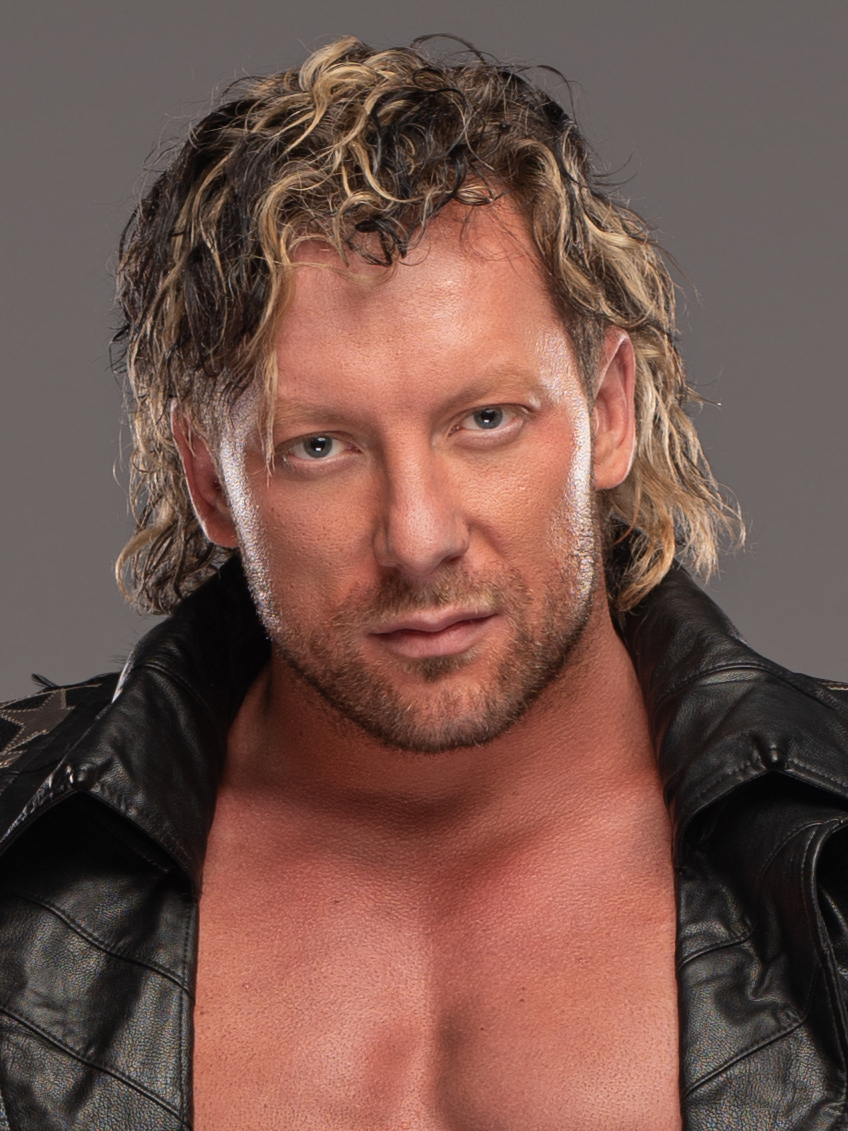
Kenny Omega

### 2021
- Wprowadzeni indywidualnie w 2021 roku<ref>Wrestling Observer Newsletter Hall of Fame, 2021 [online], The Internet Wrestling Database [dostęp 2023-11-14] (ang.).</ref>

Wprowadzeni indywidualnie w 2021 roku></ref>
El Brazo
Brazo de Oro
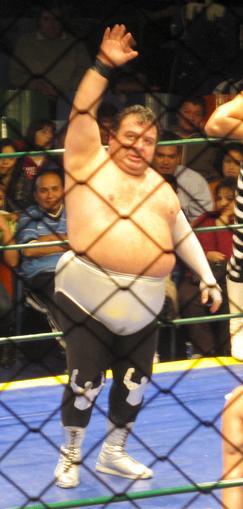
Brazo De Plata
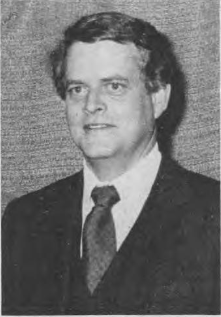
Jim Crockett Jr.
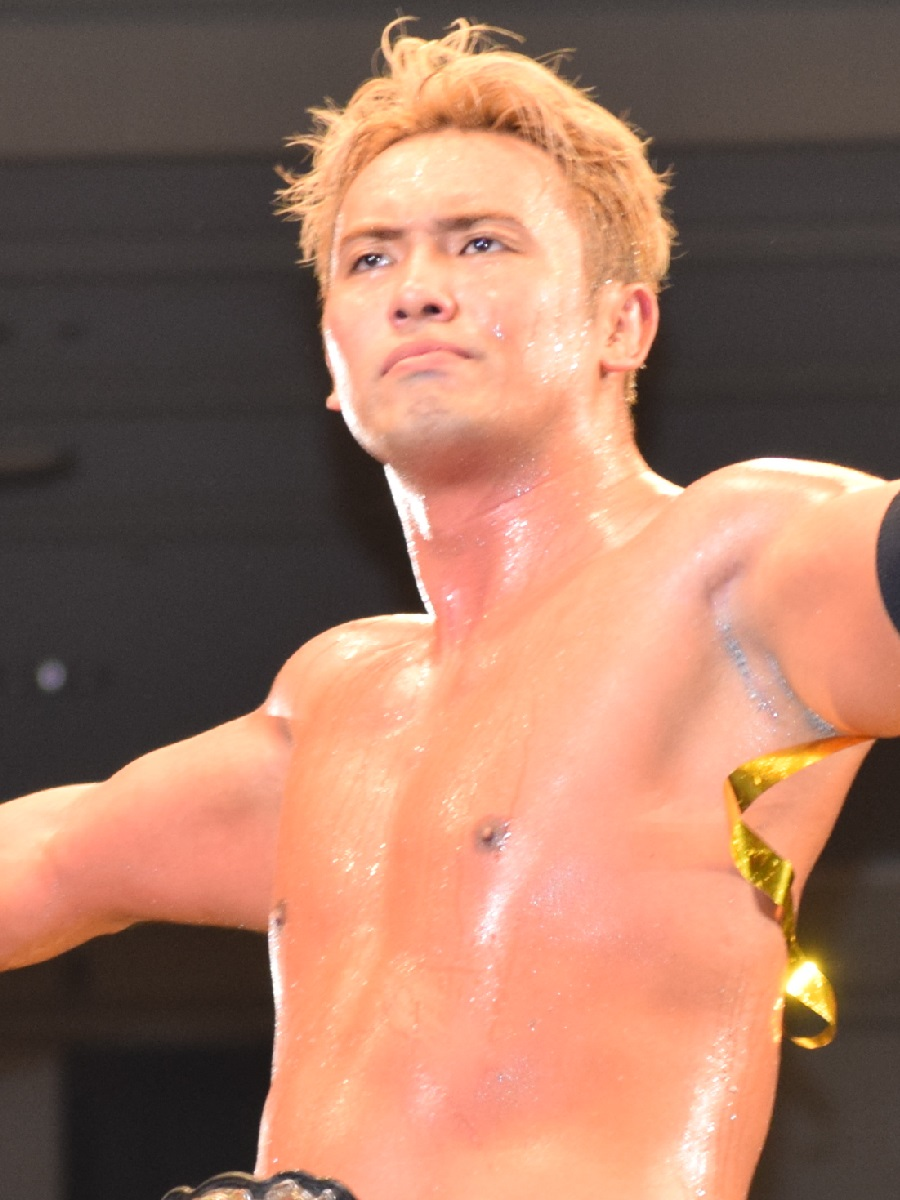
Kazuchika Okada
Don Owen

### 2022

Wprowadzeni indywidualnie w 2022 roku<ref name=":2" />
Lou Daro
Johnny Doyle
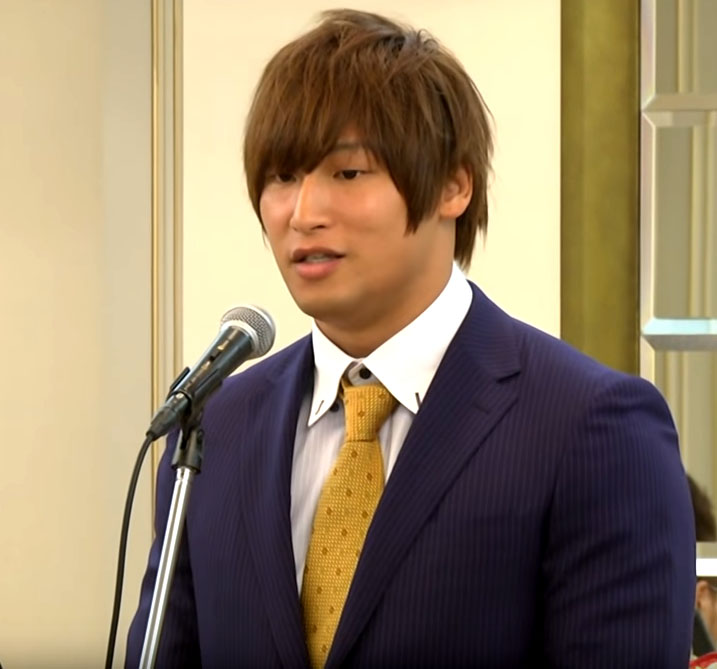
Kōta Ibushi
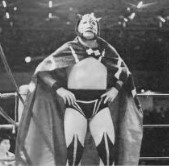
Mark Rocco
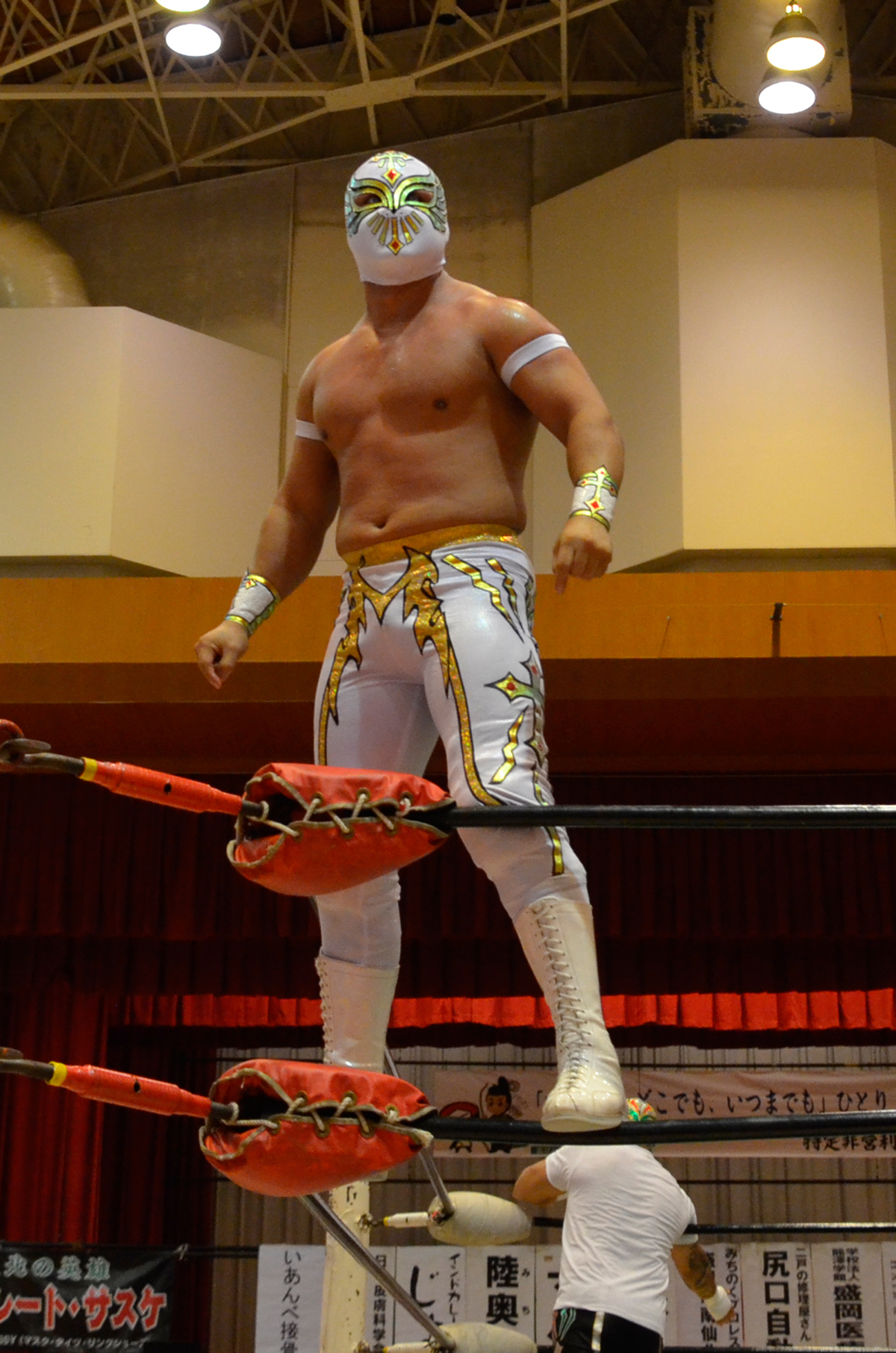
Místico
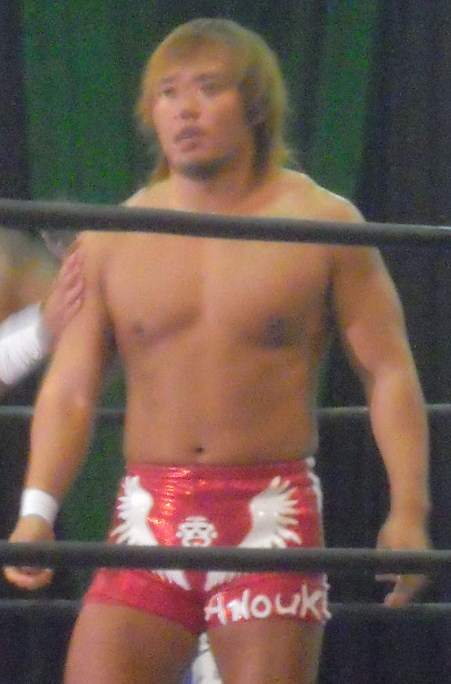
Tetsuya Naito

Tag team Holy Demon Army<ref name=":2" />
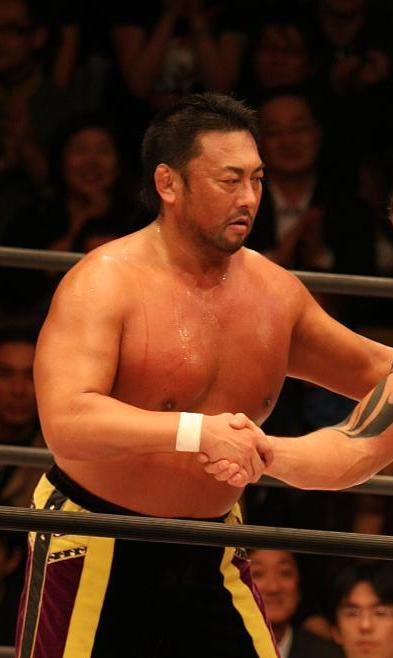
Toshiaki Kawada
Akira Taue

Stajnia Los Villanos<ref name=":2" />
Villano I
Villano II
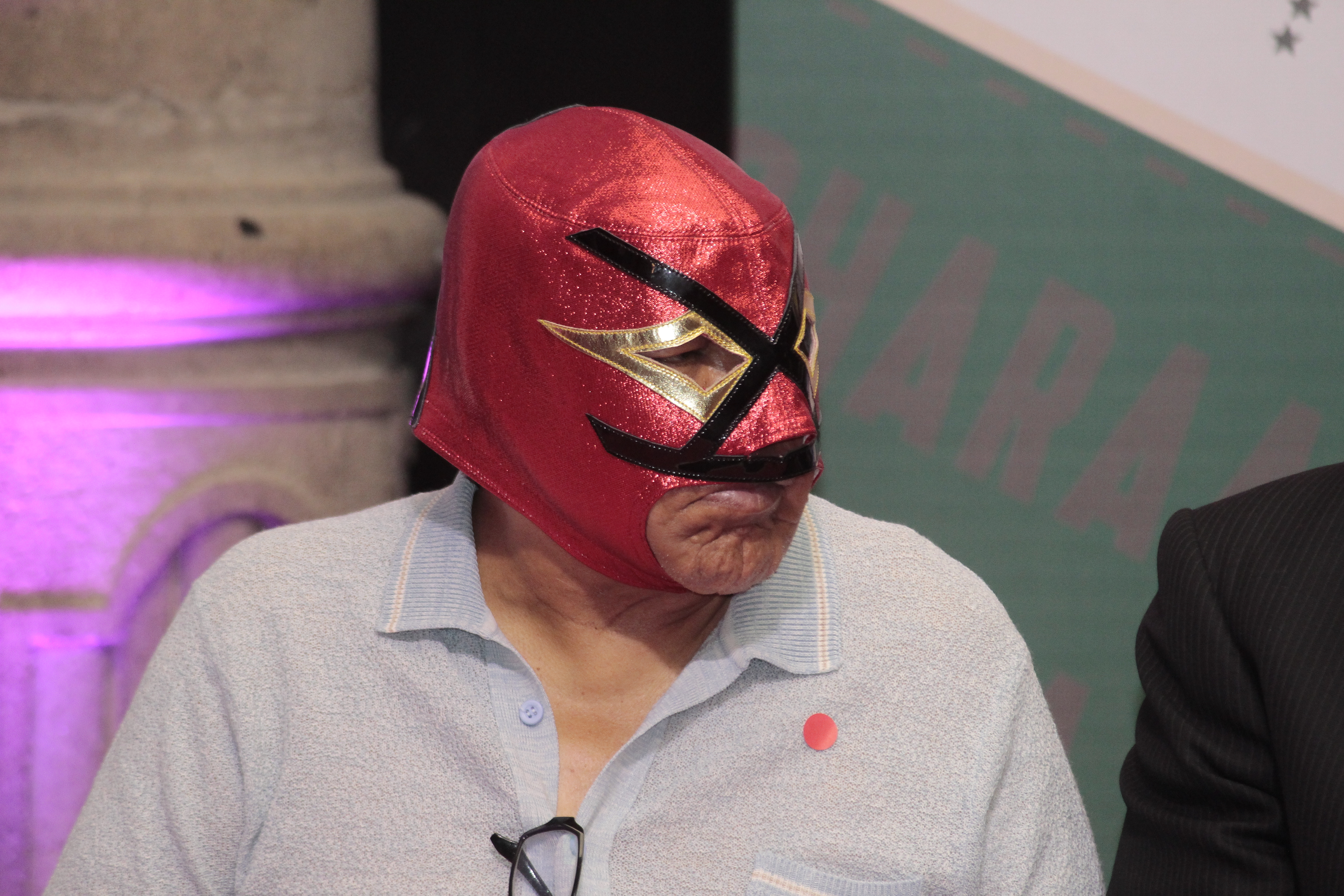
Villano III
Villano IV
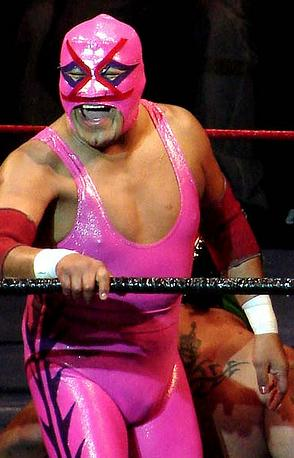
Villano V

### 2023

Wprowadzeni indywidualnie w 2023 roku<ref name=":4" />
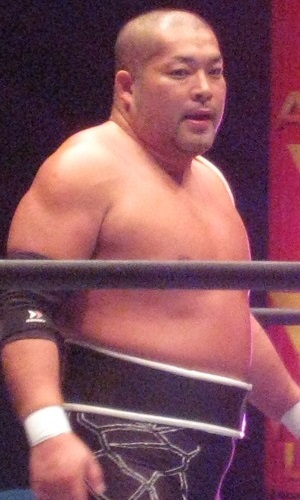
Tomohiro Ishii
George Kidd
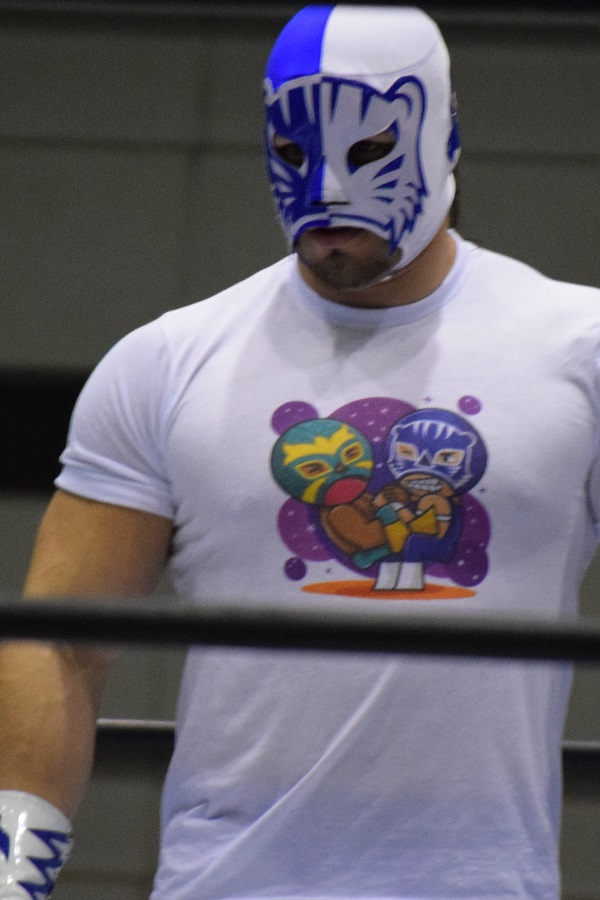
Blue Panther
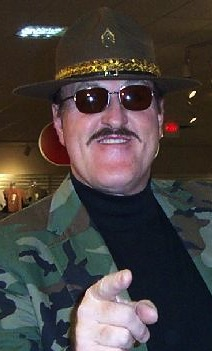
Sergeant Slaughter

Tag team Antonino Rocca i Miguel Pérez<ref name=":4" />
Miguel Perez, Sr.
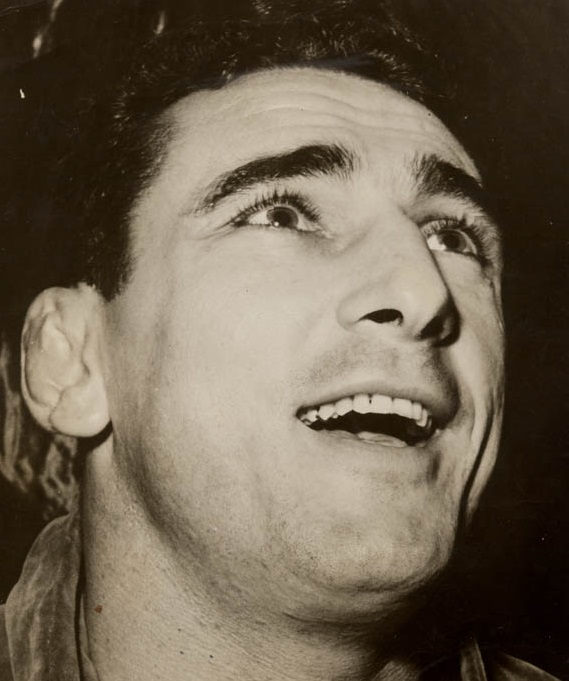
Antonino Rocca

Tag team Beauty Pair<ref name=":4" />
Jackie Sato
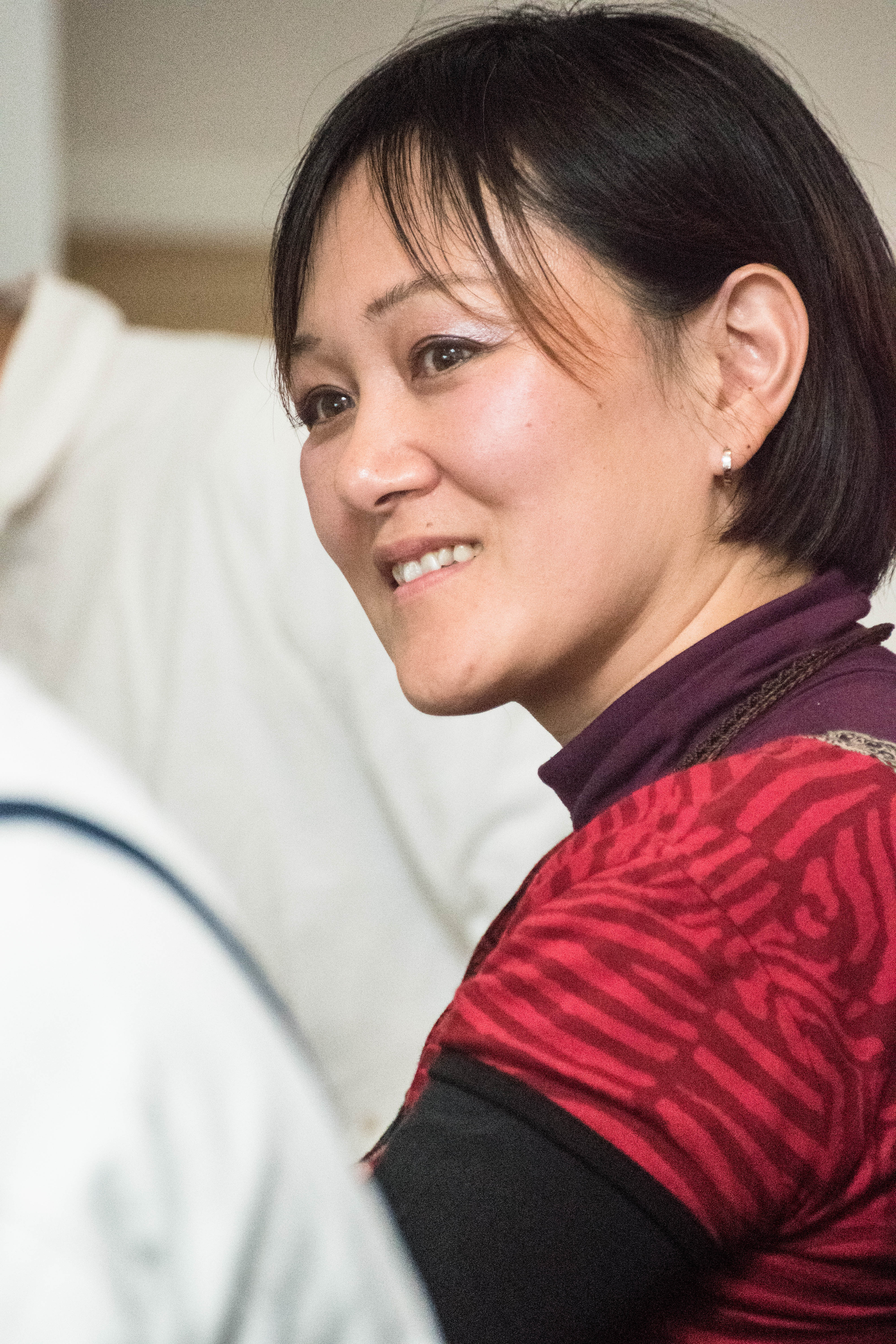
Maki Ueda

Tag team Brisco Brothers<ref name=":4" />
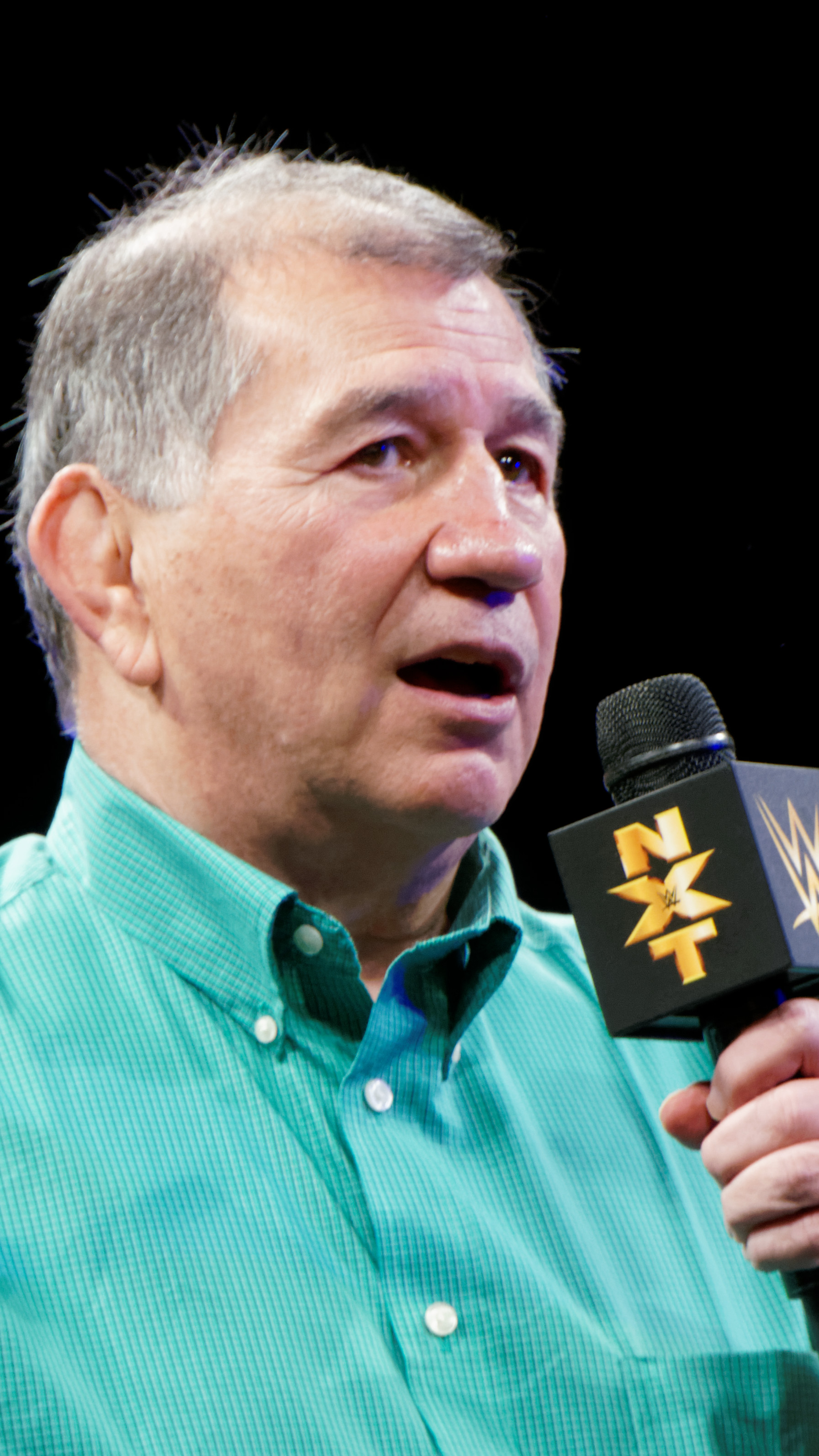
Gerald Brisco
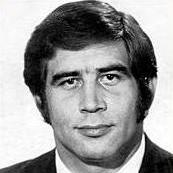
Jack Brisco

### 2024
- Wprowadzeni indywidualnie w 2024 roku

"Wprowadzeni
Roman Reigns
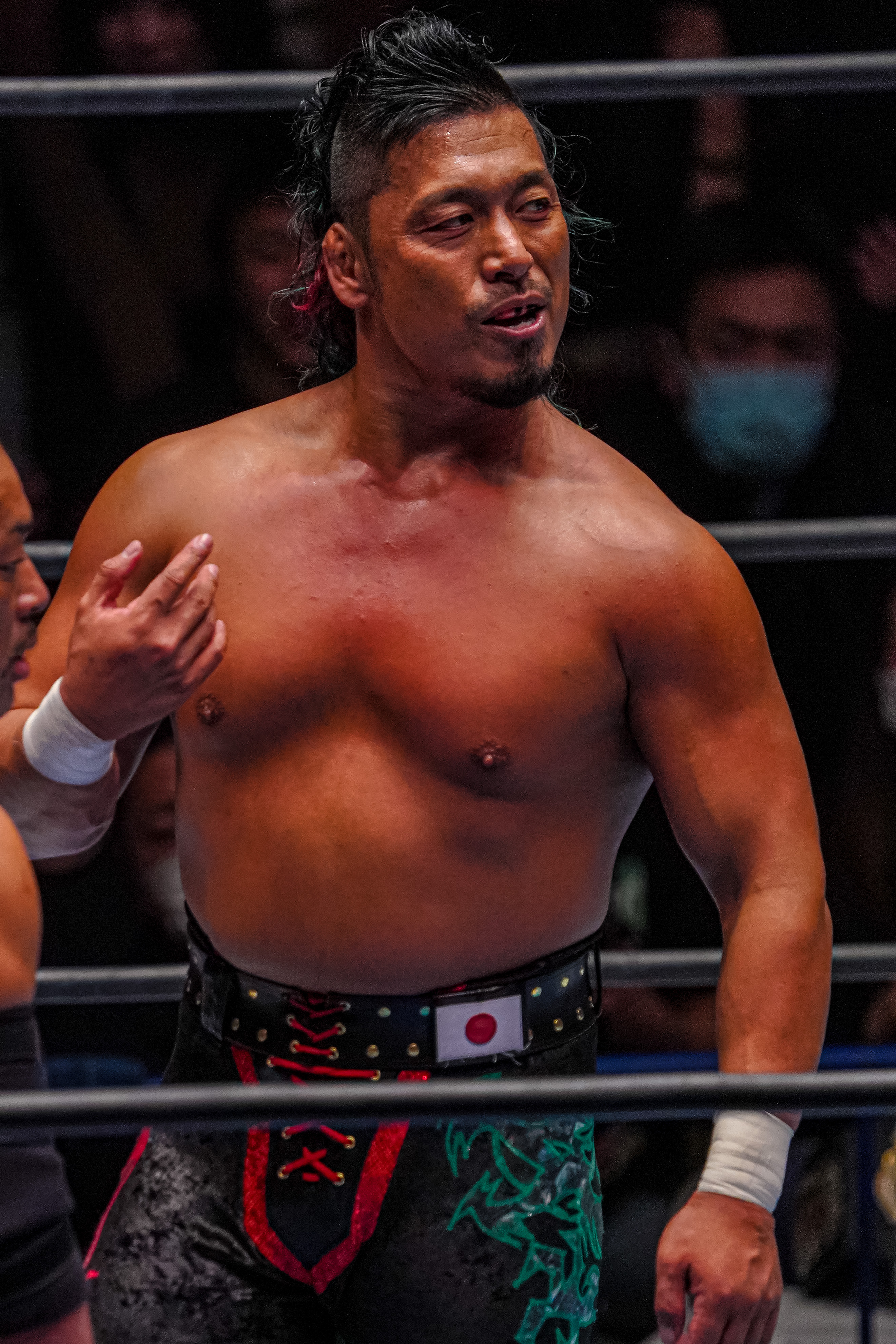
Shingo Takagi
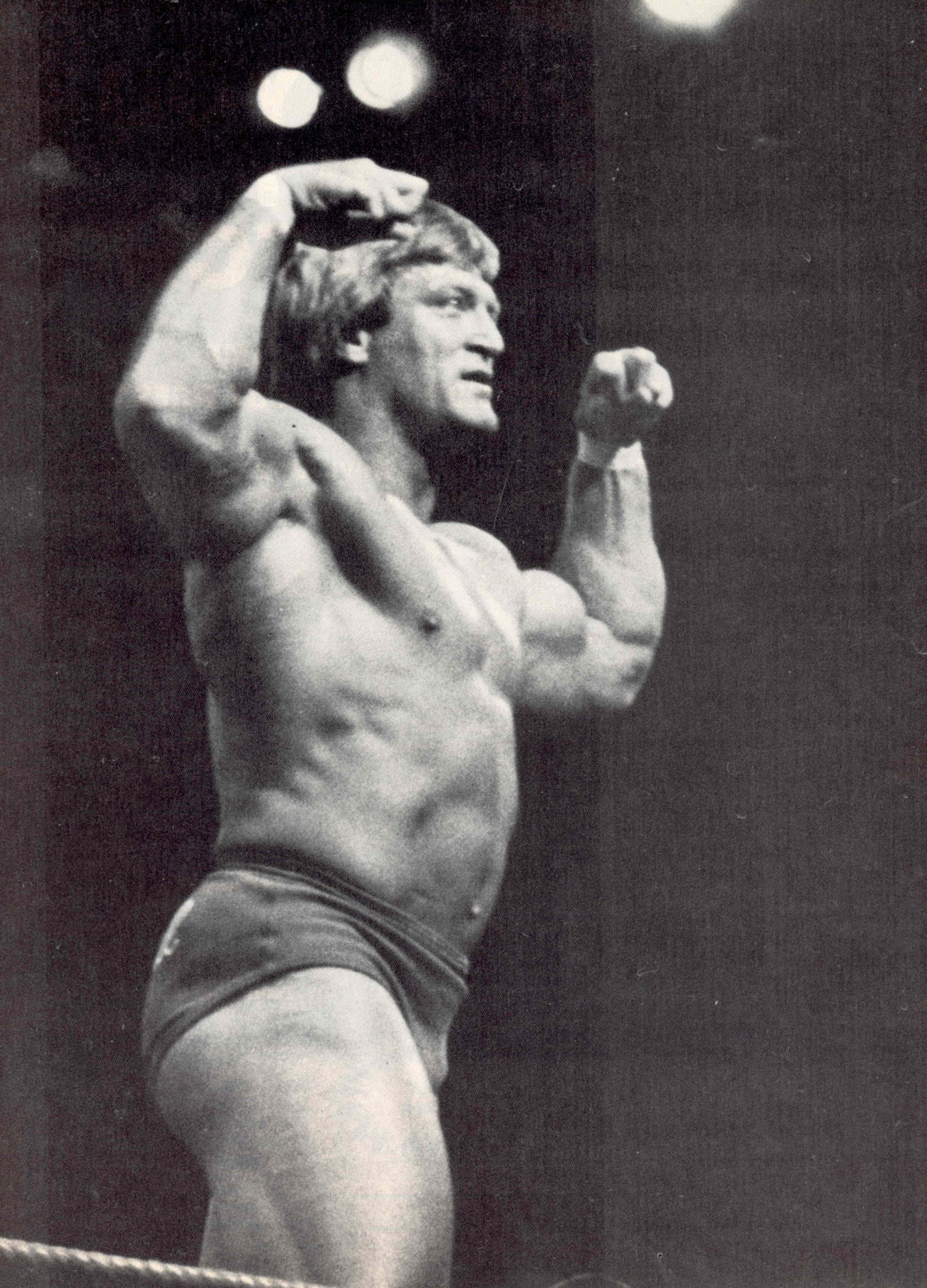
Paul Orndorff
Johnny Rougeau
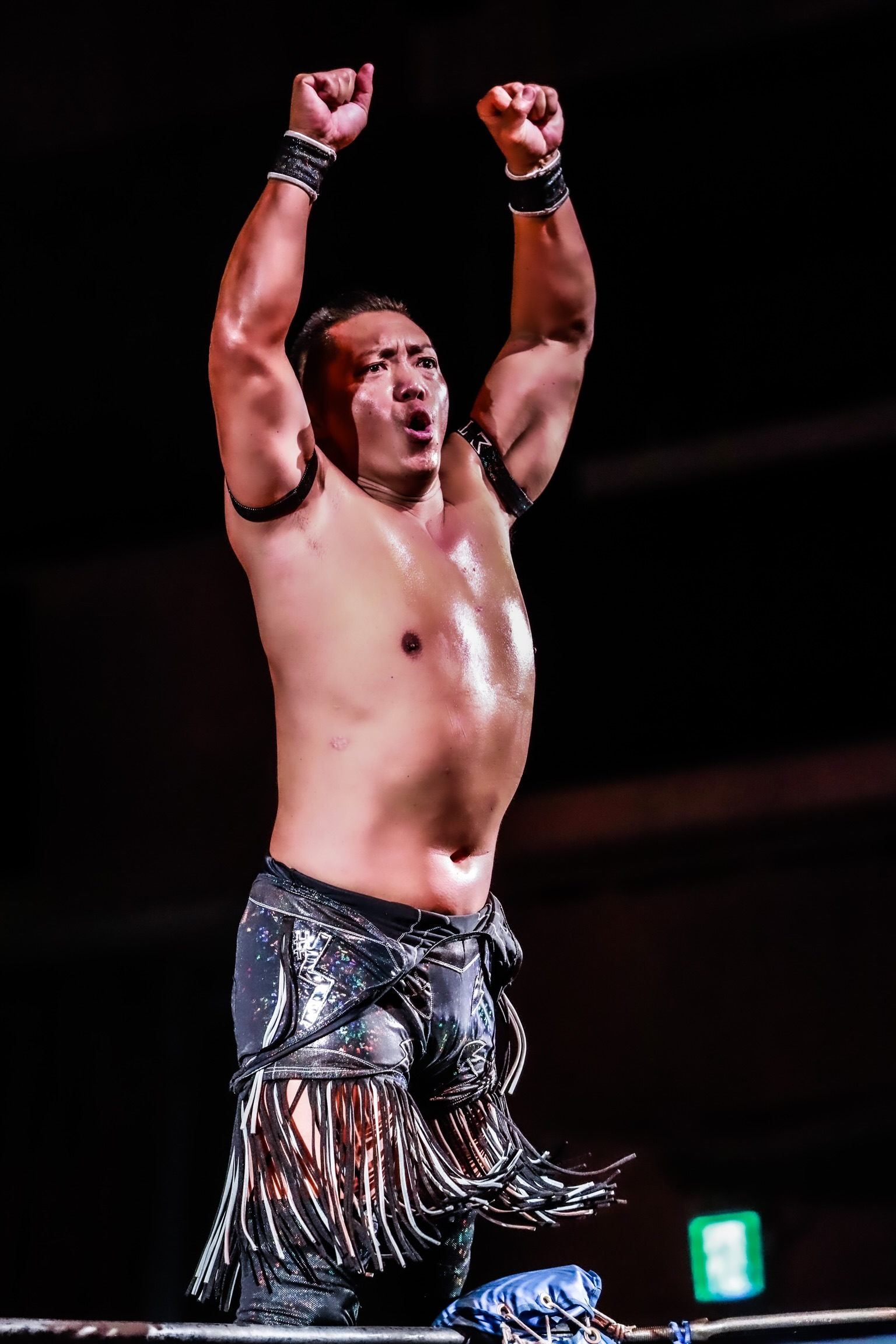
Cima
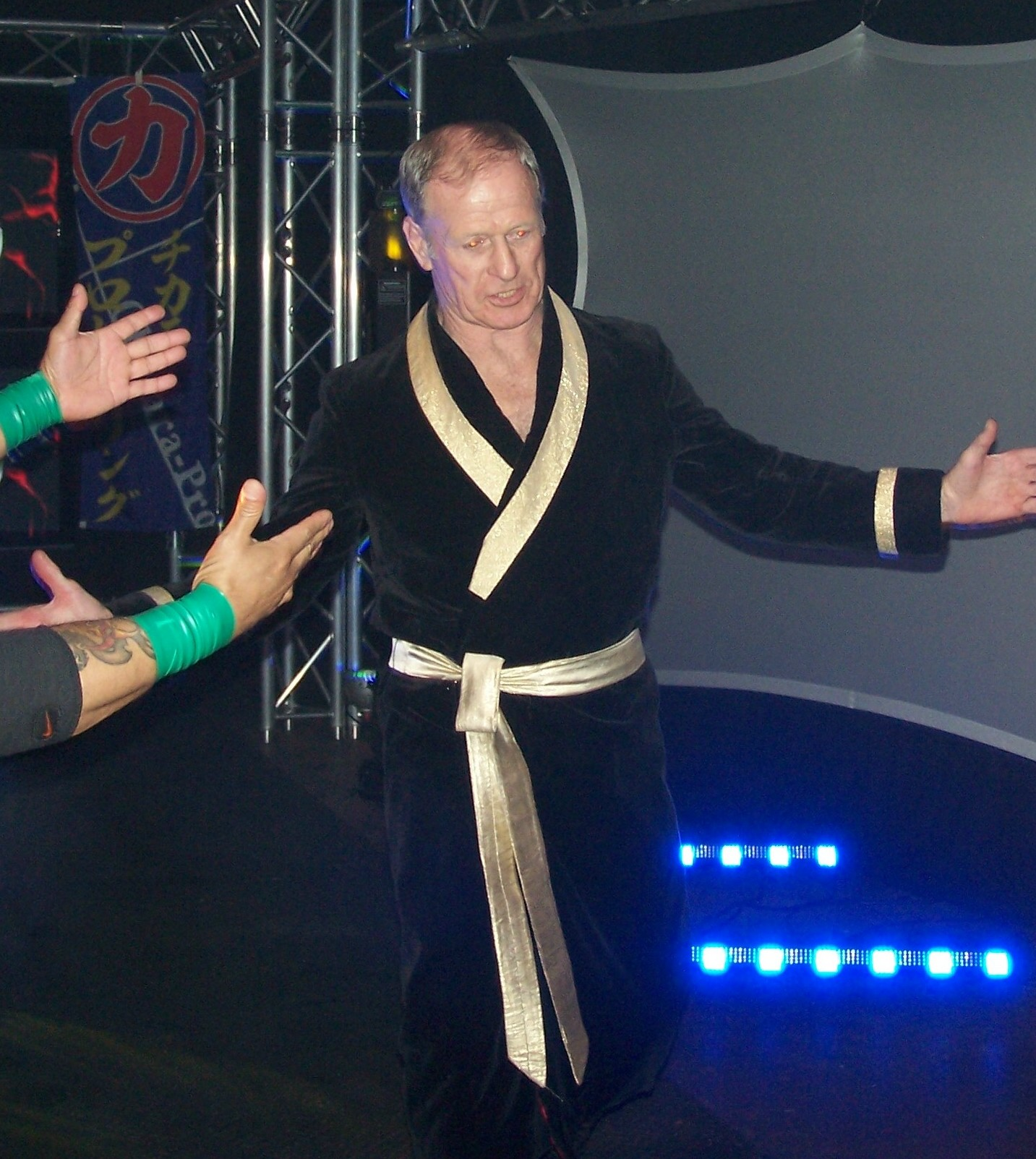
Johnny Saint
Bobby Davis

- Tag team Young Bucks

"Tag
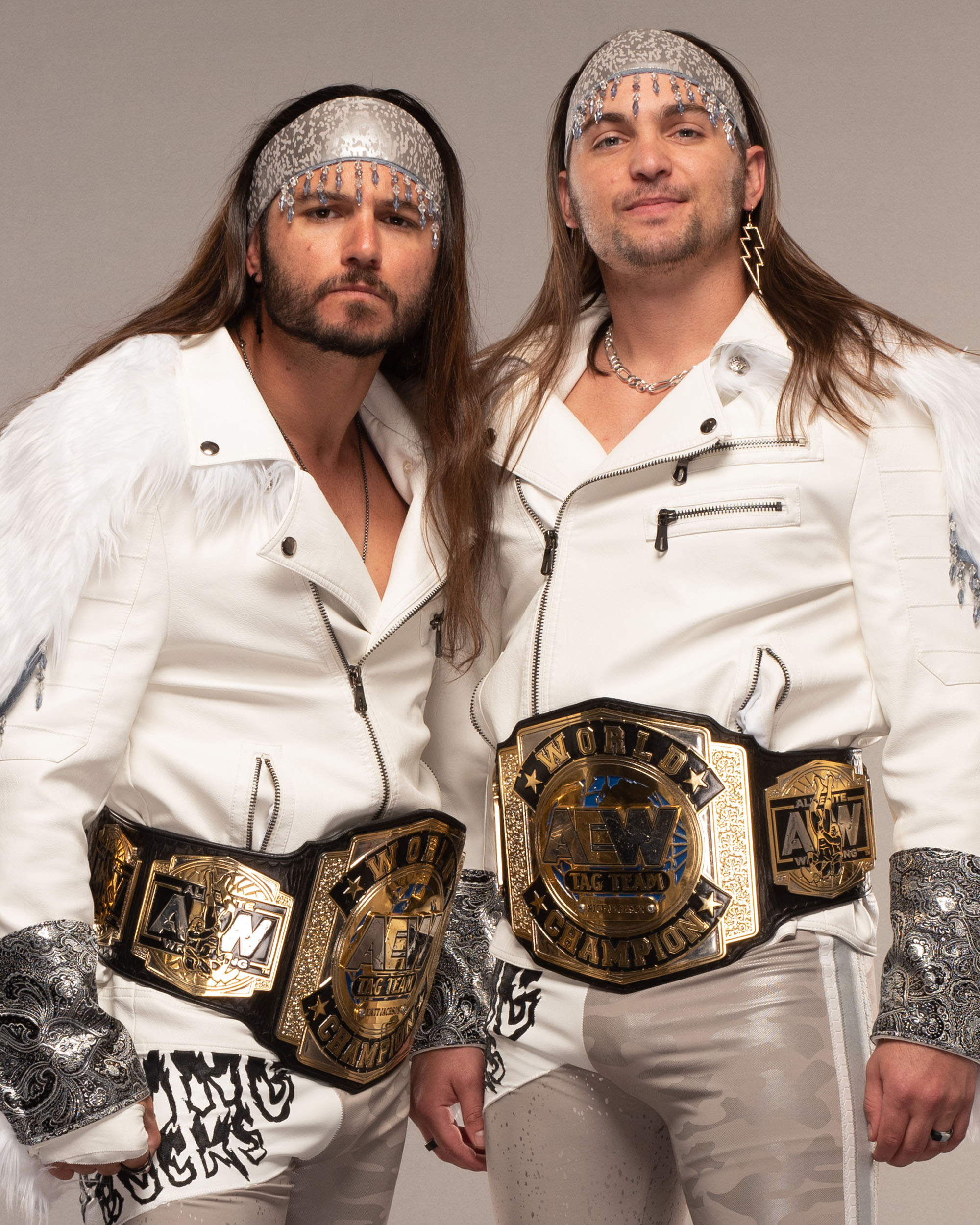
Matt Jackson i Nick Jackson

- Stajnia Los Hermanos Dinamita

"Stajnia
Cien Caras
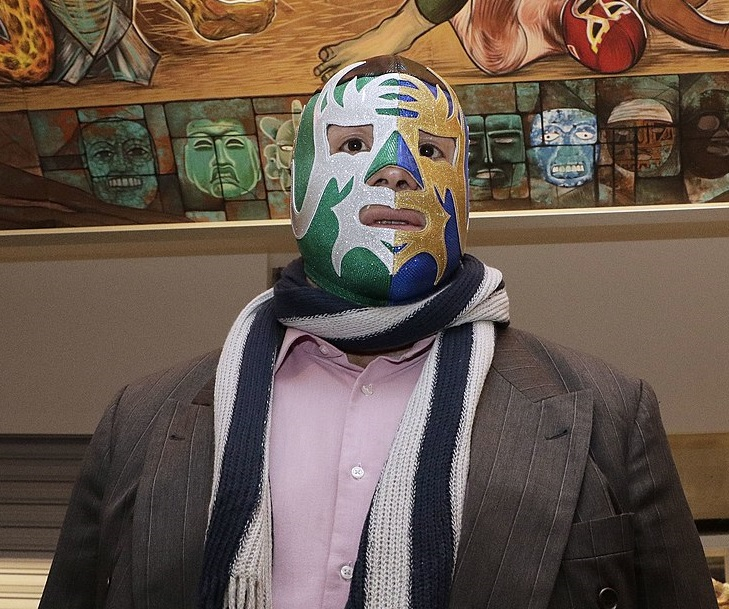
Máscara Año 2000
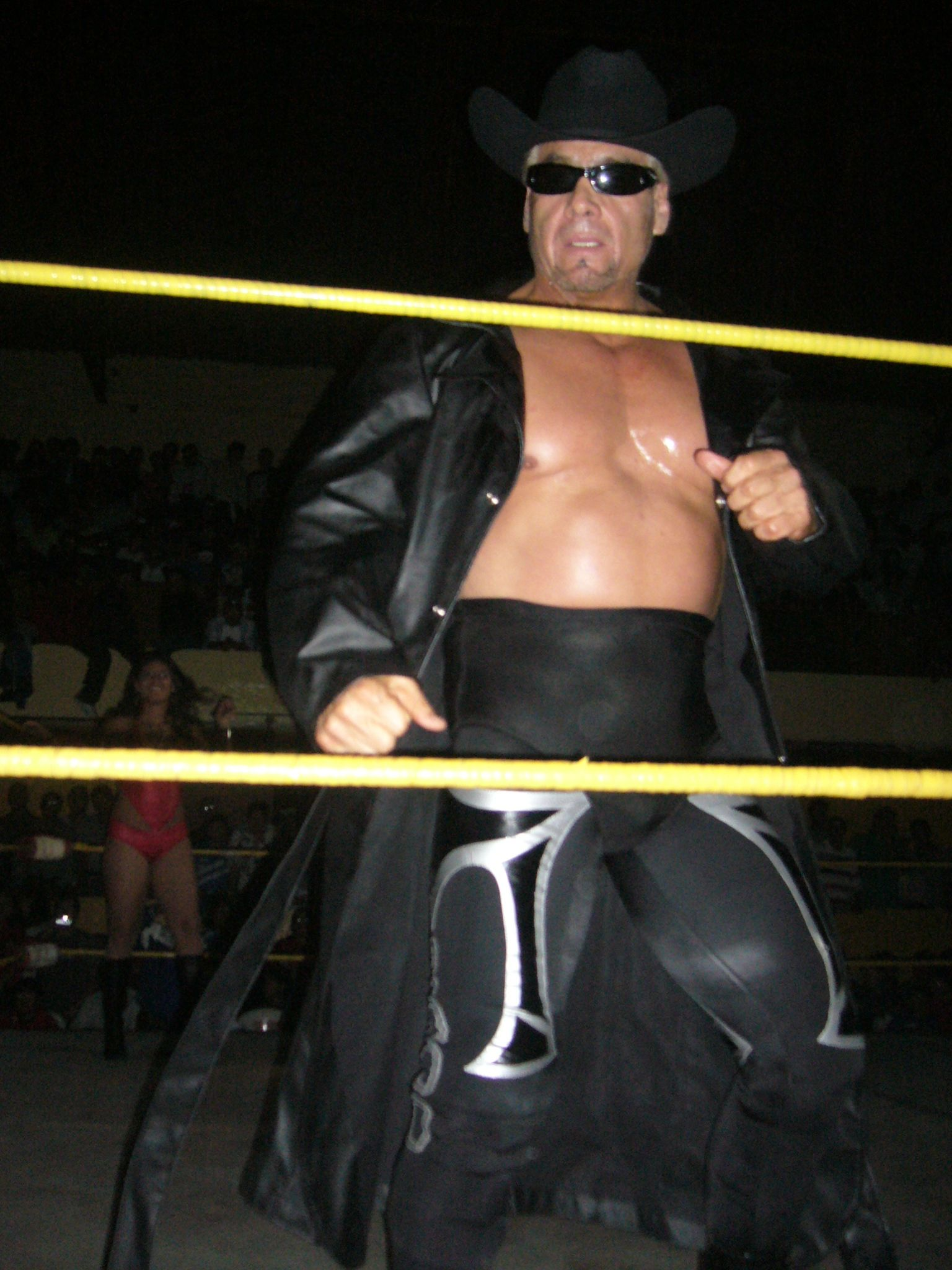
Universo 2000